# Maxime Dethomas
Maxime-Pierre Jules Dethomas (13. října 1867 Garges-lès-Gonesse – 21. ledna 1929 Paříž) byl francouzský malíř, kreslíř, grafik, ilustrátor a byl také jedním z nejznámějších divadelních a kostýmních návrhářů své doby. Jako umělec byl Dethomas svými současníky vysoce ceněn a často vystavoval jak ve Francii, tak v zahraničí. Pravidelně přispíval do Impressionistes et Symbolistes a byl zakládajícím členem Podzimního salonu. V roce 1912 mu byl udělen Řád čestné legie za jeho příspěvek k francouzskému umění.
Během druhé části své kariéry dohlížel na scénografii a kostýmy pro Théâtre des Arts a pařížskou operu. Jeho díla se objevují v mnoha národních sbírkách, včetně Muzea Orsay, Ermitáže a National Gallery of Art ve Washingtonu. Velká sbírka jeho prací souvisejících s divadlem je uložena v Bibliothèque-musée de l'Opéra. Dethomas byl také blízkým přítelem umělce Henriho Toulouse-Lautreca a jeho švagra Ignacia Zuloagy. Je spojován s uměleckou skupinou Les Nabis a dalšími postimpresionistickými a symbolistickými umělci a spisovateli. Zemřel v roce 1929 ve věku 61 let a byl pohřben na pařížském hřbitově Passy.

## Životopis
Maxime Dethomas se narodil na pařížském předměstí Garges-lès-Gonesse v roce 1867 a byl nejstarším ze šesti dětí, včetně čtyř nevlastních sourozenců. Jeho rodina pocházela z dlouhé řady malířů a tiskařů na jedné straně a právníků na straně druhé. Jeho otec Jean-Albert Dethomas (1842–1891) byl pařížským politikem a právníkem. Jeho matka Laure-Elizabeth Antoinette Béchet zemřela ve věku 27 let v roce 1874. Jeho nevlastní matka Marie Louise Thierrée patřila k zámožné střední třídě v Bordeaux.

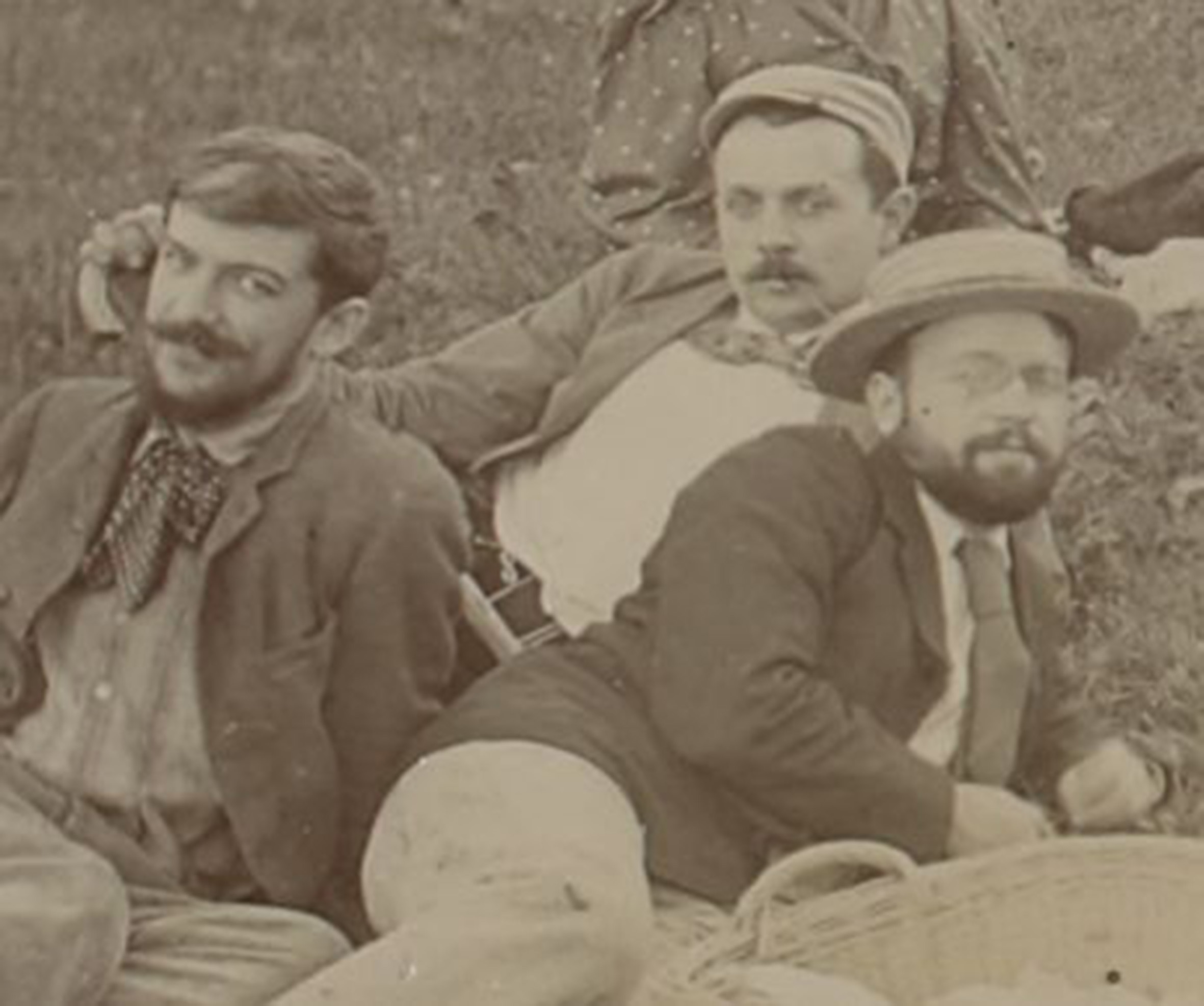
Maxime Dethomas (uprostřed) ve společnosti umělců, asi 1890

V průběhu roku 1885 se Dethomas poprvé setkal s Augustinou Bulteau, osobností pařížské umělecké komunity a manželkou autora a dramatika Julese Ricarda. Augustina Bulteau se stala klíčovou postavou jeho života, pomohla mu orientovat se v obtížném vztahu s jeho otcem, vedla jeho akademické směřování a podporovala jeho umělecký rozvoj. Každý rok si Dethomas dělal delší přestávky na jejích statcích v Léry na Côte-d'Or a podnikal cesty do Benátek. Obrázky z těchto cest se v jeho umění často objevovaly.
V roce 1887 se Dethomas zapsal na École des arts décoratifs (Škola dekorativního umění), kde krátce studoval. Namísto ve škole raději trávil většinu času v knihkupectví Revue Indépendante, oblíbeném místě mladých umělců a spisovatelů vedených Edouardem Dujardinem. Právě zde se poprvé setkal s Louisem Anquetinem a Henri de Toulouse-Lautrecem. Často se tvrdí, ovšem mylně, že vztah Dethomase k Toulouse-Lautrecovi byl vztahem mistra ke studentovi – přinejmenším ve formálním smyslu tohoto pojmu – ačkoli jejich společné zkušenosti a vzájemná úcta k sobě navzájem jako umělcům byly nepopiratelné. V dopise z roku 1898 se Dethomas zamyslel nad Toulouse-Lautrecovým uměním:
Věci, které od něj vidím, mi vždy dodají intenzivní chuť pracovat. Práce tohoto chlapce, který, pokud nemá talent, určitě má aspoň trochu geniality, jsou pro mě vždycky ranou do srdce. Je to, jako by mi ukázal cestu s náhlým pozváním k postupu. Mistrovské obrazy mi to nedávají, těmi jsme ohromeni obdivem. Jsme blokováni, sklíčeni, poté jsme zklamáni a uvězněni.

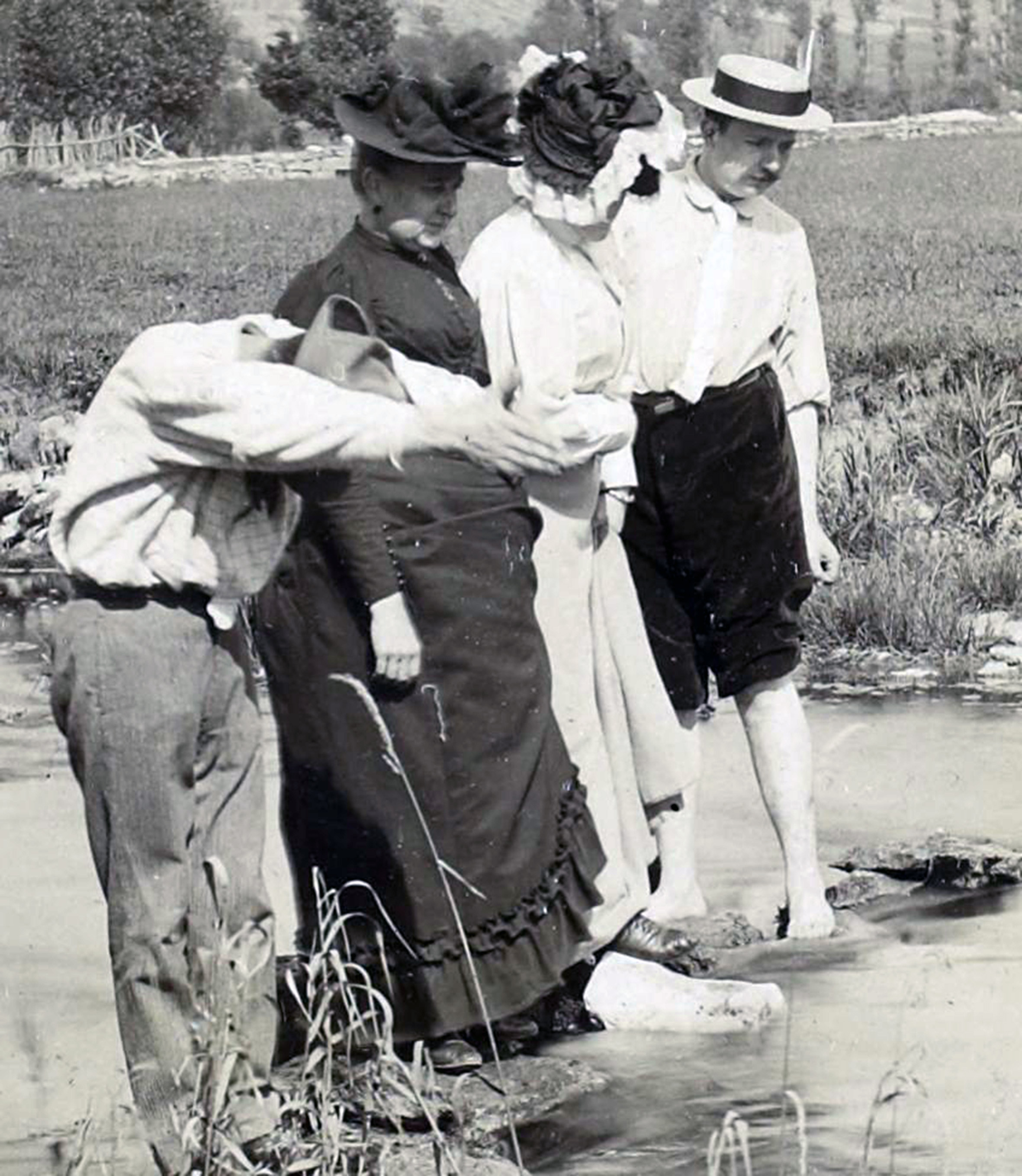
Maxime Dethomas (vpravo) s Agustine Bulteau v Léry, Côte-d'Or (asi 1890)

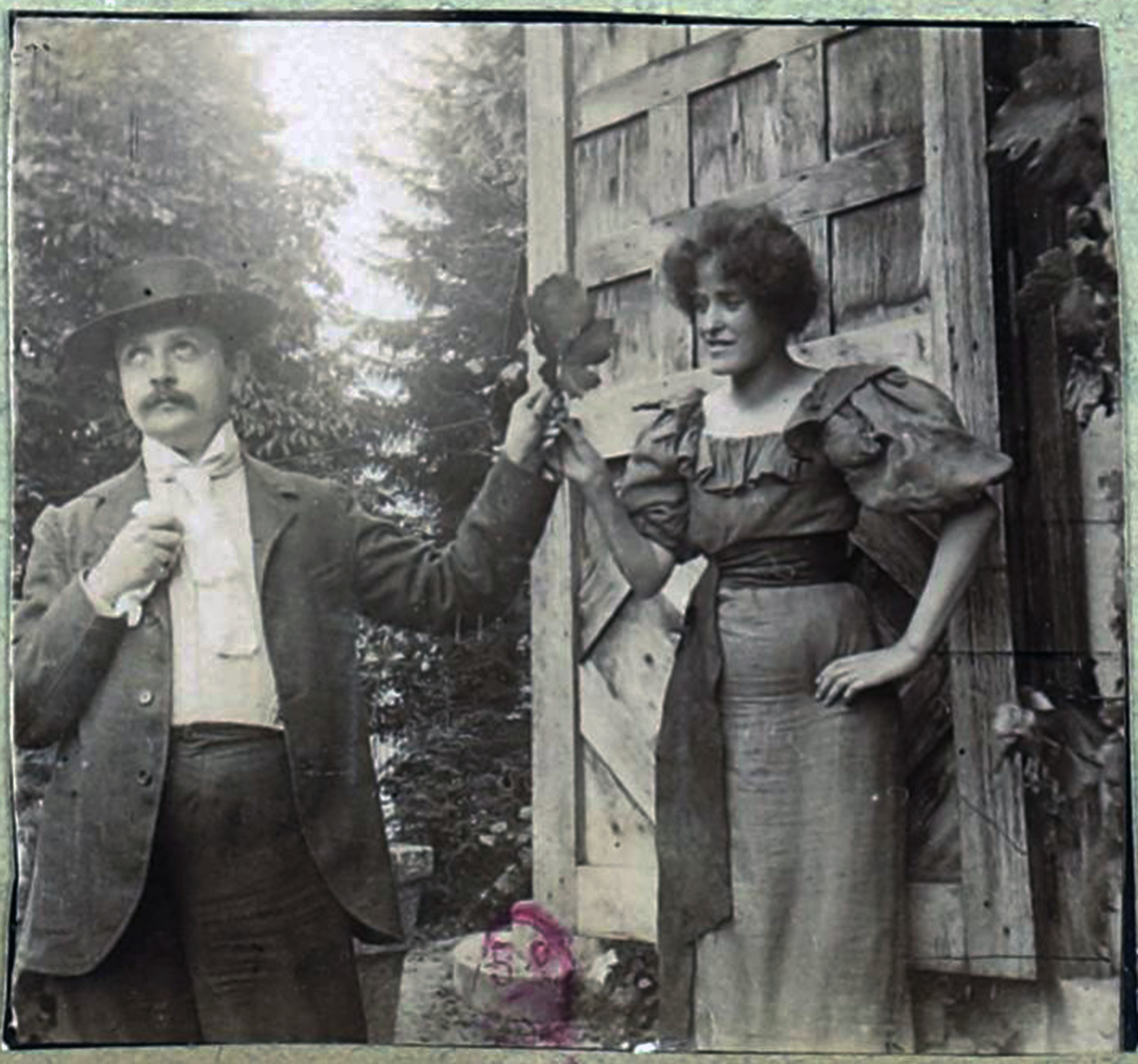
Maxime Dethomas a neznámá modelka na pozemcích Bulteau (asi 1900)

Dethomas, nespokojený se zkušenostmi výuky na École des arts décoratifs, začal neformálně vyučovat v soukromé dílně mladého malíře Henriho Gervexe. V roce 1888 začal Gervex působit jako instruktor na l'Académie Libre na rue Verniquet. Dethomas se přihlásil a byl přijat a pokračoval ve formálním vzdělávání pod vedením Gervexe. Během tohoto období se Dethomas spřátelil s kolegou studentem a svým budoucím švagrem Ignaciem Zuloagou. Prostřednictvím Dethomase získal Zuloaga vstup do francouzských uměleckých kruhů; recipročně Zuloaga představil Dethomase dalším španělským umělcům z takzvané katalánské společnosti, jako byli: Santiago Rusiñol, Ramon Casas a Miquel Utrillo.
Poslední fáze formálního vzdělávání Dethomase pokračovala od roku 1891 na Académie de La Palette, 104 Boulevard de Clichy, Montmartre, pod vedením Henriho Gervexe, Pierra Puvise de Chavannes a Eugèna Carrièra. Zejména Carrière hrál roli na počátku Dethomasovy kariéry umělce a byl blízkým přítelem i jeho rodiny.

## Umění

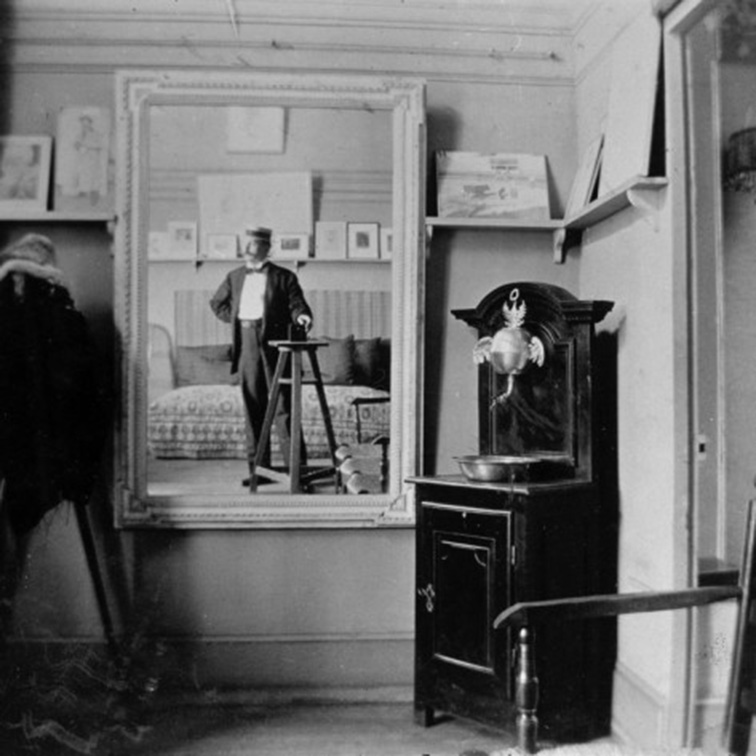
Autoportrét – Dethomas zaujatý prací ve svém studiu na Montmartru, asi 1895

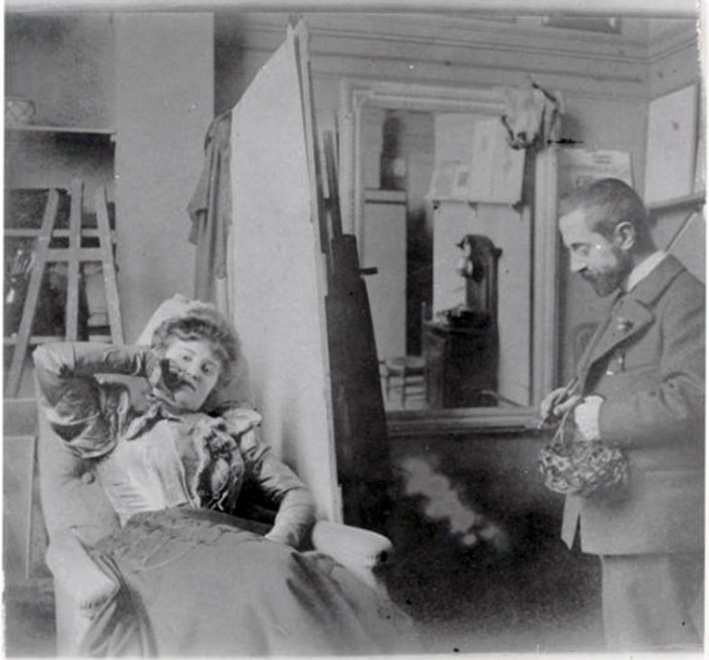
Henri de Toulouse-Lautrec a Misia Natanson ve studiu Dethomase, 1895

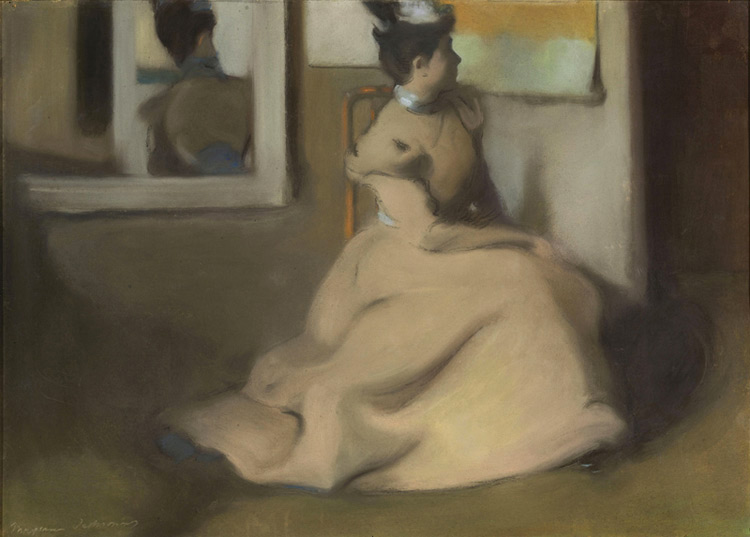
Maxime Dethomas: Dáma u zrcadla, asi 1895, pastel (67×47cm), Puškinovo muzeum, Moskva, zakoupeno v roce 1903 od Paula Duranda-Ruela

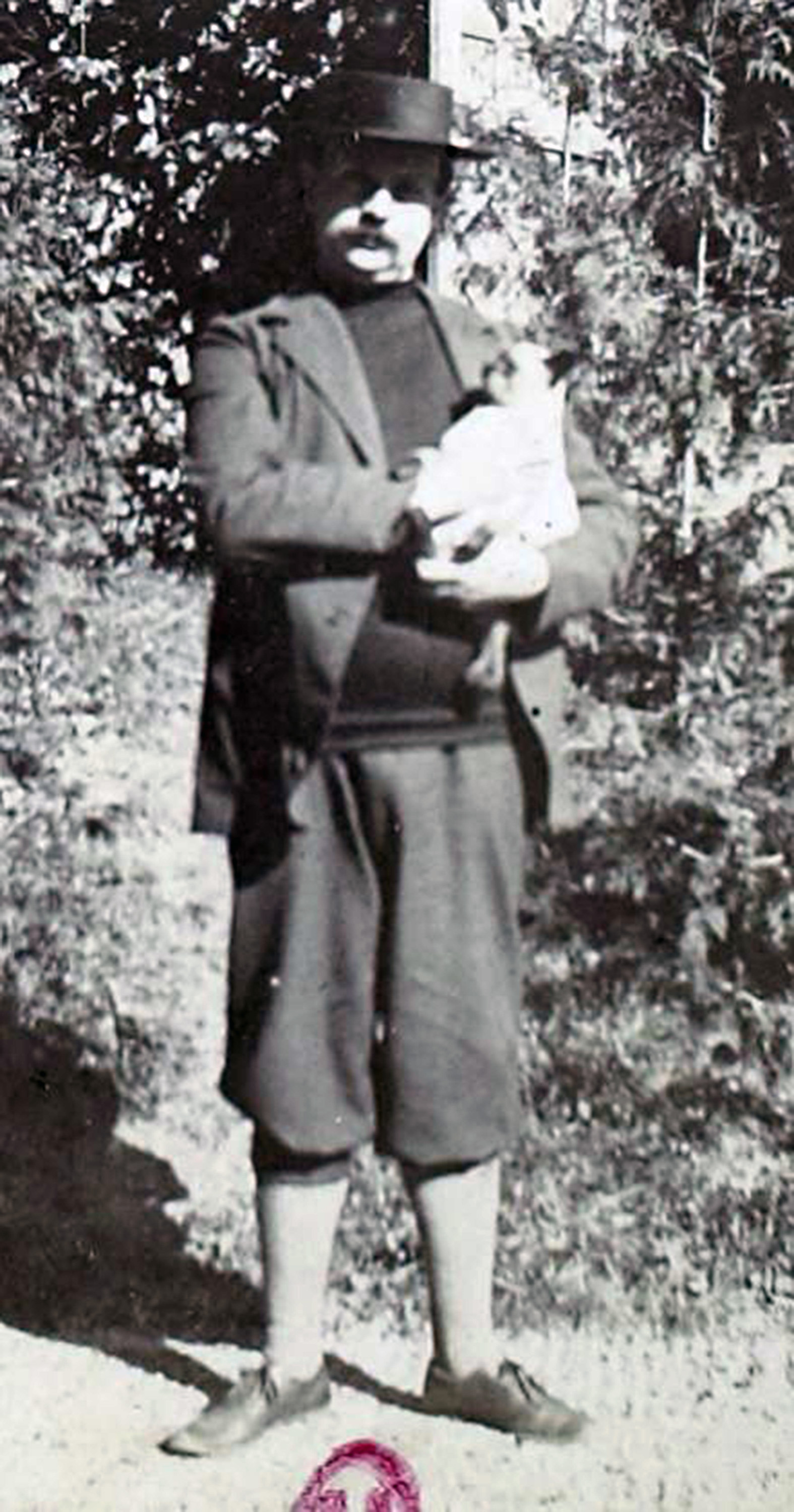
Maxime Dethomas s perskou kočkou, asi 1900

Dethomasova raná kariéra a osobitý styl nejvíce vděčí vlivu Eugèna Carrièra a Edgara Degase, zatímco pozdější díla směřují spíše k Toulouse-Lautrecovi, Anquetinovi a Jeanu-Louisovi Forainovi. Dethomas tvrdil, že jeho inspiraci řídili umělci předchozích generací, zejména Francisco Goya, Eugène Delacroix a Édouard Manet, ale osobitost jeho stylu zajistila, že „nebyl ve své tvorbě ovlivněn žádnými jinými metodami nebo myšlenkami než svými“. V roce 1905 vlivný kritik Louis Vauxcelles ocenil Dethomase jako „chytrého a pronikavého pozorovatele“, který zaujal své obdivovatele „mocnou střízlivostí“.
Jeho kresby byly tvořeny s energií, namaloval také několik portrétů olejovými barvami, maloval kavárenské scény a městské scenérie z Itálie a Španělska. Primárně pracoval širokými tahy ve stylu conté v pastelovém provedení, často vylepšoval své akvarely mistrovským použitím rozstřikovače, s kapkami a spreji kvaše připomínajícími Lautrecovy litografie. Od konce 90. let 19. století čerpal inspiraci z japonských tisků, které mu údajně ukázal Toulouse-Lautrec a vytvořil odvážný xylografický styl.
Stejně jako mnoho jeho současníků vyzkoušel Dethomas různá umělecká média, včetně knižních ilustrací, plakátů a tisku. V roce 1895 navrhoval programy pro dramatika a divadelního režiséra Auréliena-Marie Lugného a jeho Théâtre de l'Œuvre. Navrhoval výstavní a reklamní plakáty pro tiskaře jako Edward Ancourt, Eugène Verneau a Auguste Clot. Rytiny podle jeho kreseb vytvořili Léon Pichon a Emile Gasperini a staly se ilustracemi pro třicet knih od mnoha autorů, včetně Maurice Donnaye a Octava Mirbeaua.
Dethomas si vybíral modely jak ze svého sociálního okruhu, tak i prosté postavy z městského prostředí. Hledal zvláštnosti vzhledu figurek, které zradily sociální podmínky fin de siècle. Poté, co se v roce 1891 přestěhoval se svými buržoazními názory na Montmartre, pokračoval ve stopách svých učitelů, hledajících autentické vyjádření života lidí každodenně bojujících o živobytí v chudinských městských čtvrtích. „Jeho postavy jsou všichni darebáci,“ vtipkoval Degas. V červnu 1894 se Degasova modelka Suzanne Desprès romanticky zapletla s Dethomasem a několik let se v jeho umění objevovala prominentně, poté se stala slavnou herečkou a manželkou divadelního režiséra Lugné-Poa. Před setkáním s Picassem v roce 1904 byla Fernande Olivier také po jistou dobu Dethomasovou modelkou a její vzpomínky ukazují živý obraz času stráveného v Dethomasově studiu:
Byl vysoký a statný, s bledou pletí, typem mírně masitého obra, který noci trávil vytvářením skic v nočních klubech. Měl velké potíže zůstat vzhůru po jídle, kterého pro něho muselo být vždy mnoho. Dorazila jsem po obědě kolem druhé hodiny, zaujala pózu a on začal pracovat. Měl vrh krásných malých siamských koček, které na mě šplhaly nebo si hrály s bosýma nohama způsobem, který byl často docela divoký. Dethomas načrtl a pevnou rukou položil čáru na papír nebo plátno, potom vstal, šel si lehnout na gauč a alespoň na hodinu usnul. Během této doby jsem si mohla svobodně hrát s kočkami, číst a jíst cukrovinky ležící kolem v různých miskách, dokonce i sama usnout, a ve skutečnosti čekat, až se probudí jakýmkoli způsobem. A to se dělo často.

Jakmile se probudil, pracovali jsme bez přestávky až do pěti hodin. Lidé mu klepali na dveře, zvonili na zvonek, volali na něj, on se ale nepohnul a nikdy neodpověděl. Často jsem se tam setkala se Suzanne Desprès, která mu byla dlouho modelkou. Byla na začátku své herecké kariéry a už přitahovala pozornost.

Degas, vášnivý zastánce Dethomase, vysoce oceňoval jeho práci a tvrdil, „že má váhu“. Philippe Berthelot jej popsal jako „nejlepšího syna Degase“, přesto Dethomas během 90. let 18. století vystavoval poměrně málo. Současné zprávy naznačují, že „nadměrná skromnost mu zabránila příliš vystavovat své dílo, ačkoli mu to žádný obchodník s uměním nezakazoval“. V dopise, který Lautrec v létě 1895 napsal Josephovi Riccimu, píše Lautrec o Dethomasovi jako o svém drahém příteli a popisuje ho jako malíře „který o svých obrazech nemluví, což je třeba obdivovat“. Navzdory své počáteční neochotě vystavovat se zúčastnil některých z nejvýznamnějších výstav 90. let 20. století. Jeho první samostatná výstava v roce 1900 znamenala zlom v jeho ochotě akceptovat proslulost, což vedlo ke značnému veřejnému uznání jeho práce.
Dethomasovo umění prošlo rukama mnoha významných obchodníků s uměním, včetně Josa Hessela, Galerie Durand-Ruel a Galerie Druet. Mnoho jeho děl získali vlivní sběratelé včetně Oliviera Sainsèra a Sergeje Ščukina. Je známo, že Dethomas nechával svá díla orámovat rámařem Pierrem Cluzelem (1850–1894) a jeho nástupcem Louisem Vivienem. V roce 1912 byl Dethomas oceněn Řádem čestné legie za jeho příspění k francouzskému umění.

## Galerie

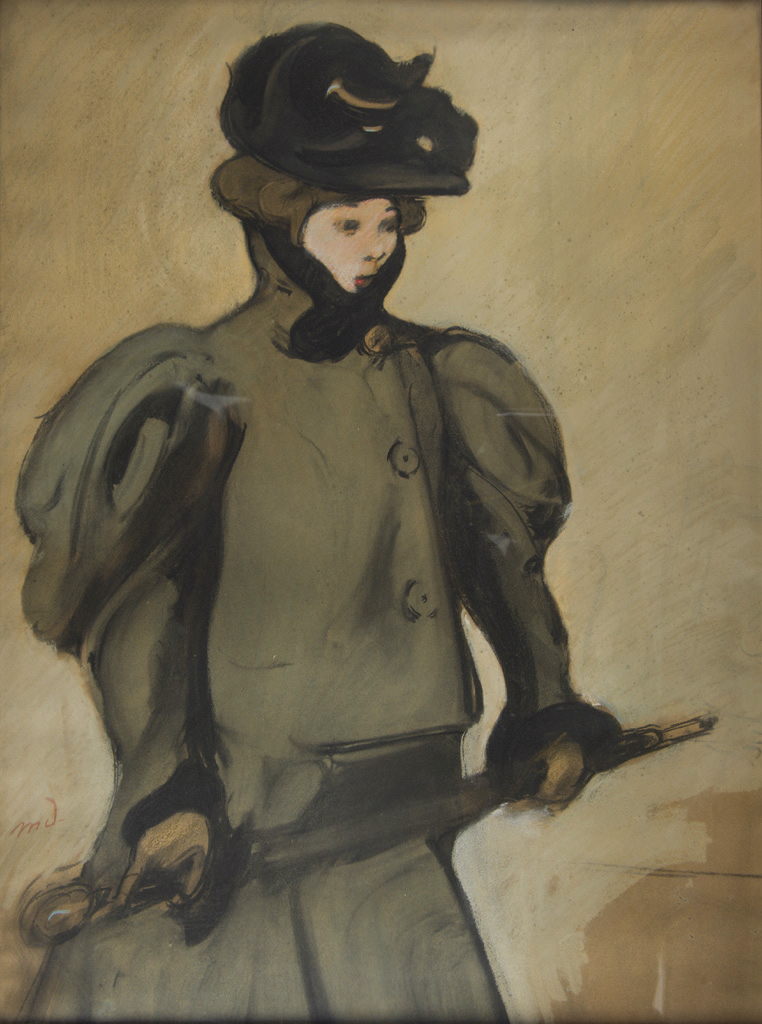
Maxime Dethomas: Dáma s deštníkem, 1896, Musée des Beaux-Arts, Bordeaux
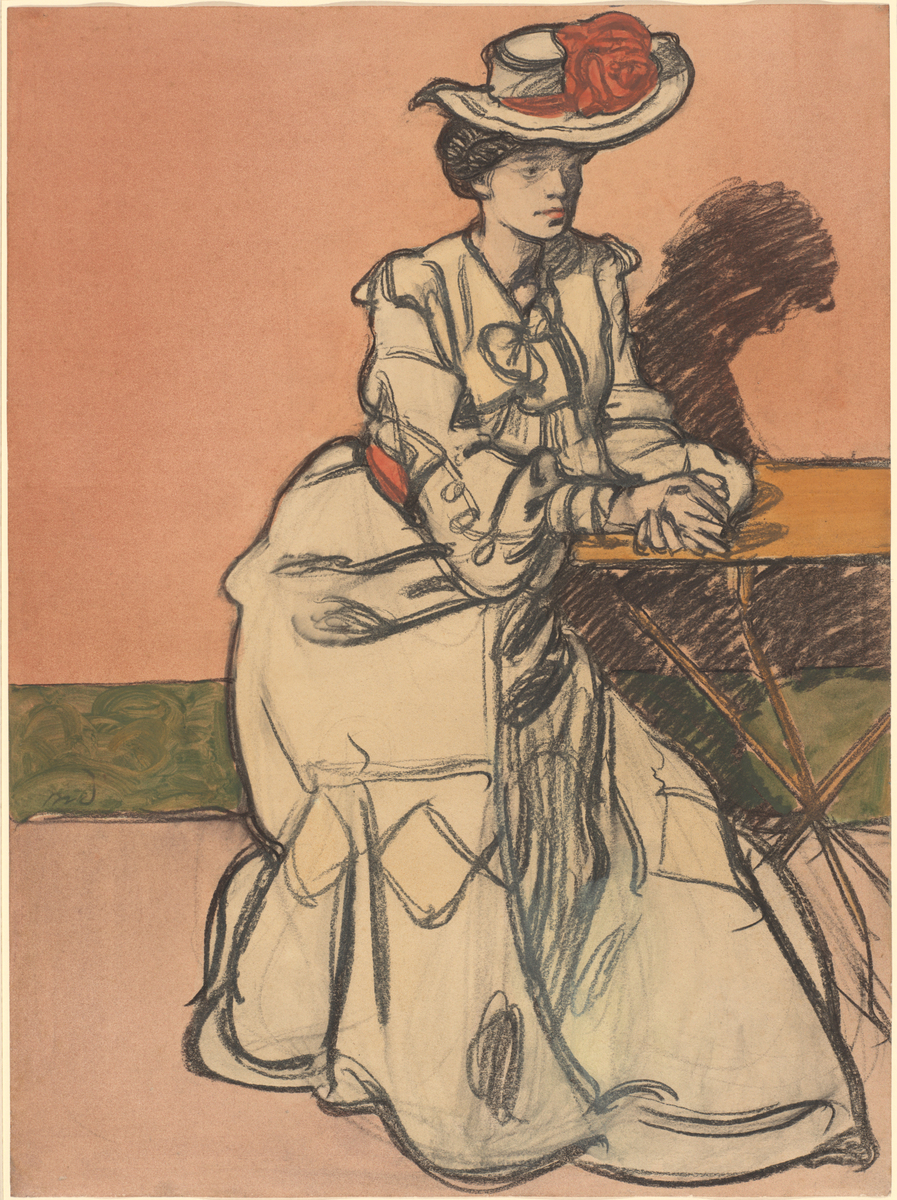
Maxime Dethomas: Elegantní pařížanka v kavárně, asi 1895, Národní galerie ve Washingtonu
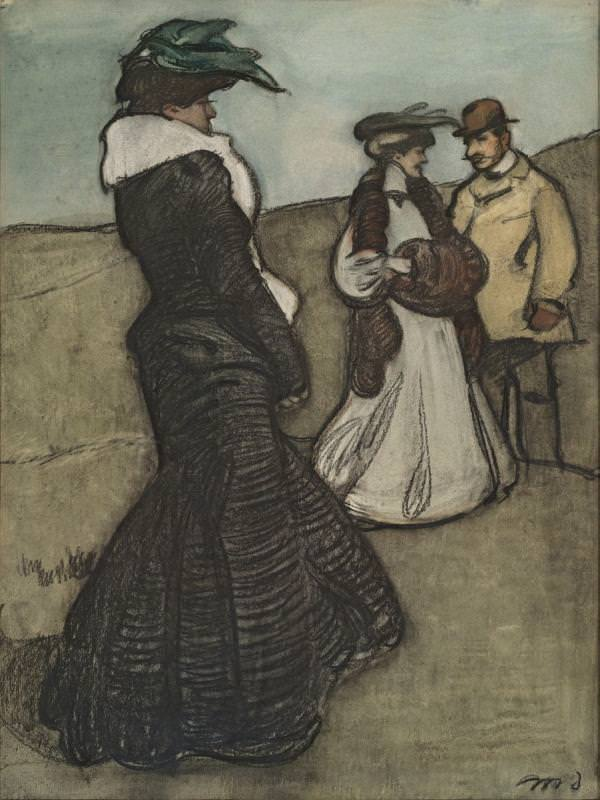
Maxime Dethomas: Pomlouvači, 1895, Puškinovo muzeum, Moskva
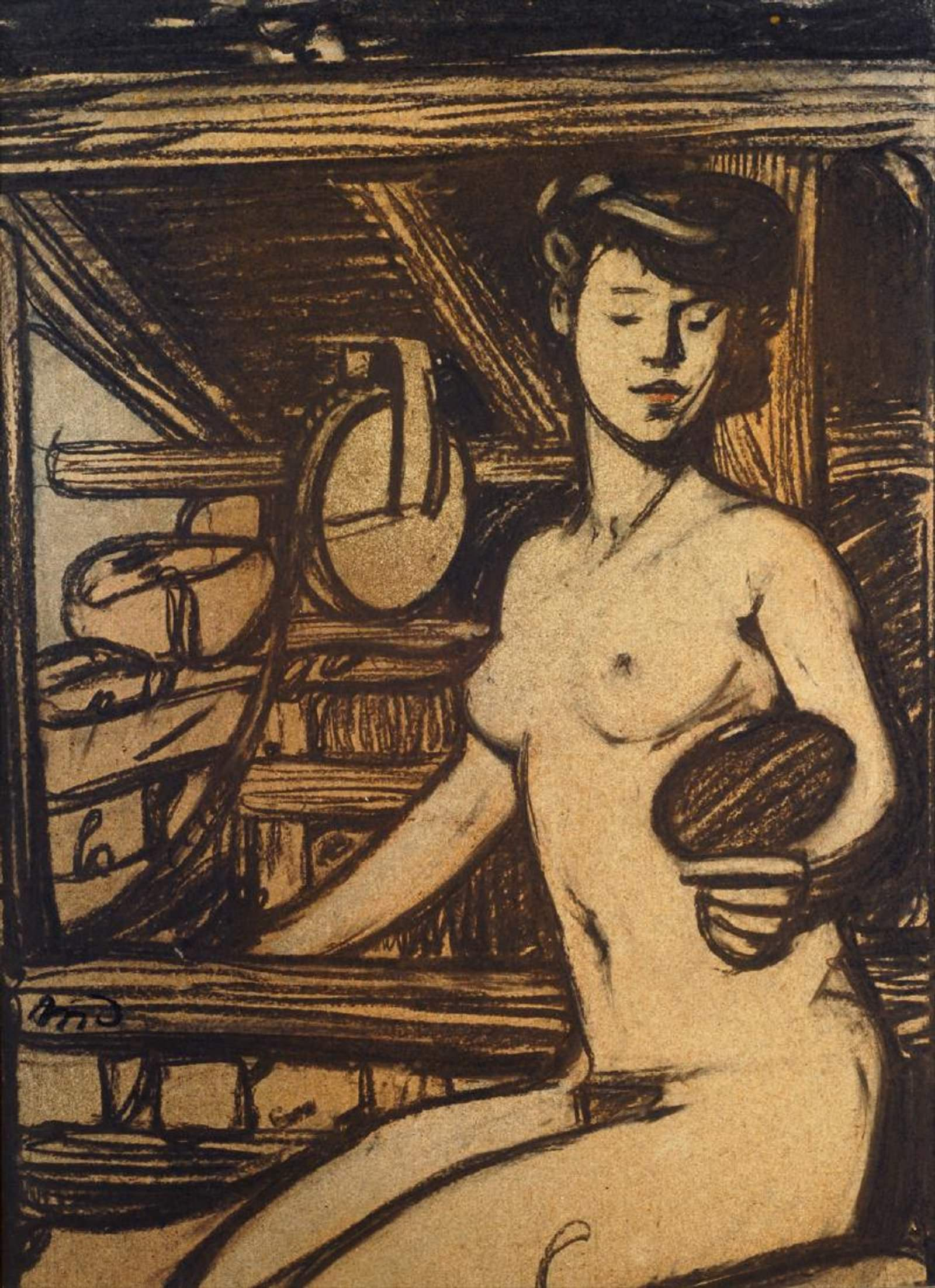
Maxime Dethomas: Žena u lůžka, asi 1895
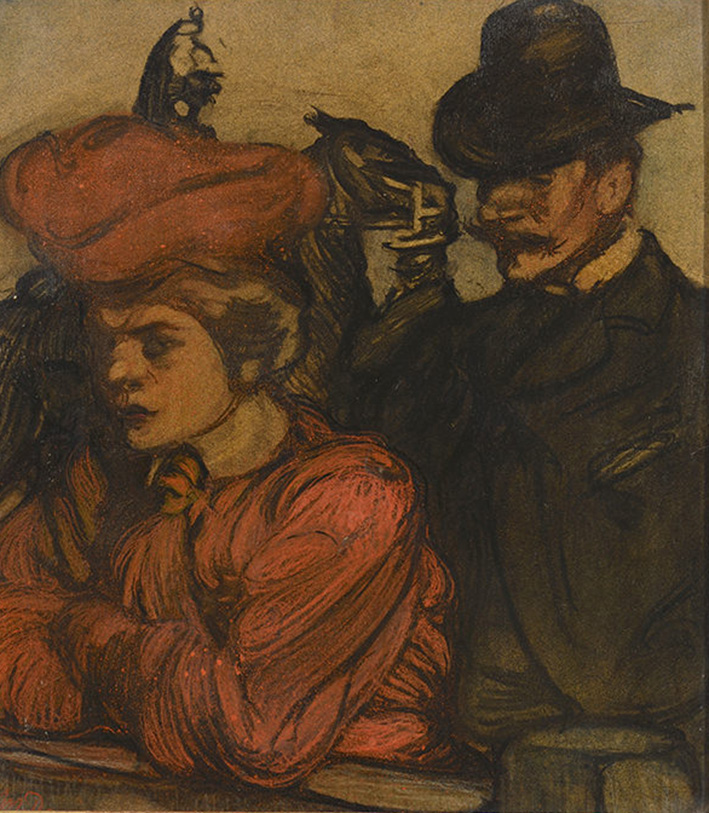
Maxime Dethomas: Mrzutost, 1901, Galerie Hessel, Paříž
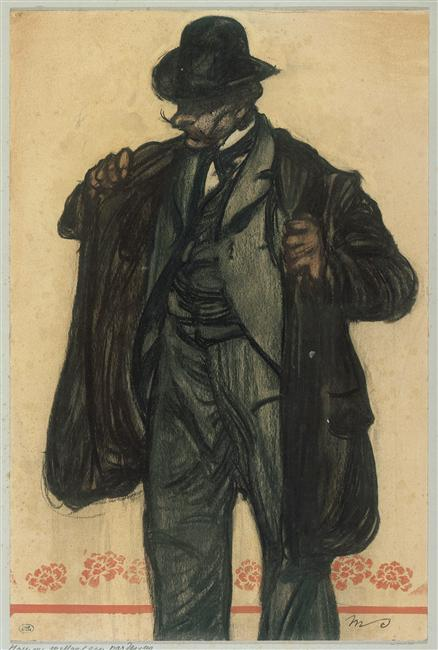
Maxime Dethomas: Muž v kabátě, asi 1901, Palác umění, Lille
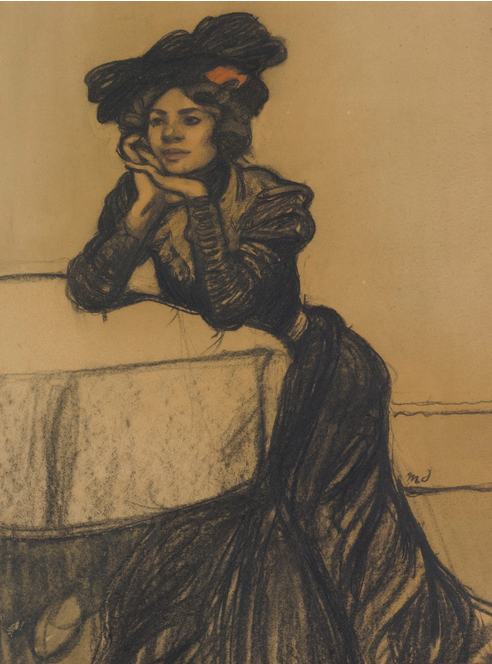
Maxime Dethomas: Čekání na klienta, 1901
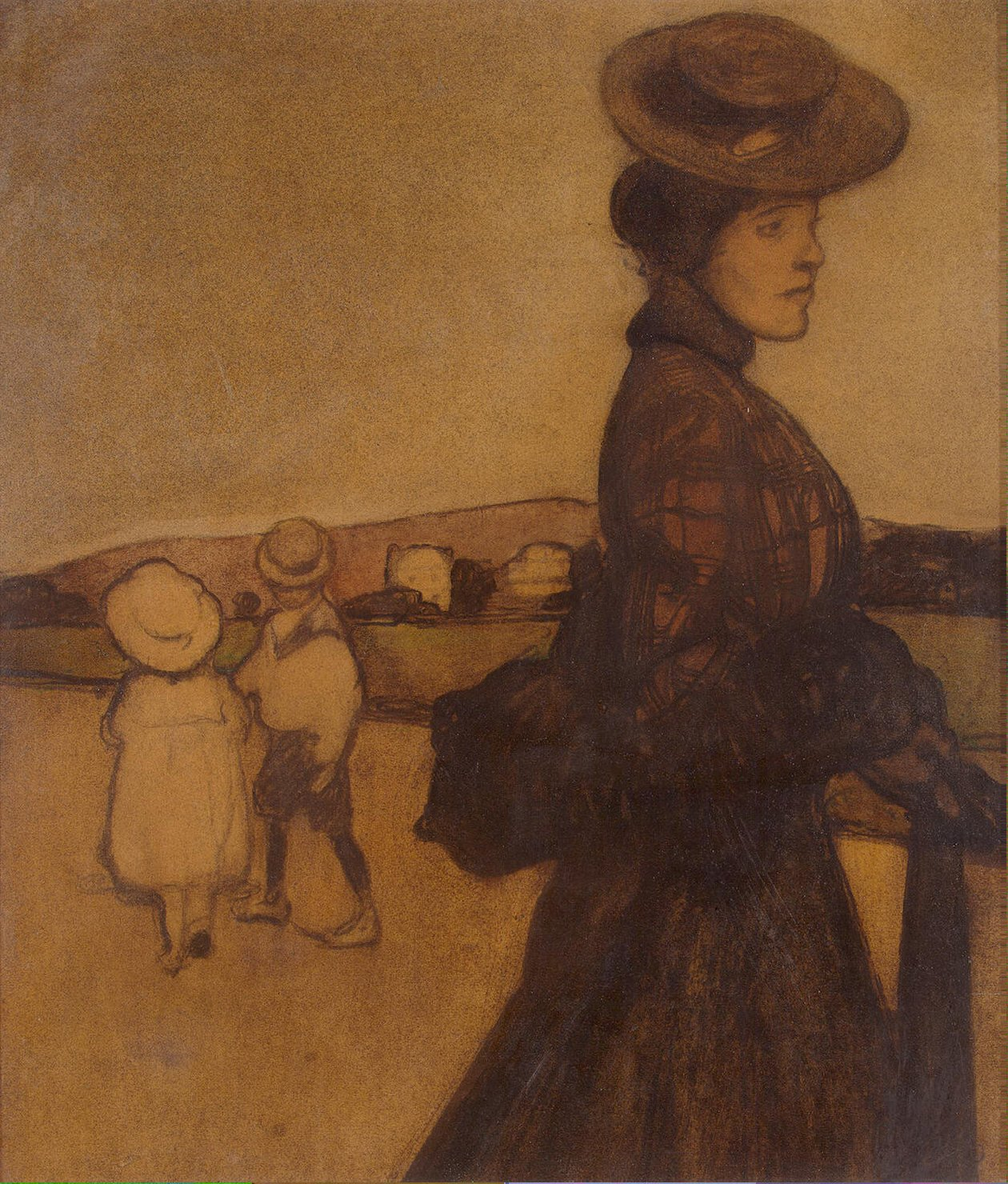
Maxime Dethomas: Guvernantka, asi 1901, Ermitáž, Petrohrad
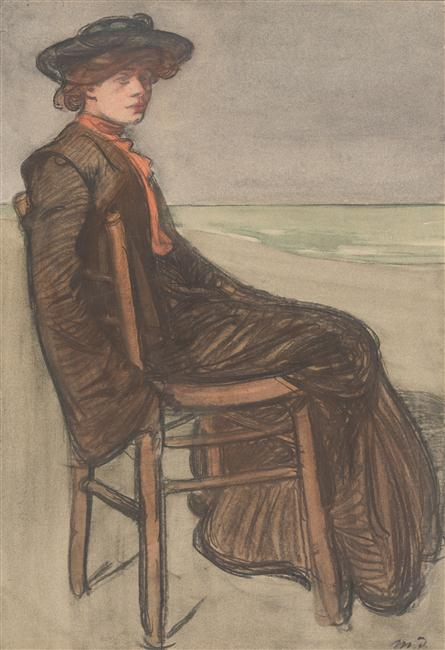
Maxime Dethomas: Žena na pláži, 1903, Podzimí Salon, Muzeum umění, Marseille
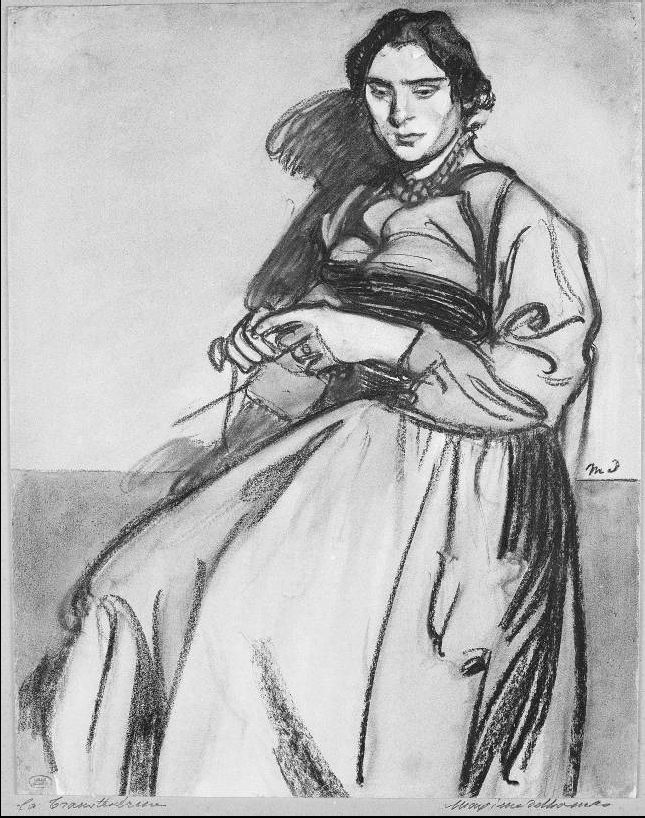
Maxime Dethomas: Transvestita, Podzimní salon, 1904, Palác umění, Lille
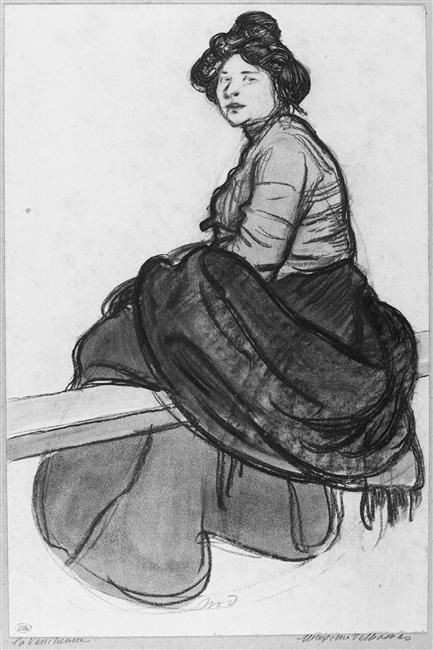
Maxime Dethomas: Benátčanka, Podzimní salon, 1904, Palác umění, Lille
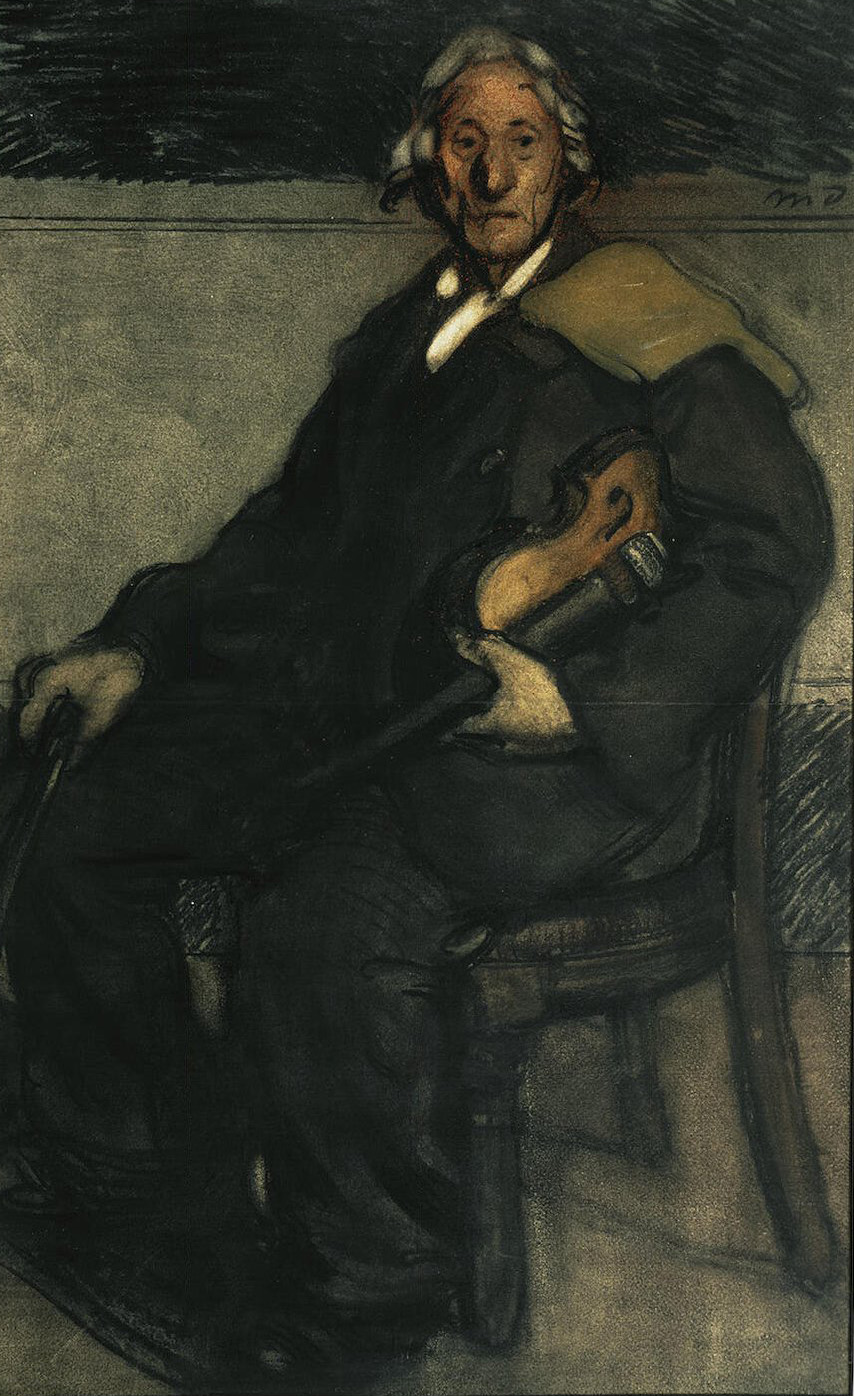
Maxime Dethomas: Druhé housle, Podzimní salon, 1904, Ermitáž, Petrohrad
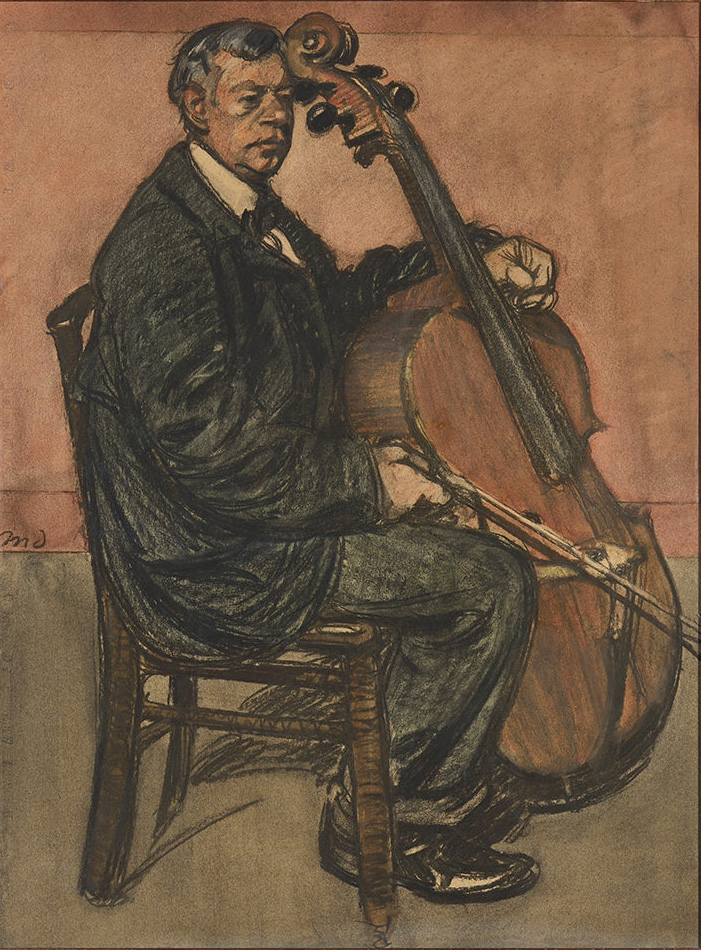
Maxime Dethomas: Violoncelista, Podzimní salon, 1904
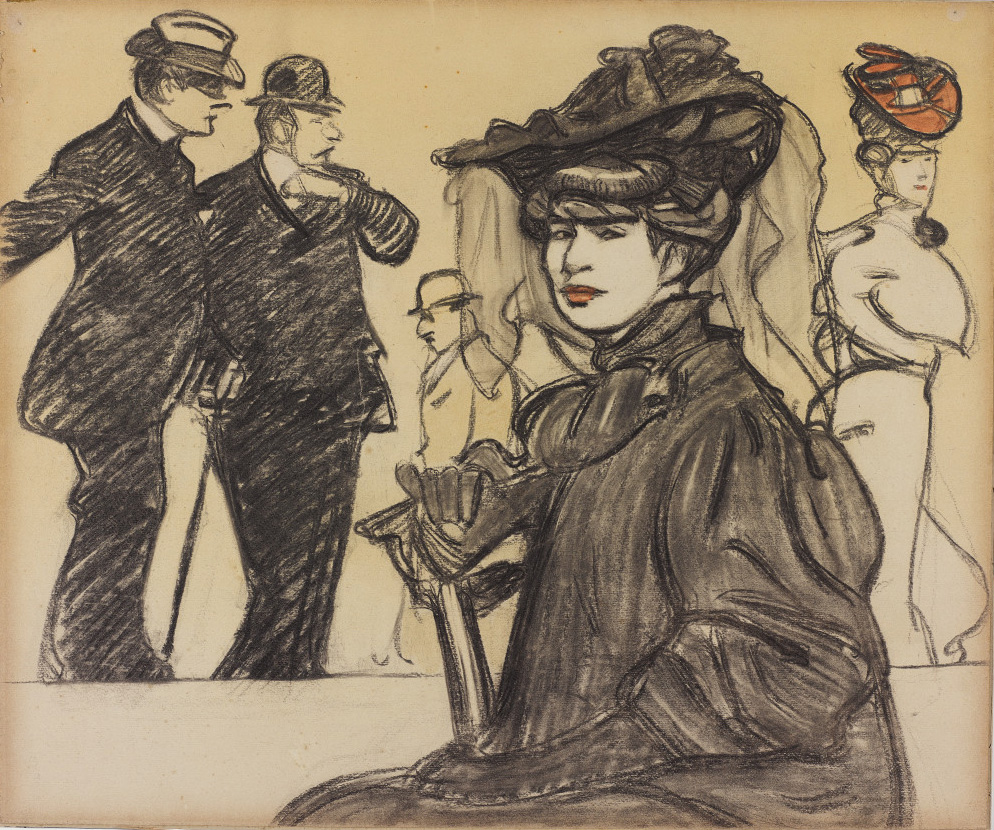
Maxime Dethomas: Zákazníci kavárny, asi 1905, Art Gallery, Ontario
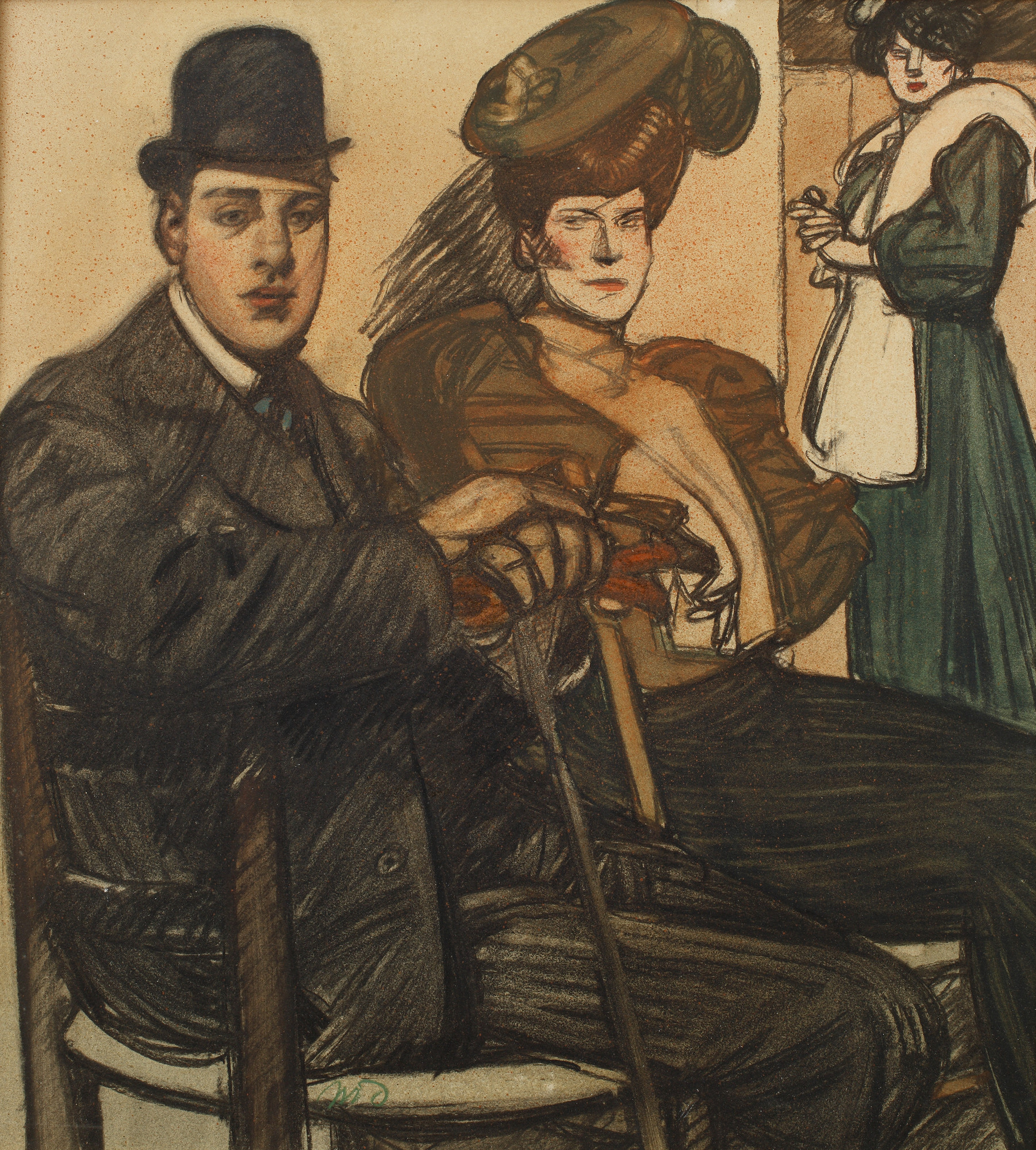
Maxime Dethomas: V kavárně, asi 1905, H. D. Schimmel Collection
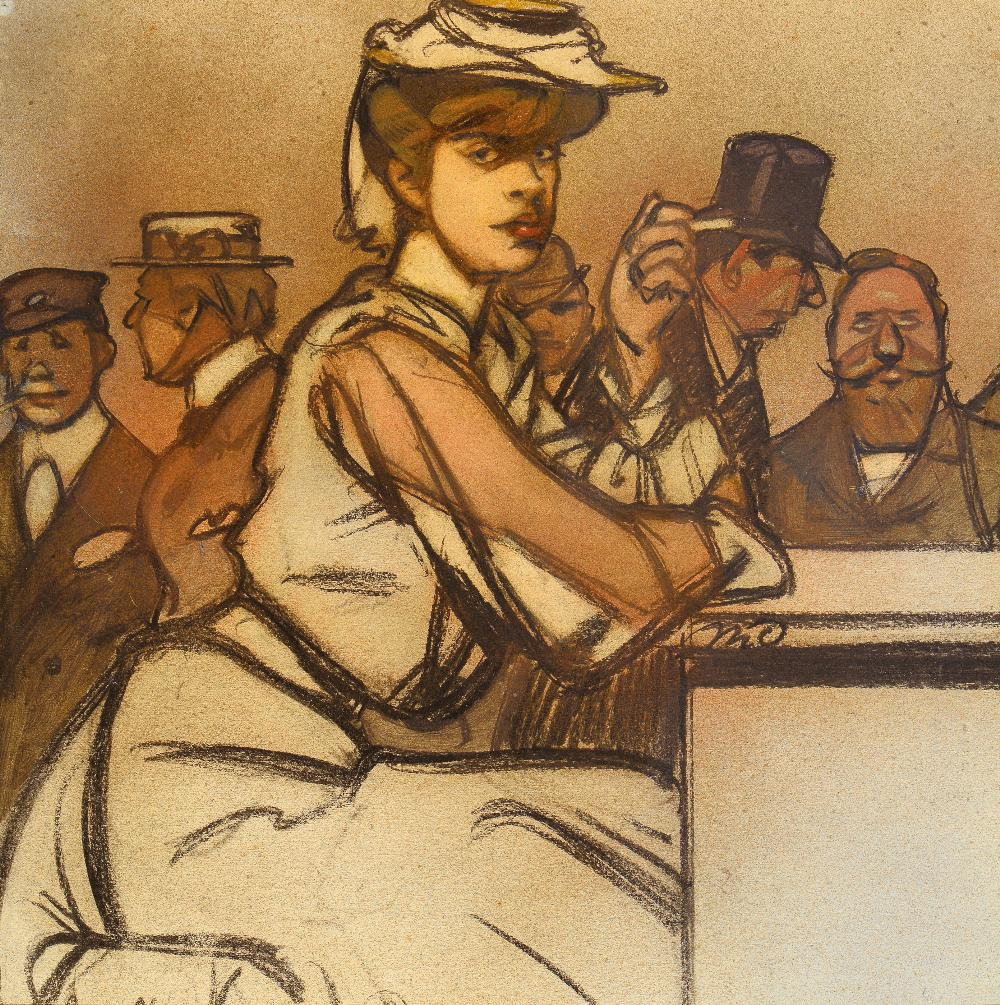
Maxime Dethomas: Čekání, asi 1905, Zimmereli Art Museum, New Brunswick
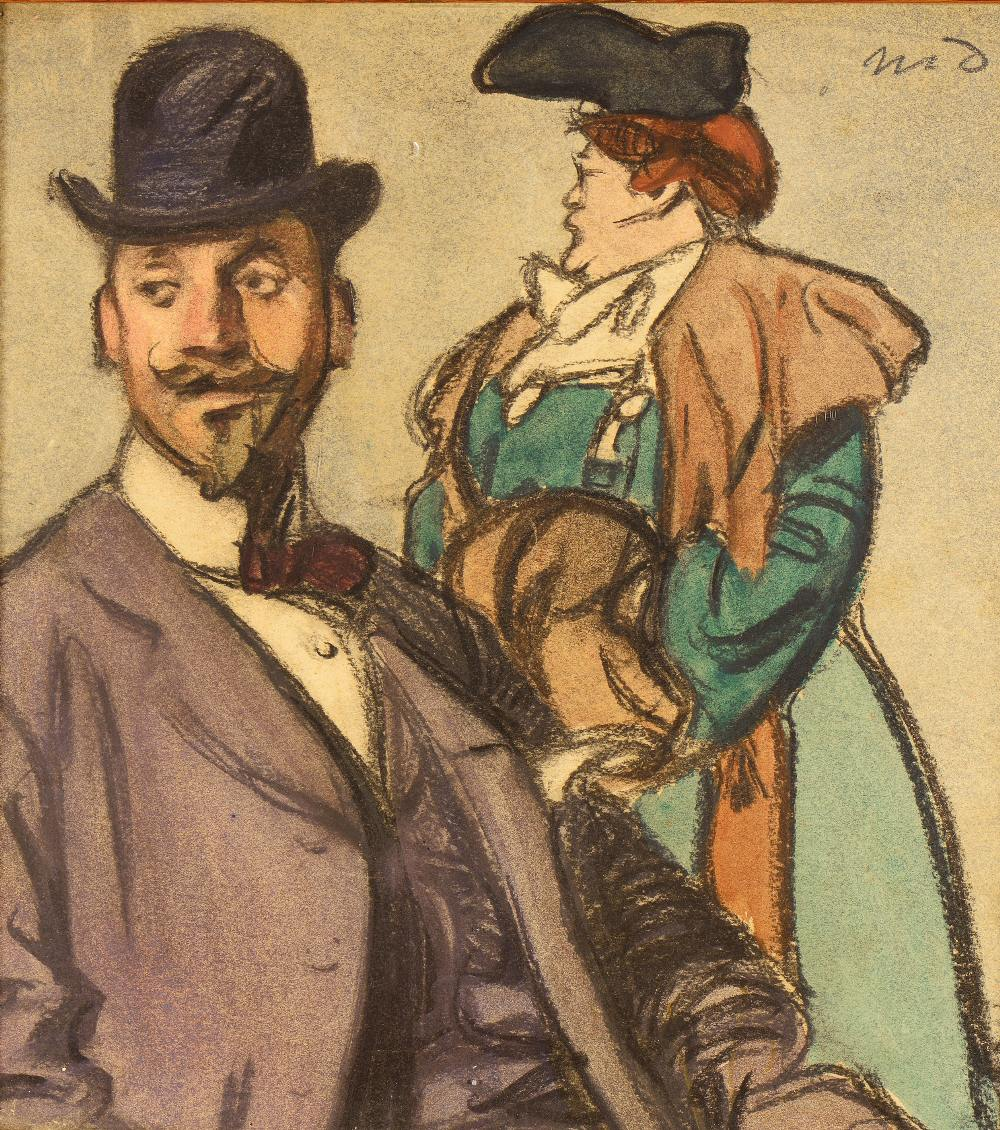
Maxime Dethomas: Muž a žena, asi 1905
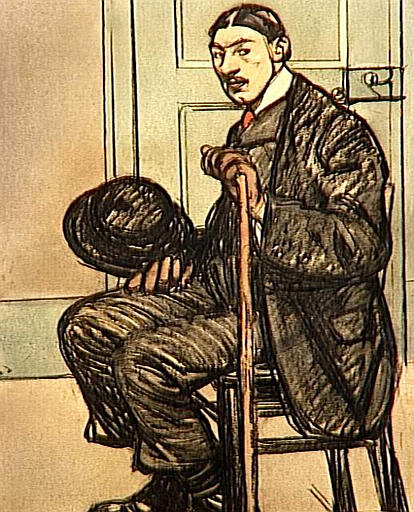
Maxime Dethomas: Advokát, 1905, Muzeum Orsay, Paříž
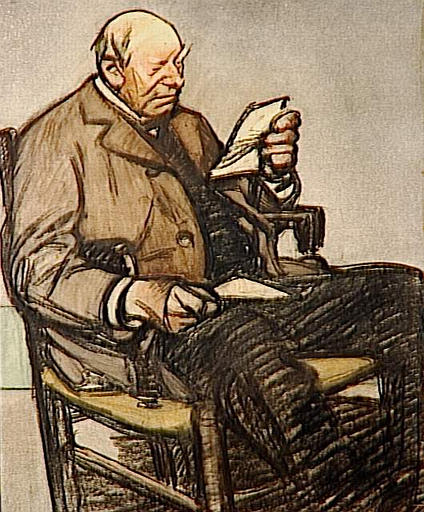
Maxime Dethomas: Žádost, 1905, Muzeum Orsay, Paříž
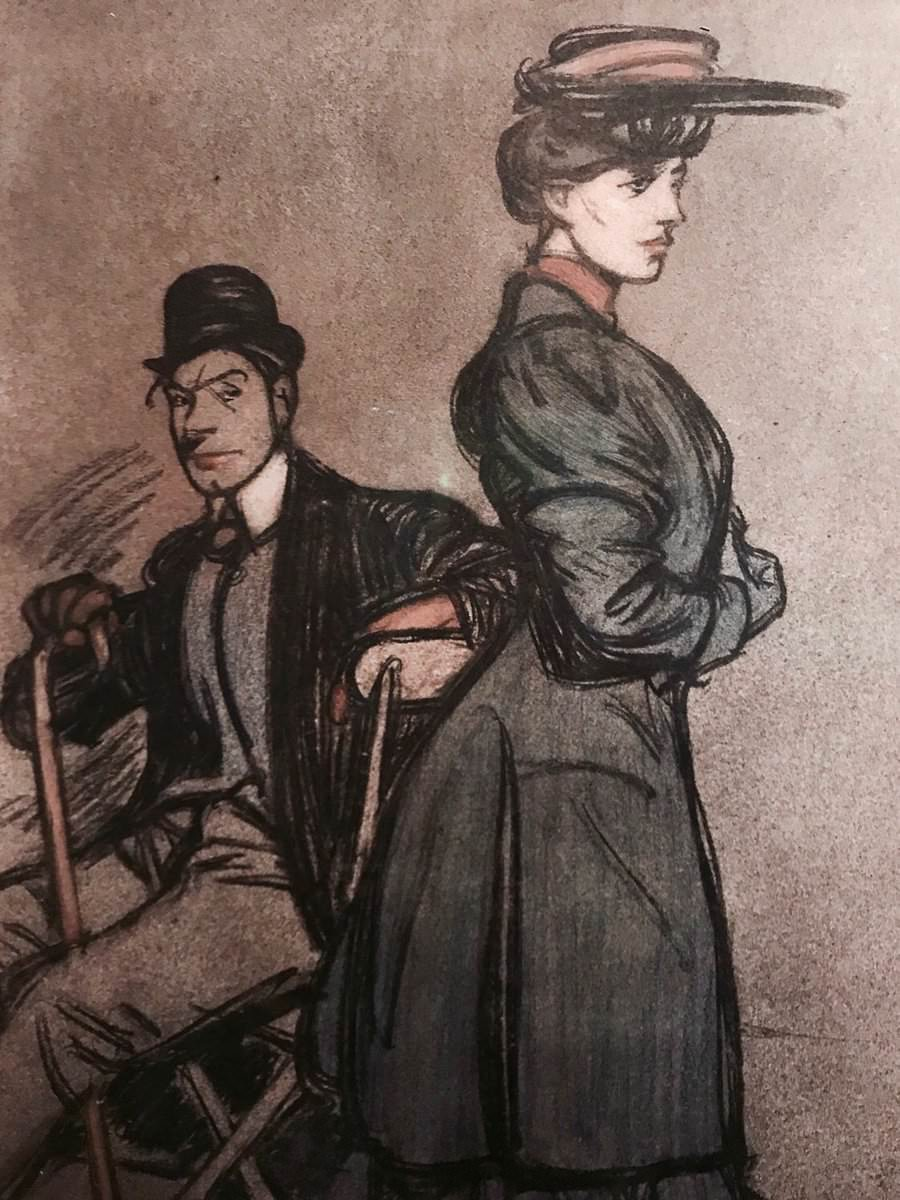
Maxime Dethomas: Skromnost, asi 1905, Musée de Montmartre, Paříž
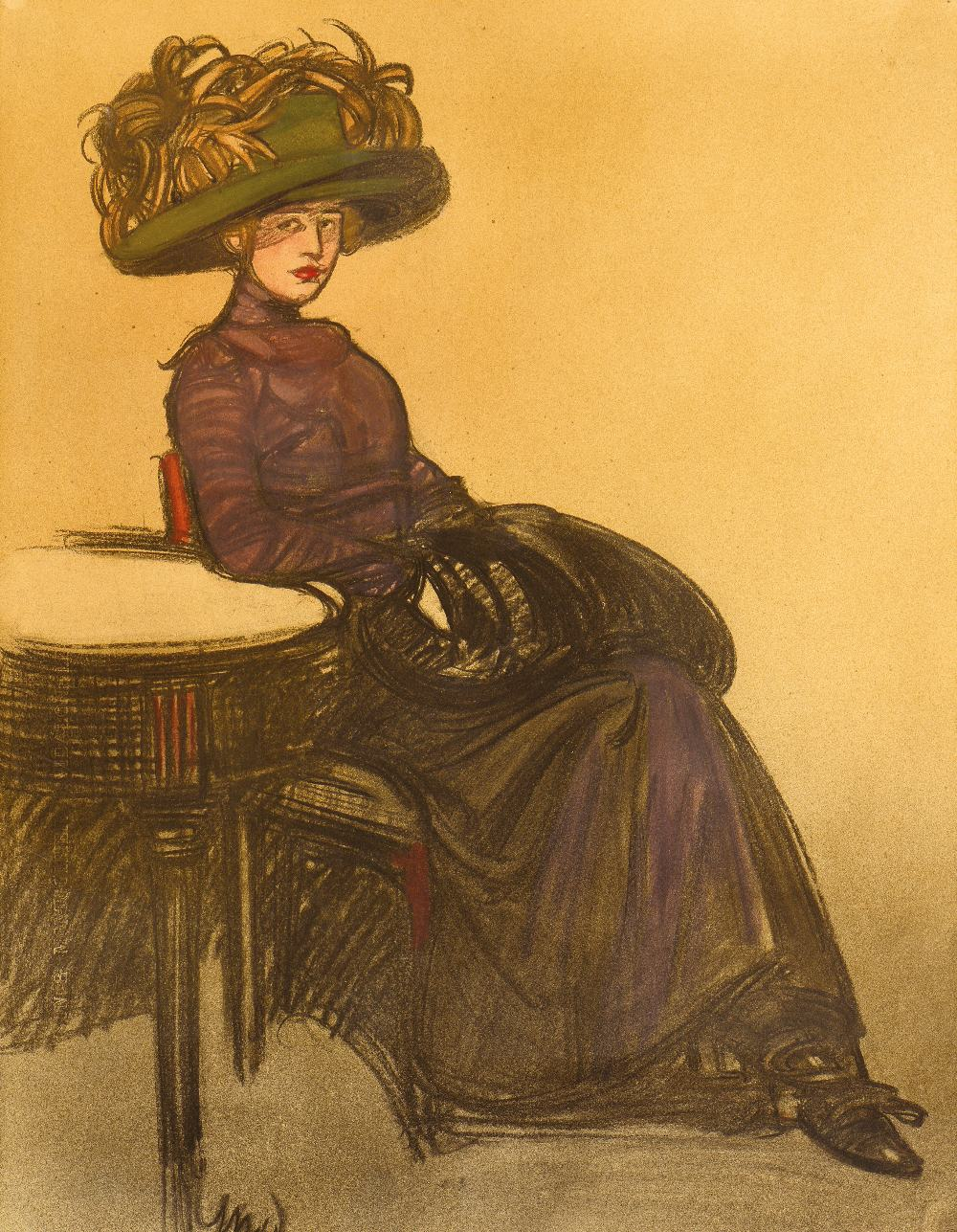
Maxime Dethomas: Sedící žena s rukávníkem a kloboukem s peřím , asi 1895
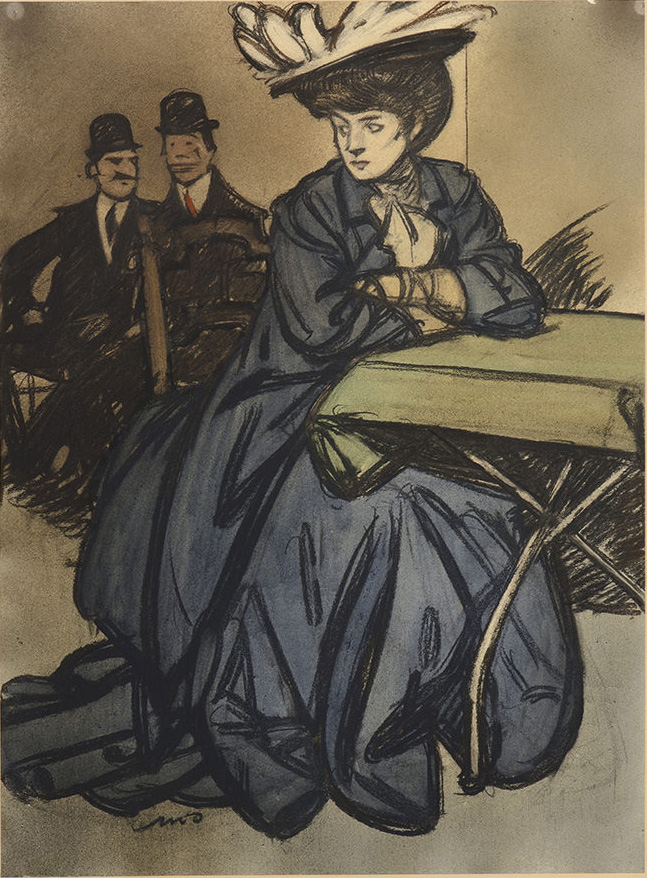
Maxime Dethomas: Očima barbarů, Podzimní salon, 1907
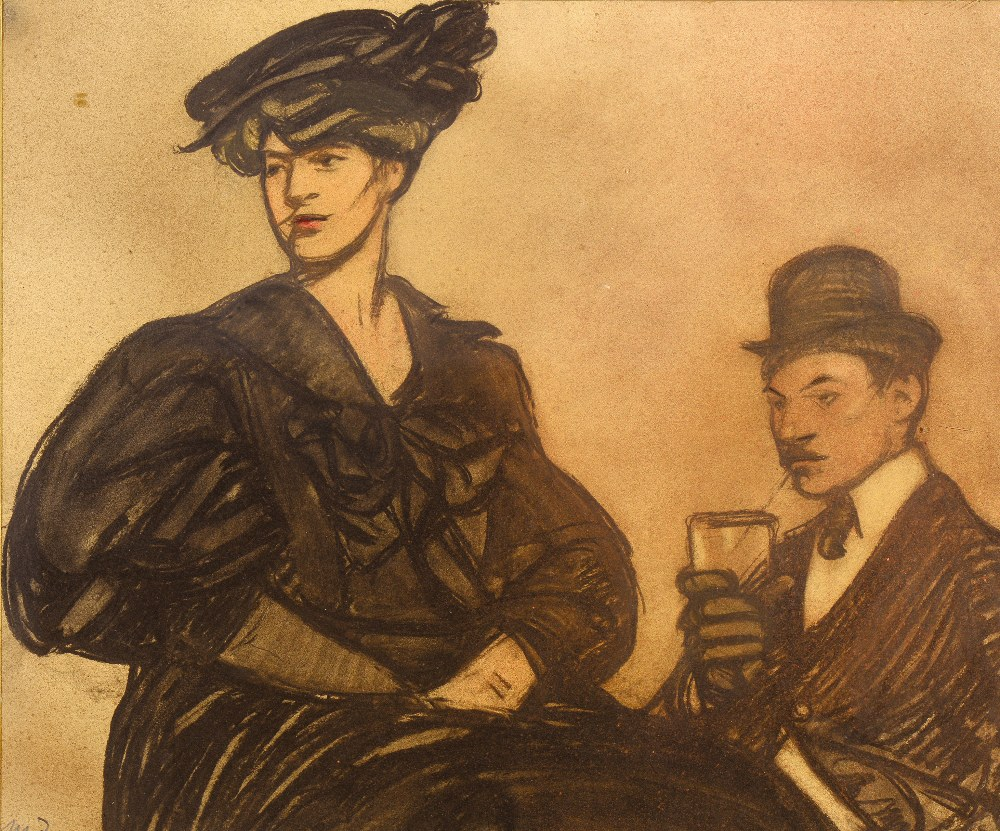
Maxime Dethomas: Lhostejnost, Podzimní salon, 1907
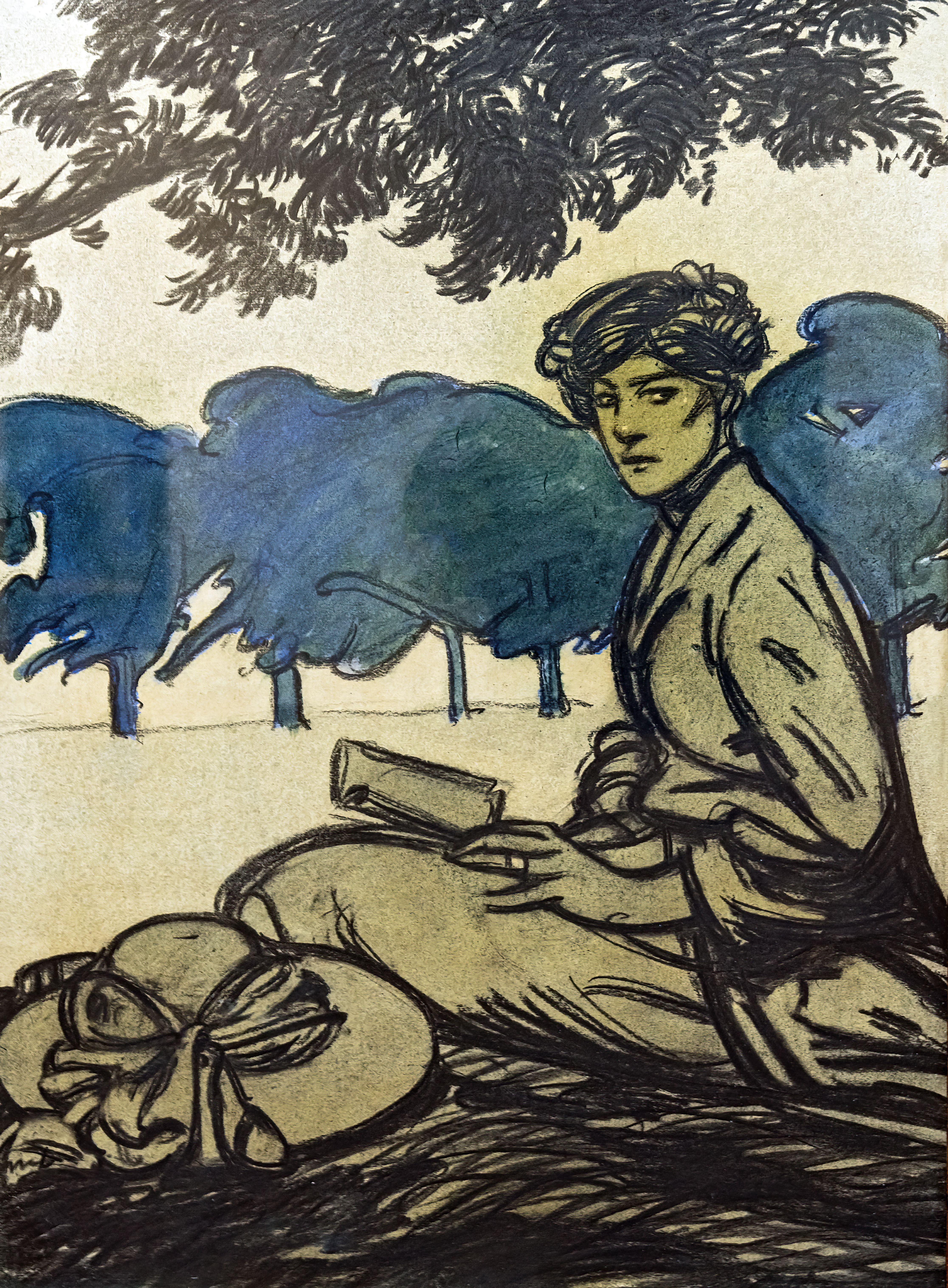
Maxime Dethomas: Manželka sedí v parku, Musée Toulouse-Lautrec Albi, 1910
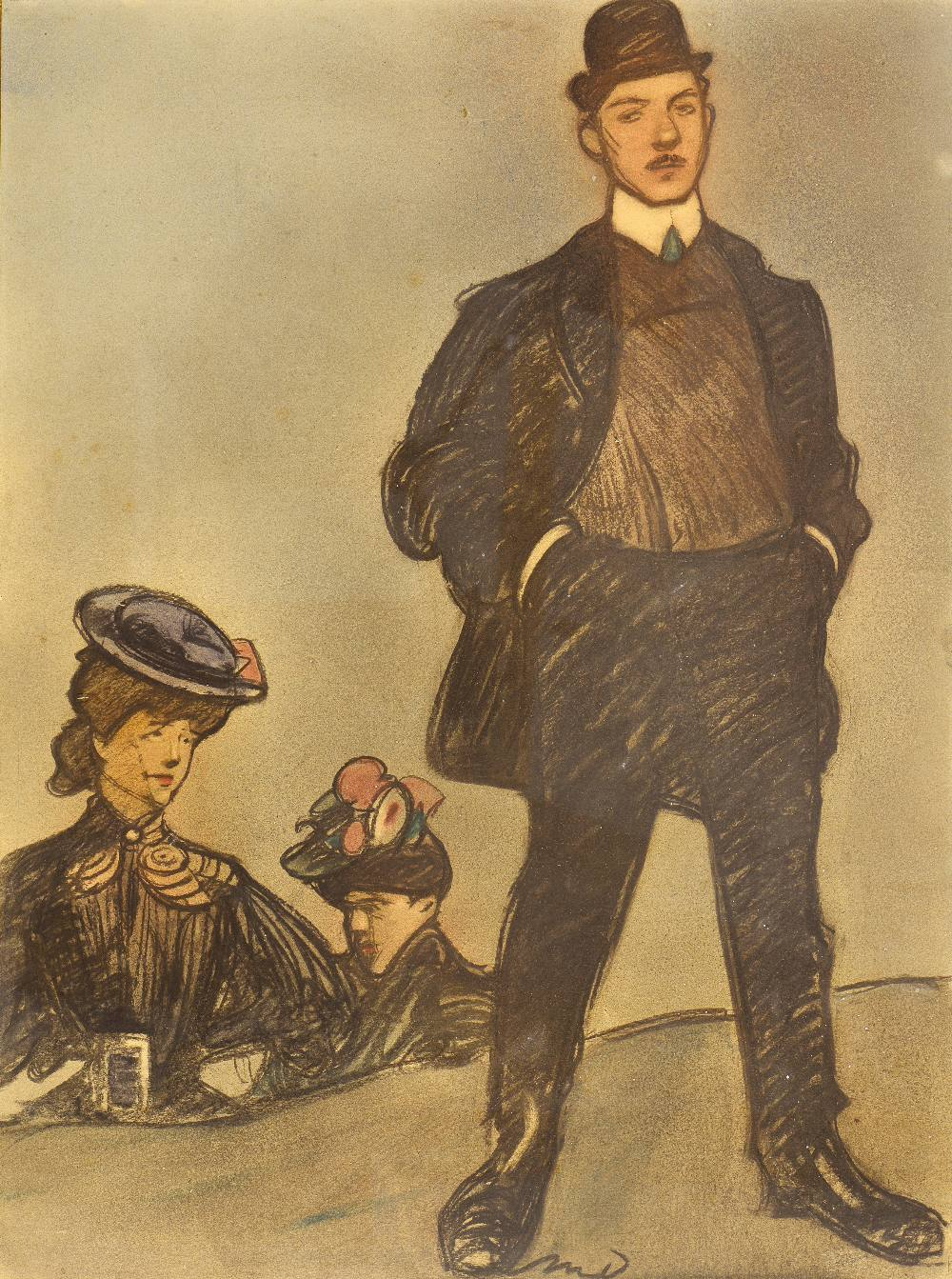
Maxime Dethomas: Herec na jevišti, asi 1907
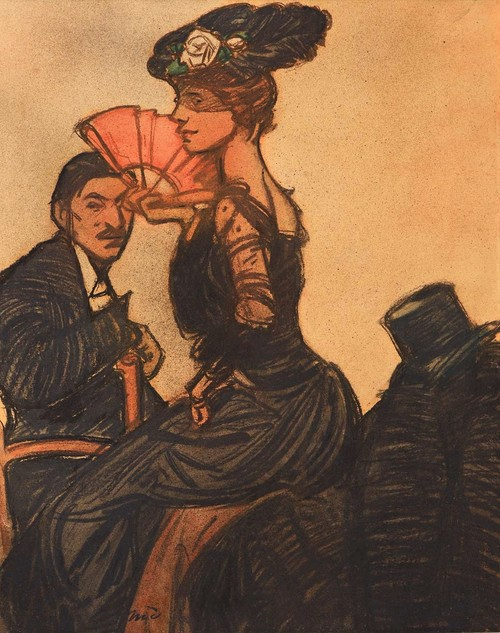
Maxime Dethomas: Elegance s vějířem, asi 1907
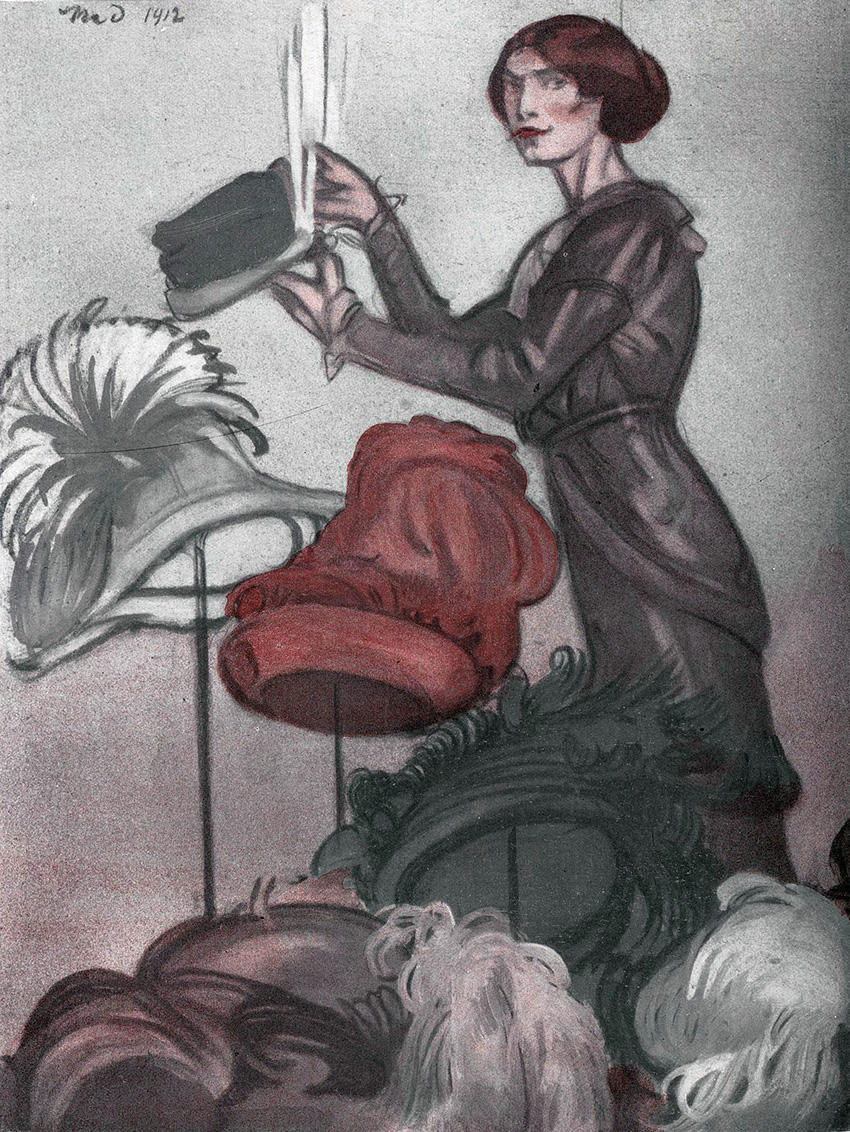
Maxime Dethomas: Dokonalá žena, 1912
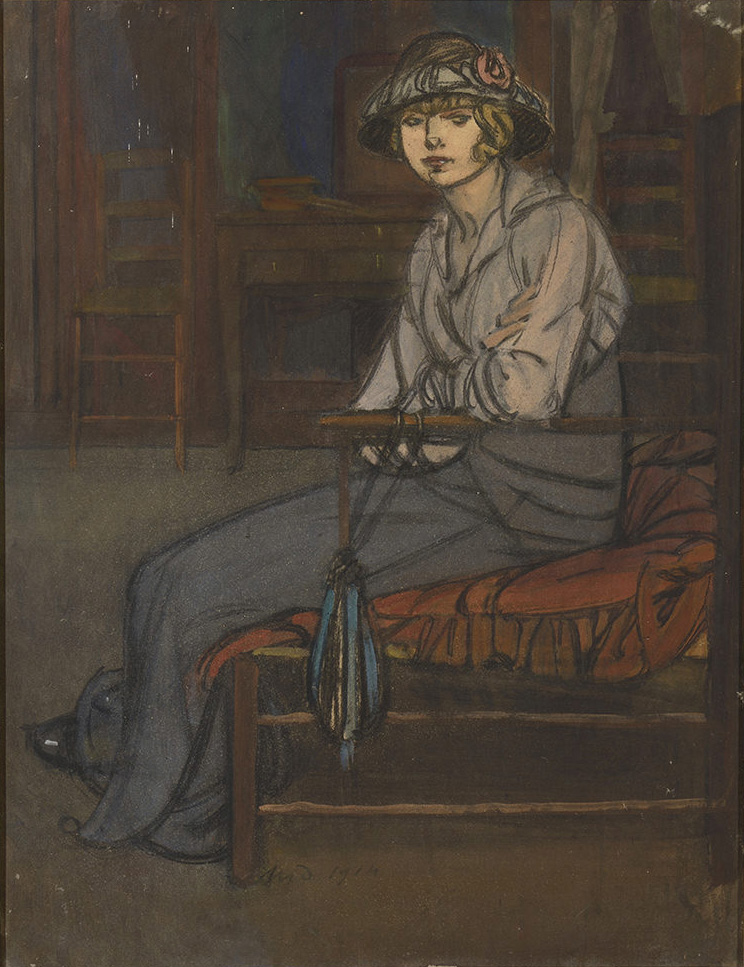
Maxime Dethomas: Pařížanka, 1914
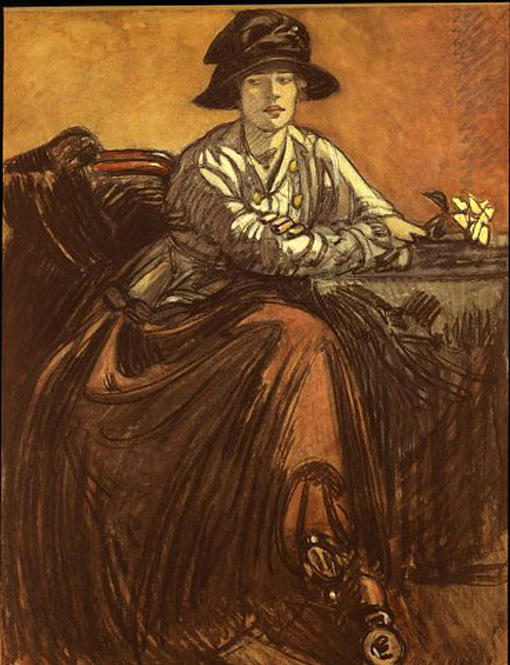
Maxime Dethomas: Sedící žena, 1917

## Divadlo

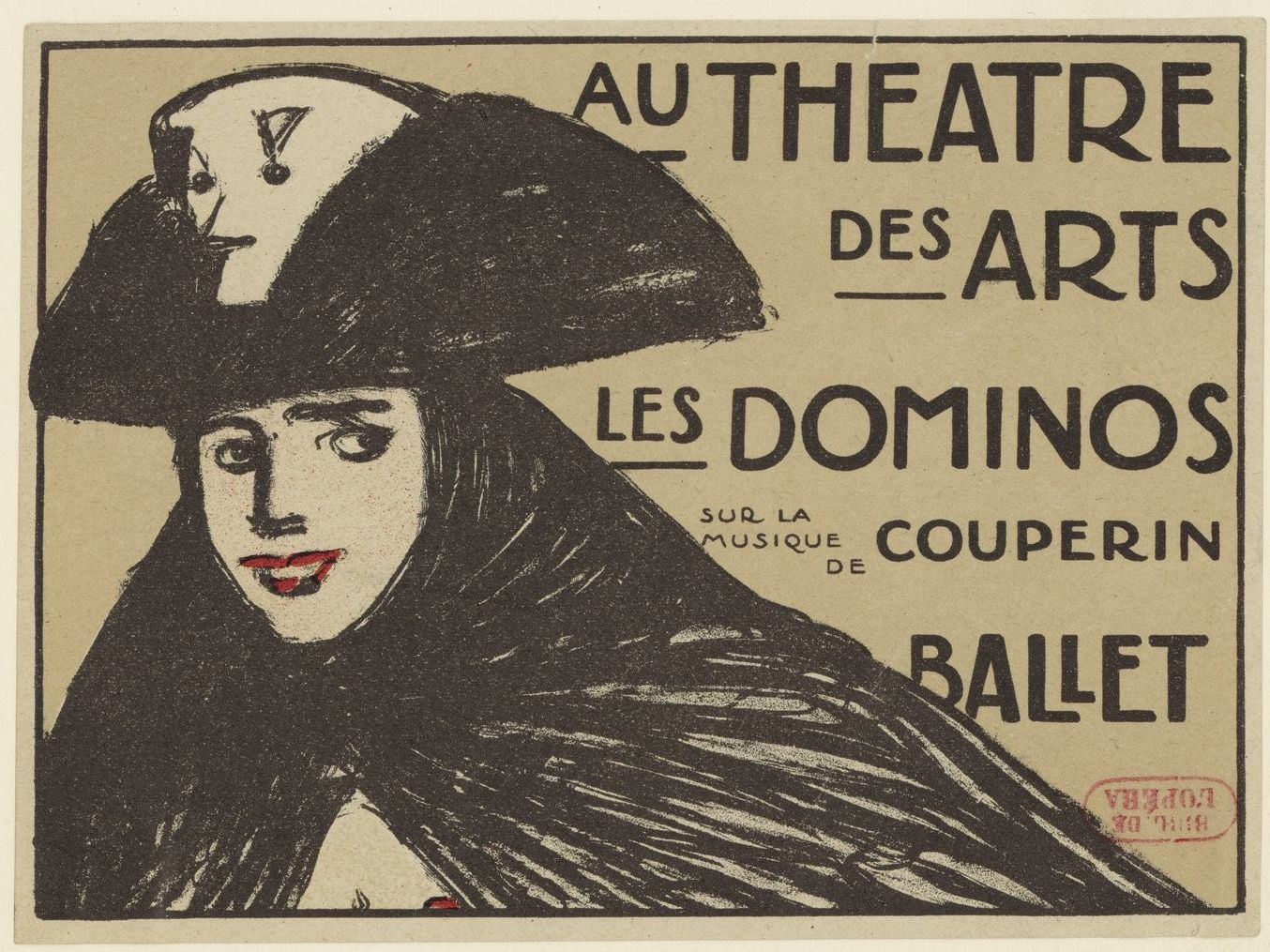
Théâtre des Arts plakát pro Les dominos sur la musique de Couperin, 1911, kromě plakátu vytvořil Dethomas také kulisy, kostýmy a program

V letech 1910 až 1913 pracoval Dethomas pod vedením Jacquesa Rouchého v „Théâtre des Arts“. Po převzetí vedení divadla získal Rouché několik talentovaných umělců, kteří přispívali do jeho časopisu La Grande Revue, včetně Jacqua Dresa, Reného Piota a Dethomase, z nichž žádný dříve pro divadlo nepracoval.
Jako vedoucí návrhářů dekorací tak Dethomas zahájil novou kariéru trvající po zbytek jeho života. Théâtre des Arts představovalo zásadní odklon od mnohdy bezduchého herectví mělkého obsahu a omalovaných plátěných salónů komerčního divadla. Už první inscenace Le Carnaval des Enfants (1910) byla divadelní revolucí, představení zdůraznily Dethomasovy dekorace zaměřené spíše na linii a barvu než na namalované detaily a množství rekvizit. Proti modré, okrové, šedé a ocelové vytvořily černé kostýmy postav pozoruhodné obrazové kompozice plné světelných efektů, které „se měnily jako skloňování v rozhovoru“.
Théâtre des Arts dále uvedlo téměř dvacet divadelních innscenací, včetně adaptace Jacques Copeaua Bratři Karamazovi (1911) a La Tragédie de Salomé (1912), inscenaci slavnou a i kritiky oceňovanou. Dethomasova reputace scénografa a návrháře kostýmů byla taková, že počátkem roku 1912 byl pověřen britskou aristokracií, aby navrhl scénu a kostýmy pro londýnský ples v maskách s přibližně dvěma tisíci hosty.
Rouché a Dethomas pracovali v roce 1914 jako režisér a dekoratér i pro pařížskou operu. Pokračovali v nových interpretacích starých představení a vnesli nový styl do obehraných scénických konvencí. Do roku 1917 navrhoval Dethomas také kostýmy a dekorace pro Comédie-Française, v roce 1919 pro divadlo Sarah Bernhardtové, v roce 1920 pro Théâtre Femina a Le Trianon, a také pro Opéra-Comique v roce 1926, kdy Opéra-Comique oslavovala 50. narozeniny Manuela de Fally. Na programu skládajícím se z La Vida Breve, El Amor Brujo a loutkového představení hry Petr Pan spolupracovali blízcí přátelé Manuela de Fally. Ignacio Zuloaga a Dethomas se podíleli na návrzích loutek.
Během svých sedmnácti let v divadle byl Dethomas uměleckým designérem více než padesáti her, baletů a oper, kde představil mnoho nejpozoruhodnějších herců, tanečníků, zpěváků, dramatiků a skladatelů této éry, včetně Alberta Roussela, Igora Stravinského a Maurice Ravela. Ve svých barevných schématech použil Dethomas vizuální analogii spárovanou s tematickým záměrem autora hry, „postup každé scény dokonale navazující na postup dramatu“. Dethomas kdysi napsal, že dekor by měl být především dobrým služebníkem hry a že designér musí překonat „malířské cítění“ něčeho pevnějšího. Guillaume Apollinaire prohlásil, že Dethomasův vliv na francouzské divadlo „transformoval umění scenérie, kostýmního designu a inscenace.“

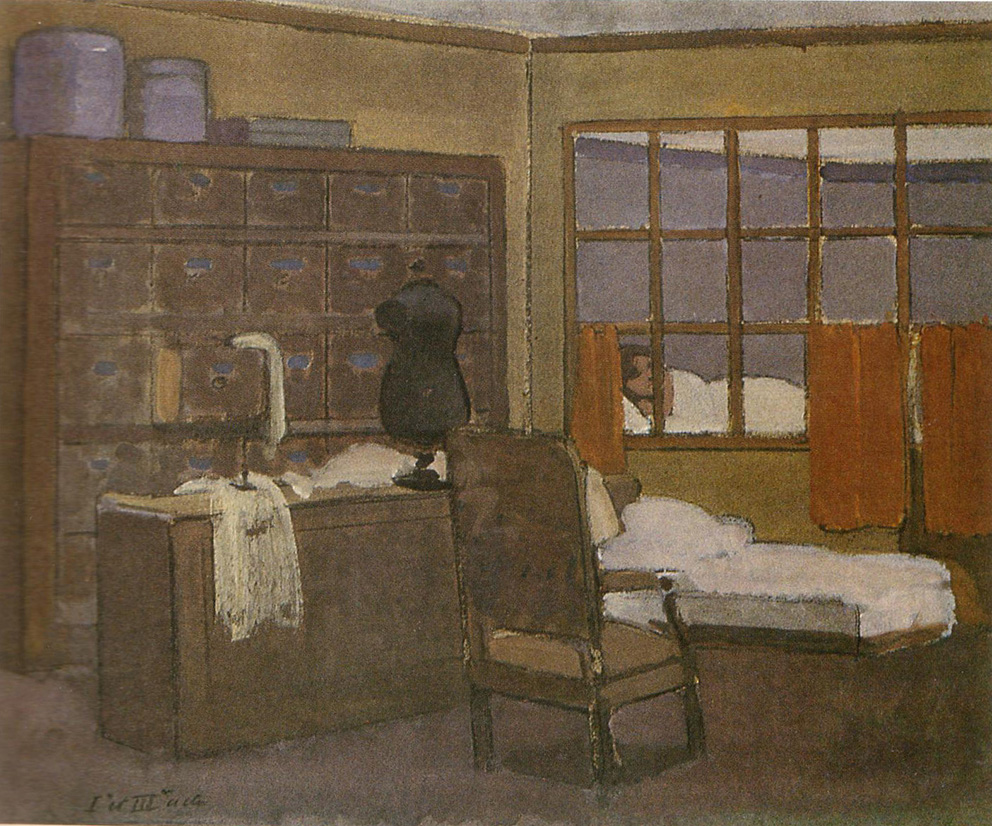
Dekorace pro Carnaval des Enfants, 1910, Musée des Arts Décoratifs, Paříž
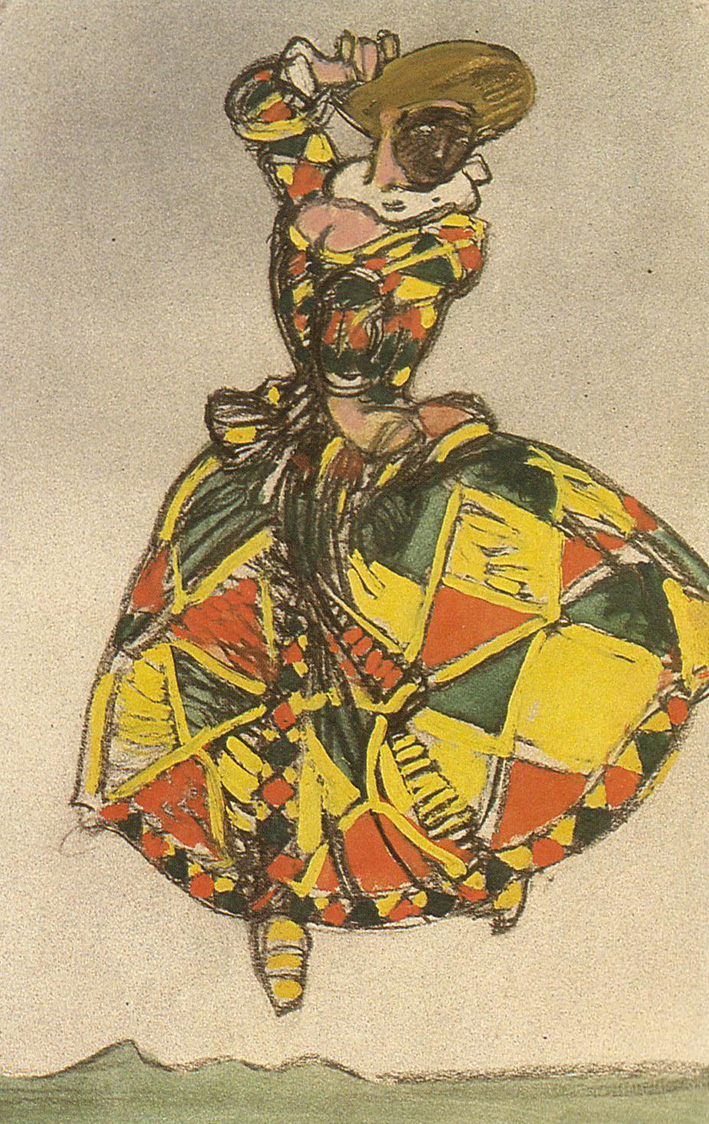
Kostým pro Les dominos sur la musique de Couperin, 1911, Musée des Arts Décoratifs, Paříž
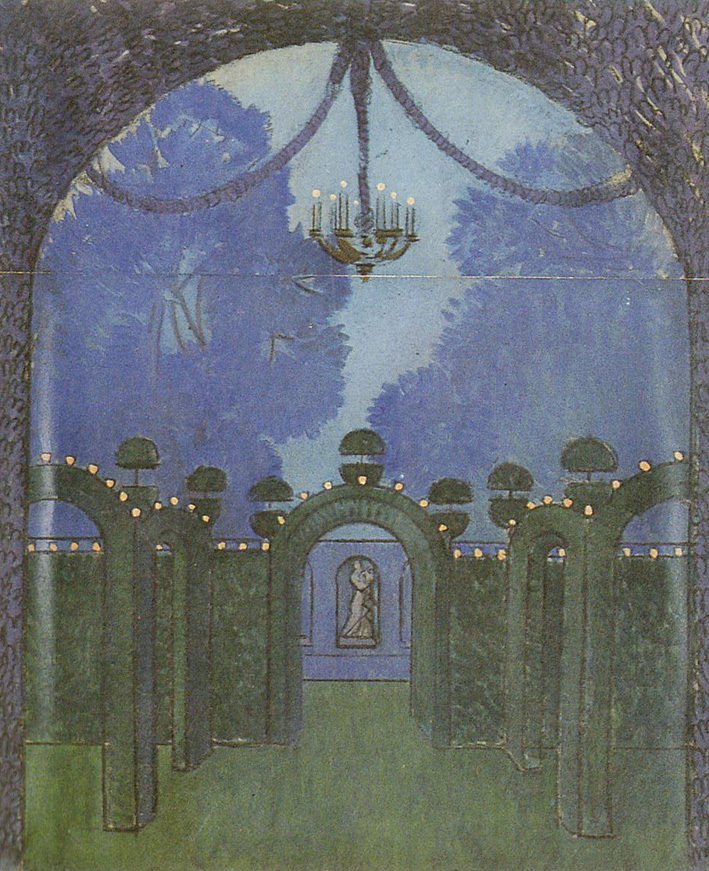
Dekorace pro Prologue de Thésée, 1913, Musée des Arts Décoratifs, Paříž
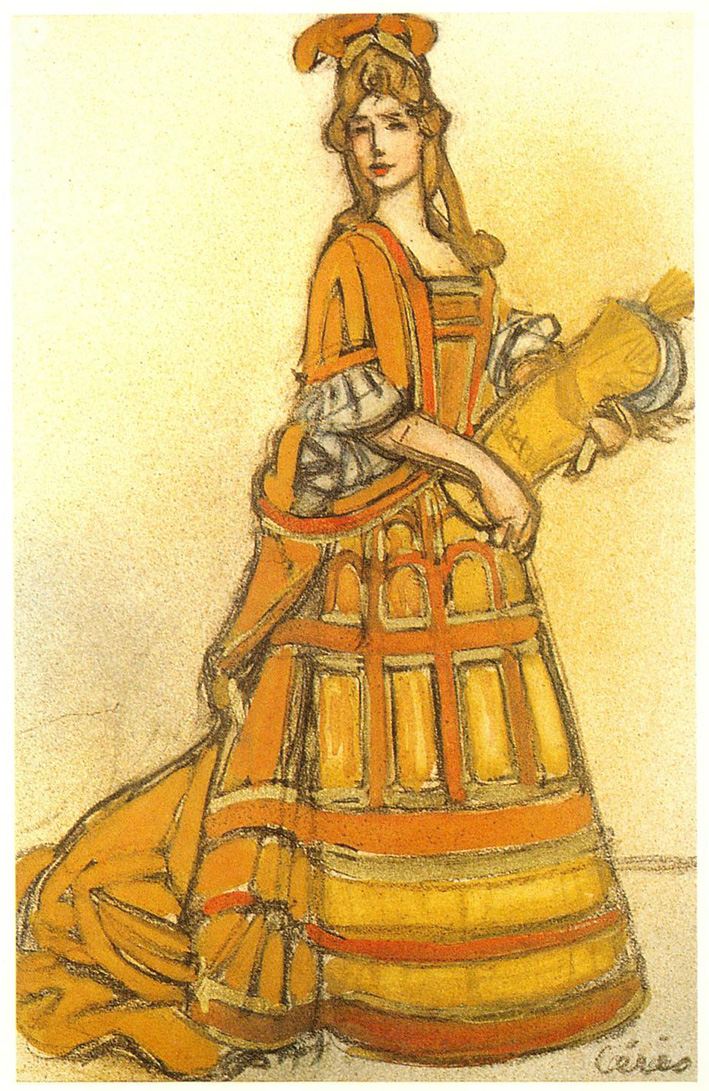
Kostým pro Prologue de Thésée, 1913, Musée des Arts Décoratifs, Paříž
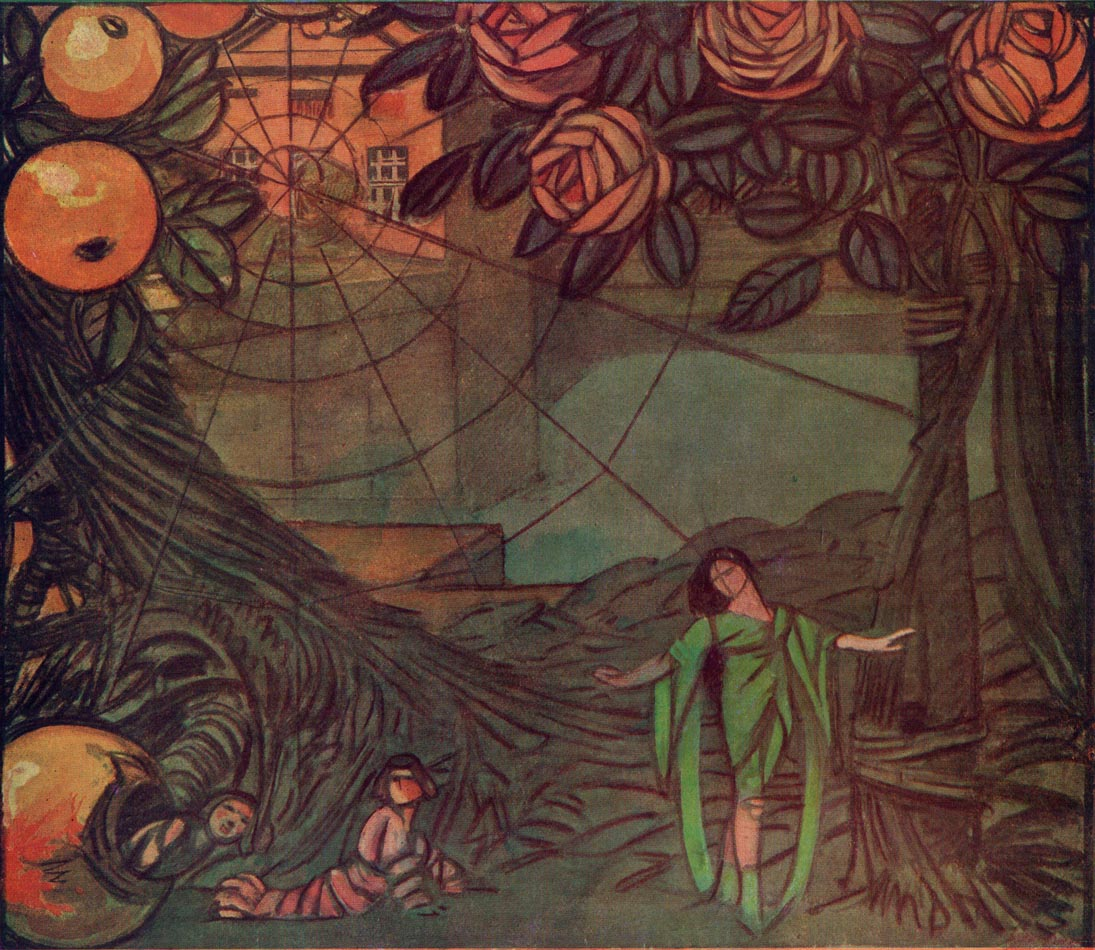
Dekorace pro Rousselovu Festin de l'Araingnee, 1913, Musée des Arts Décoratifs, Paříž
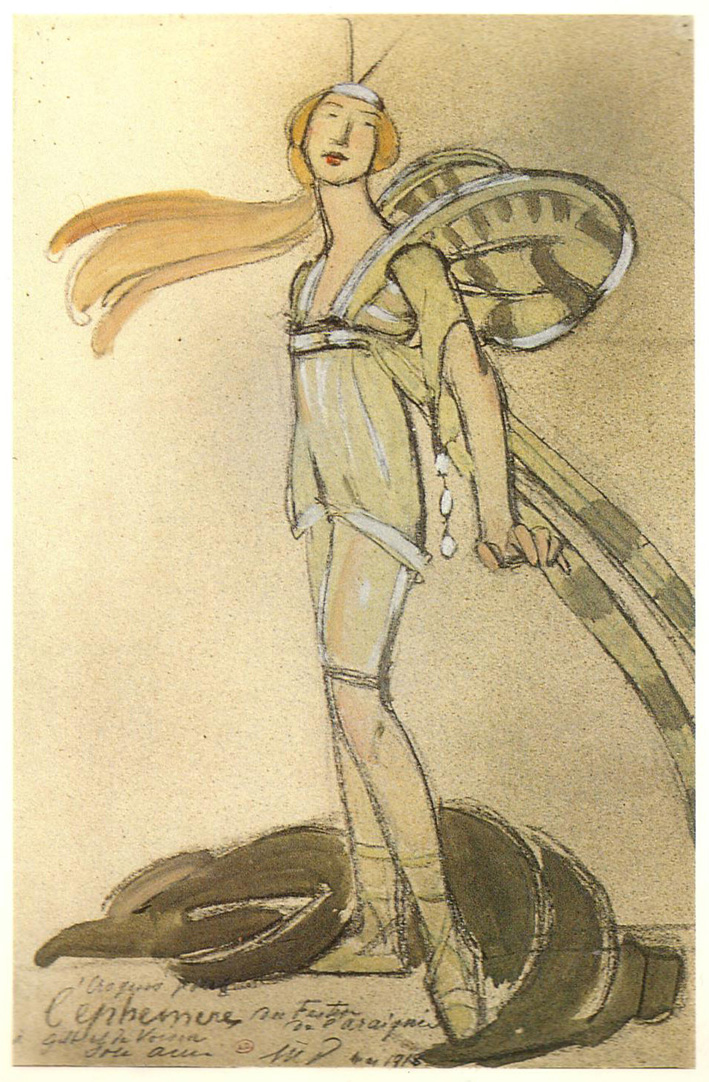
Kostým pro Rousselovu Festin de l'Araingnee, 1913, Musée des Arts Décoratifs, Paříž
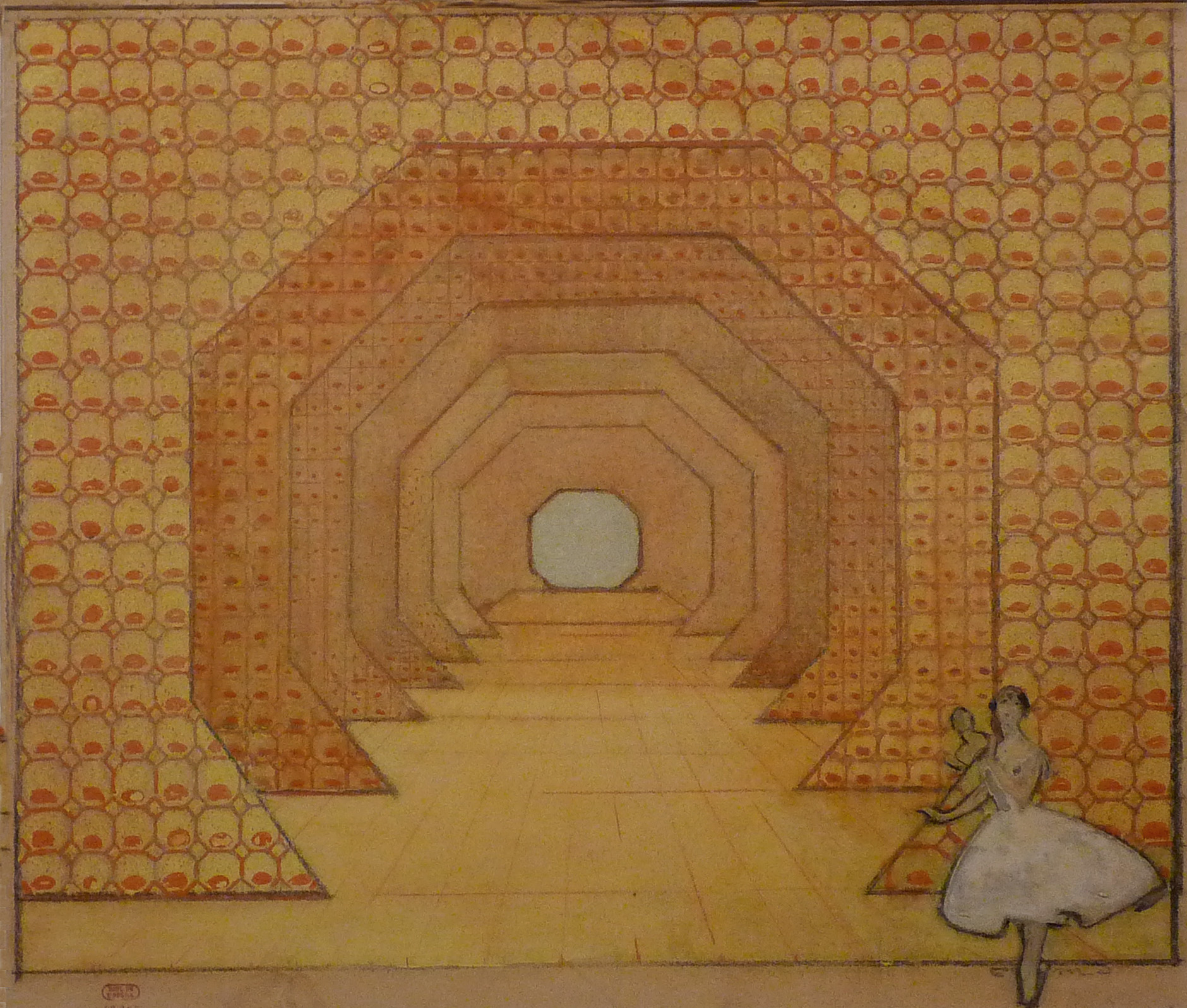
Dekorace pro Les Abeilles, 1917, Musée des Arts Décoratifs, Paříž
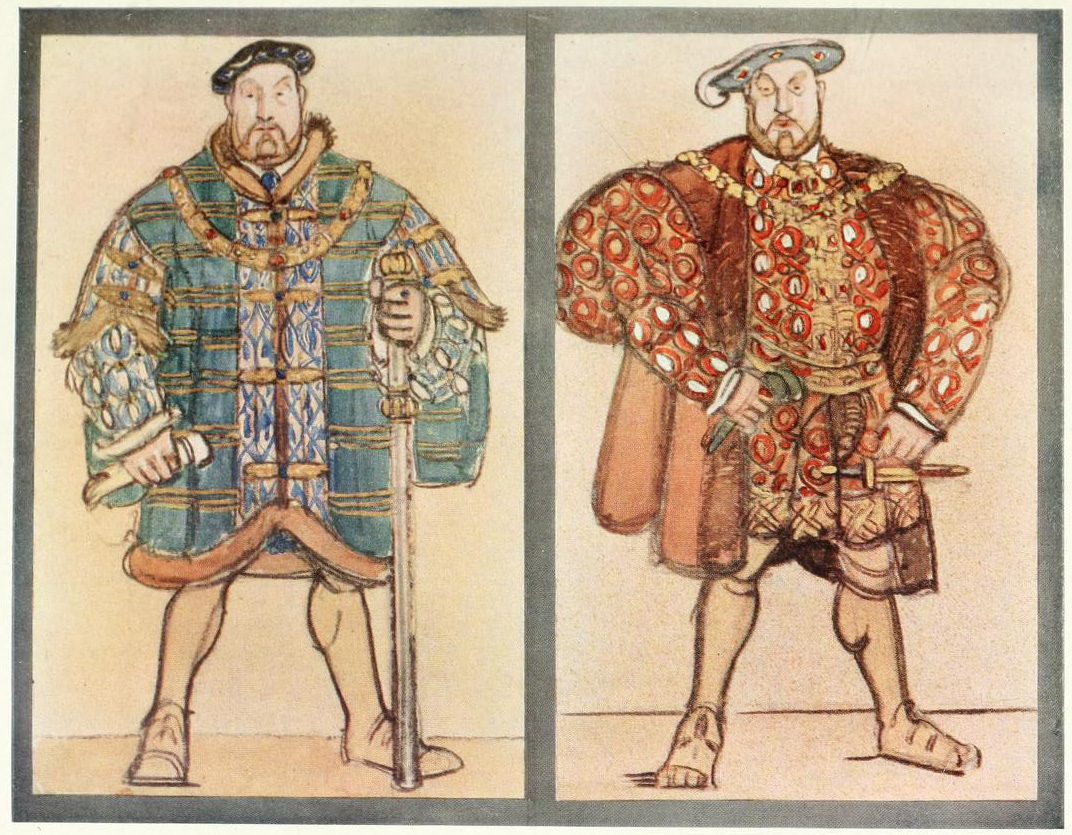
Kostým pro hru Jindřich VIII., 1920
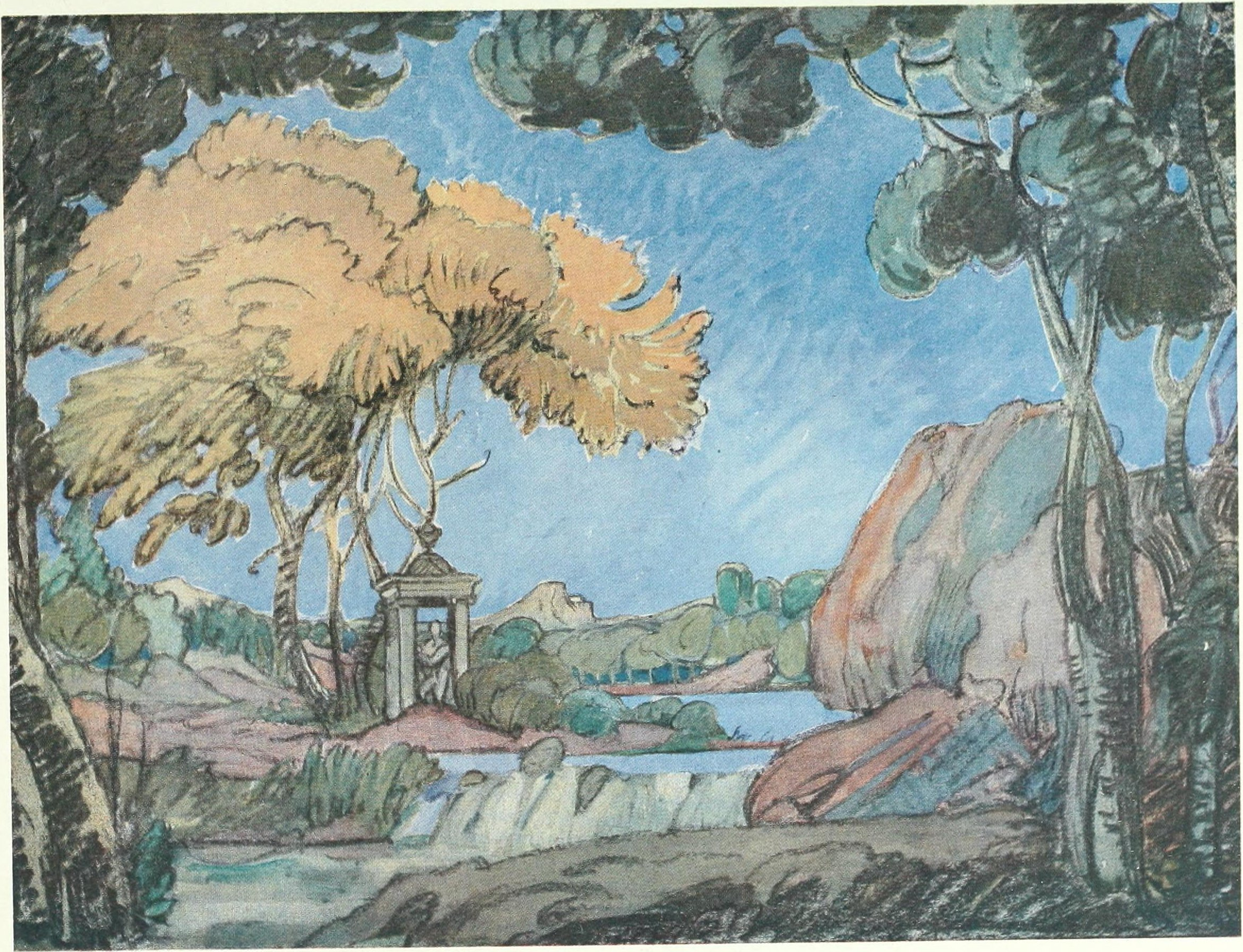
Dekorace pro první jednání hry Sylvia, 1922

## Přátelství

### Henri de Toulouse-Lautrec

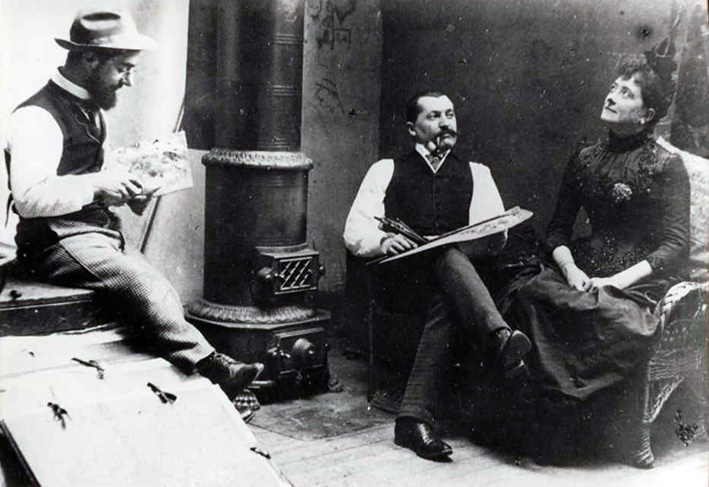
Henri de Toulouse-Lautrec (vlevo) a Maxime Dethomas (uprostřed) s neznámou modelkou v Lautrecově ateliéru, asi 1890

V roce 1887 začal Dethomas navštěvovat knihkupectví Revue Indépendante, oblíbeného místa mladých umělců a spisovatelů. Zde se nejprve spřátelil s Louisem Anquetinem a Henri de Toulouse-Lautrecem. Jejich přátelství se stalo trvalým. Dethomas stal „oblíbeným společníkem“ a „nejbližším přítelem“ Toulouse-Lautreca.
Toulouse-Lautrec, vždy přitahovaný k fyzické výstřednosti, pro svou impozantní výšku a tvář přezdíval svému příteli „Dethomas 'Gros n'abre' (zhruba: Velký strom); Thadée Natanson ho popsala jako jemného obra, elegantního a diskrétního: „Byl tak vyděšený, že má na sobě cokoli, co by na něho mohlo upozornit, že dokonce i černá na jeho oblečení vypadala nudnější než ta, kterou oblékli ostatní.“ Dethomasův klid, pečlivost a extrémní plachost – vždy se červenal, když musel zvýšit hlas – to se zalíbilo Toulouse-Lautrecovi. Paul Leclercq tvrdil, že Lautrec byl fascinován Dethomasovou „schopností zachovat si netečný vzhled i v okamžiku pobavení“.
I když se kolem jejich přátelství vyprávělo mnoho komických historek, pro Toulouse-Lautreca byl Dethomas jako společník užitečným prvkem. Klidný a zdánlivě vzdálený Dethomas obvykle procházel životem jako diskrétní a nenápadná osobnost. Když však doprovázel Toulouse-Lautreca, kontrast jejich výšky vždy přitahoval pozornost, buřinka malého muže dosáhla sotva k Maximeho loktu. Ale posměšky zastavila tichá síla „Gros n'arbre“. Současníci, jako Gustave Coquiot, o tom říká: „Lautrec velmi miloval Maxime Dethomase. Tento vysoký a silný chlapík se nad ním tyčil. S ním se cítil pod skutečnou ochranou. Když byli spolu na ulici, nikdy nebyl slyšet žádný posměšek. Dethomas, lhostejný a chladný, vždy svým pohledem umlčel všechny poznámky davu.“ Philippe Berthelot připomíná, že Toulouse-Lautrec přisuzoval svému společníkovi nadlidskou sílu a hlasitě prohlašoval s falešnou vážností, že v Dethomasovi „ se může ukrývat kdokoli! “.
V prvních dnech roku 1891 se Dethomas přestěhoval do bytu v 8 v Cité Pigalle na Montmartru – který byl vybrán v neposlední řadě pro svou blízkost k dílně Eugèna Carrièra, spíše než pro blízkosti k bytům jeho přátel Toulouse-Lautreca a fotografa Paula Sescaua. Často navštěvovali kavárny, kabarety, stinné bary a nevěstince na Montmartru, včetně Moulin Rouge a Le Chat noir, nebo si dopřáli prodloužené pobyty v notoricky známých privátních omech, Rue de 'Amboise nebo Rue Joubert. Do roku 1894 vystavovali Toulouse-Lautrec a Dethomas společně v umělecké galerii „Le Barc de Boutteville“

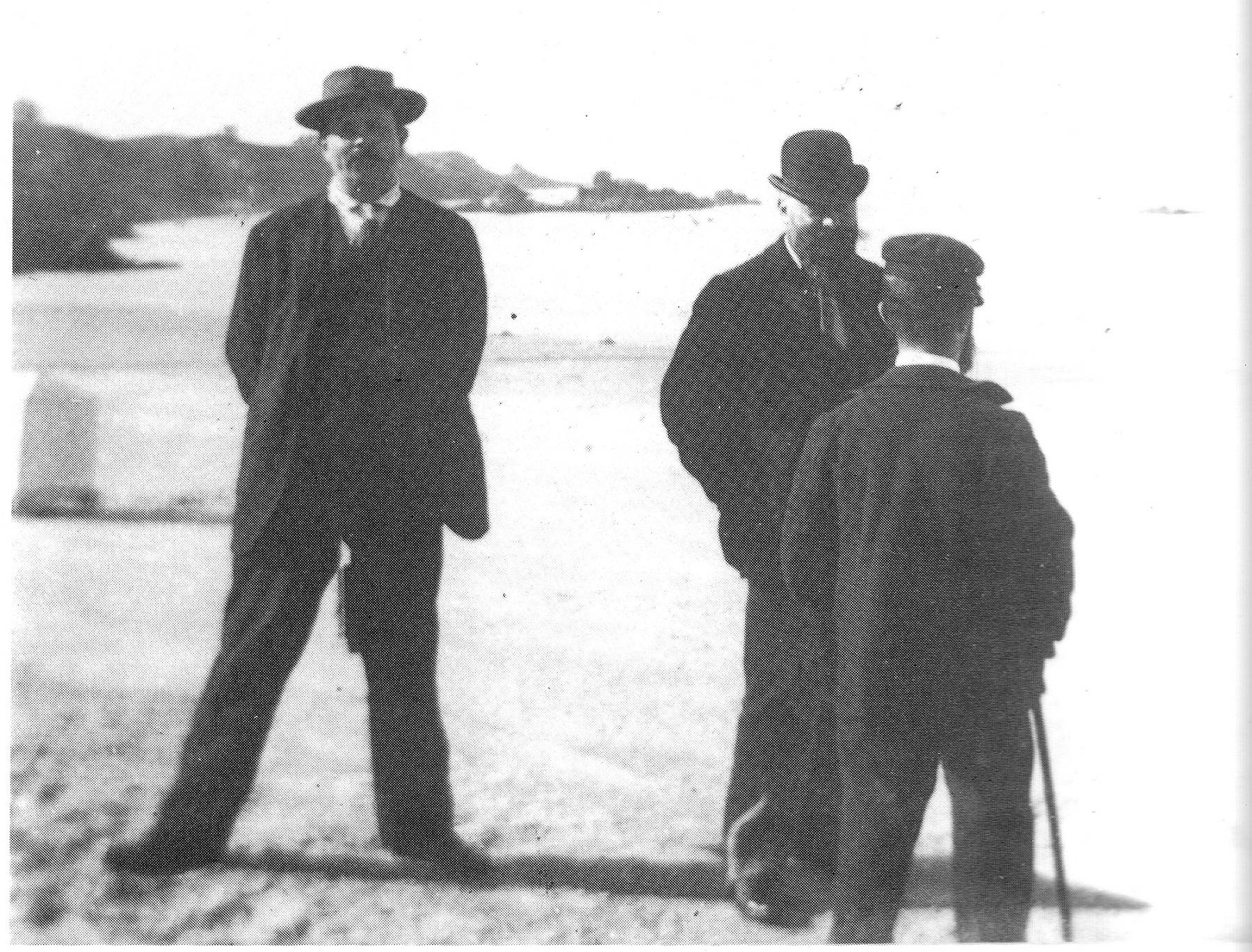
Maxime Dethomas, Thadée Natanson a H.T. Lautrec, Saint-Malo (1895–96)

Dne 16. února 1895 uspořádala Natanson nechvalně známé soiree na oslavu odhalení nových interiérových maleb malíře Vuillarda. Dethomas, který byl vybrán z řad svých přátel spíše pro komediální efekt než pro své barmanské schopnosti, pomáhal Toulouse-Lautrecovi podávat nápoje, večírek byl plný absurdních kostýmů a dramatických efektů. Společně podali více než dva tisíce koktejlů třem stovkám hostů. Tato událost byla dlouho připomínána jako jeden z nejvíce zhýralých večerů fin-de-siècle. Tyto eskapády hrály zásadní roli ve vývoji a tématech umění Dethomase i Toulouse-Lautreca.

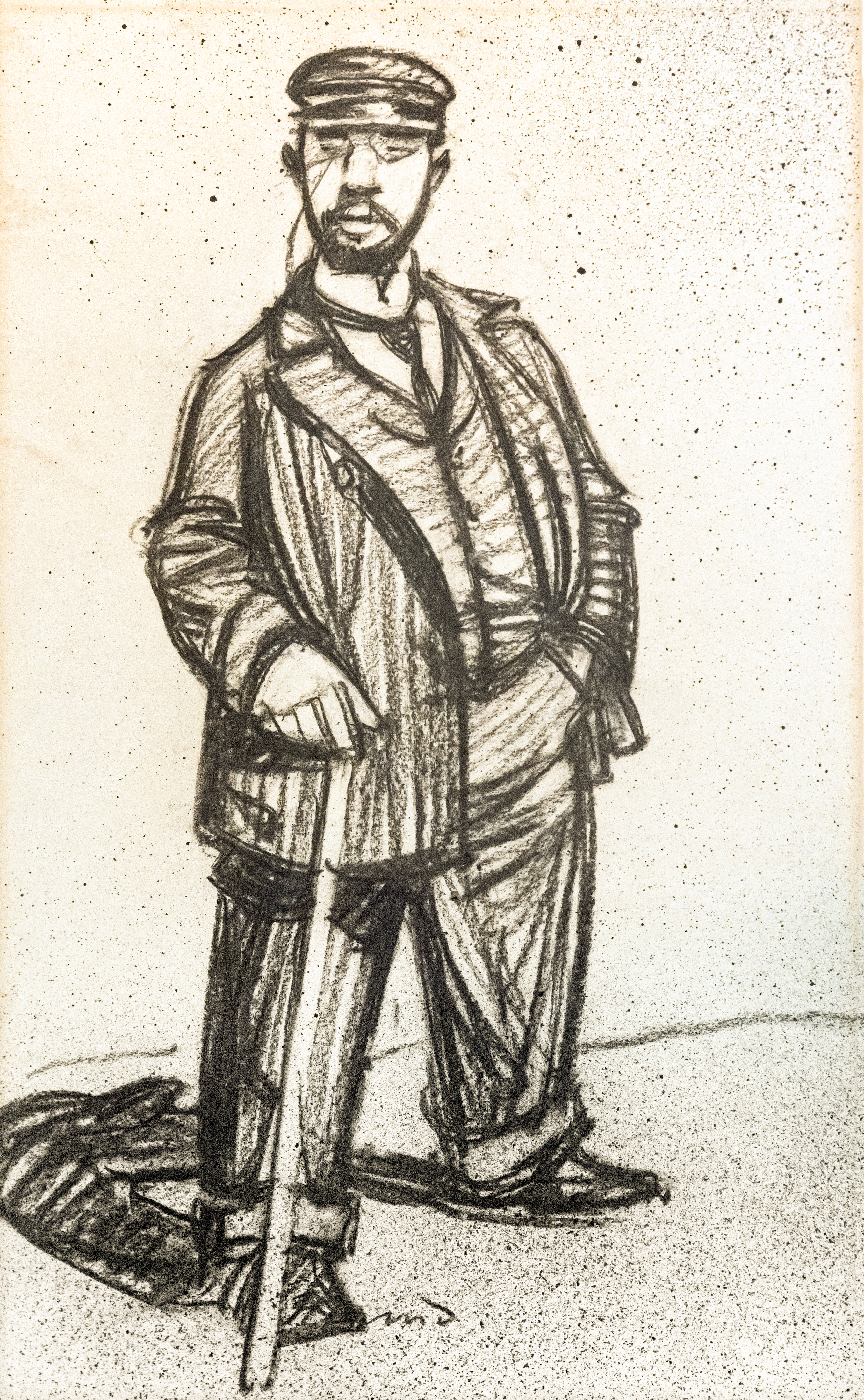
Henri Toulouse-Lautrec, portrét Maxime Dethomas, 1898. (Muzeum Toulouse-Lautreca, Albi

Společná dobrodružství Dethomase a Toulouse-Lautreca se neomezovala pouze na pařížské ulice. Pokud se dá věřit Dethomasově blízké přítelkyni Gabrielle Dorziat, během měsíce října 1894 cestovali Dethomas a Toulouse-Lautrec společně do Španělska se zastávkami v Madridu, Córdobě a Seville. Společně cestovali i v následujících letech, navštěvovali výstavy, muzea a společné přátele nebo poznávali města jako Granville, Arromanches a Dinard. Během léta 1895 společně procestovali pobřeží Normandie. Podle fotografií pořízených Dethomasem v Saint-Malo s Natansonovou během jedné takové cesty později namaloval dva portréty Toulouse-Lautreca, oba jsou v Museu Toulouse-Lautreca.

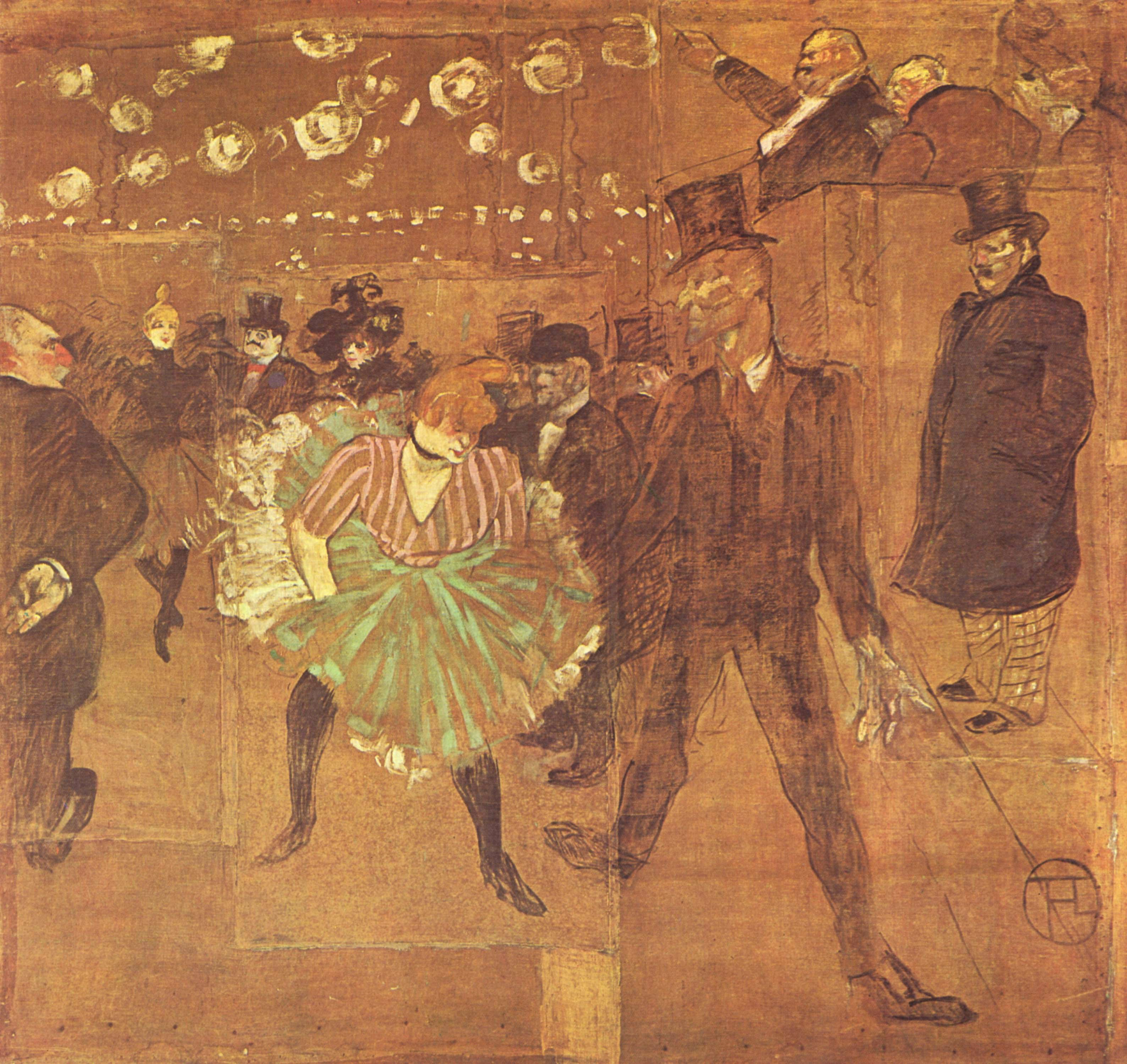
Tanec v Moulin Rouge, H.T. Lautrec (1895), Maxime Dethomas vpravo.Muzeum Orsay, Paříž

Od 20. června do 5. července 1897 se Dethomas a Toulouse-Lautrec plavili holandskými kanály na člunu a navštívili Utrecht, muzeum Franse Halse v Haarlemu a ostrov Walcheren. Cestu naplánoval Dethomas v marném pokusu o zmírnění Henriho rostoucí závislosti na alkoholu. Zprávy se různí ale zdá se, že výlet skončil předčasně na přání Toulouse-Lautreca. Ten zuřil a odmítal vystoupit na břeh; děti běhaly za člunem po břehu kanálu, považovaly totiž dvojici za duo obra a trpaslíka, kteří pro potěšení dětí předvádí cirkusové číslo.

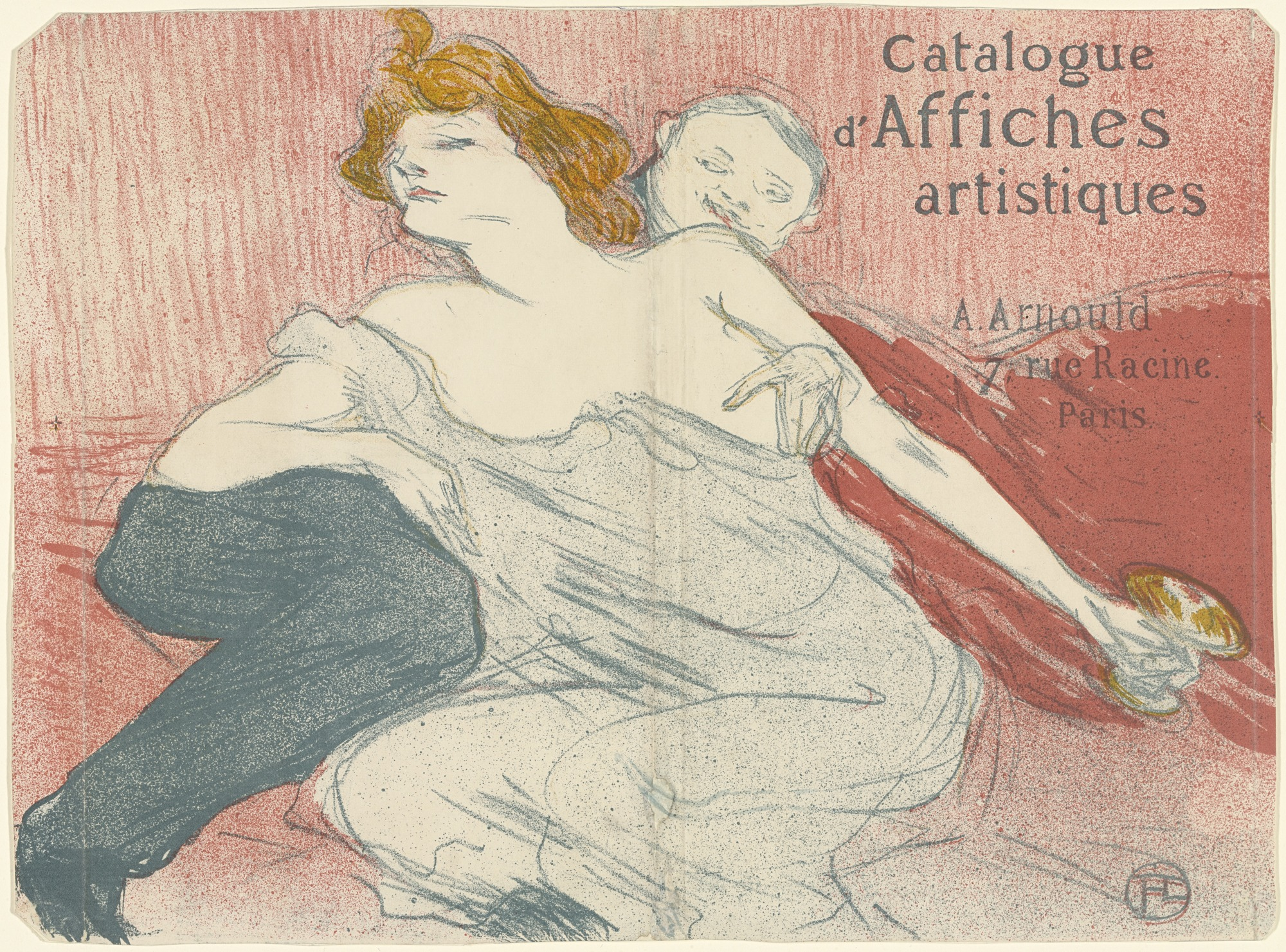
Zhýralost s Dethomasem (asi červen 1896) – H. T. Lautrec. Dethomas je zobrazen jako „velký strom“ obrůstající prostitutku. Kopii litografie věnoval H. T. Lautrec svému příteli Dethomasovi.

V polovině 90. let 19. století Lautrec často do svých kompozic maloval Dethomase. Dne 6. dubna 1895 si objednala bývalá tanečnice Moulin Rouge Louise 'La Goulue' Weberová dvě velká plátna, která měla zdobila stan její putovní show. Na levém obraze je Dethomas dívající se dolů na La Goulue. Přibližně ve stejném období prohlásil Toulouse-Lautrec „Zachytím vaši nehybnost na místech potěšení“ a během jednoho a půl roku vytvořil řadu přípravných náčrtů Dethomase určených pro jeden obraz, přičemž na každý z nich měl pět až patnáct minut na vytvoření. Slavný portrét Maxime Dethomase z Bal de l'Opera, dokončený v roce 1896, nyní visí v Národní galerii ve Washingtonu. Další portrét jeho přítele je lehce sexuální litografie s názvem Debauche Avec Dethomas(Zhýralost Dethomasova). Později byl použit na obálku výstavního katalogu z června 1896. A konečně, litografie z roku 1896 s názvem Anna Held et Baldy také ukazuje Dethomase, provokativně zírajícího na slavnou divadelní umělkyni. Toulouse-Lautrec anotovanou kopii této litografie Detomasovi daroval.

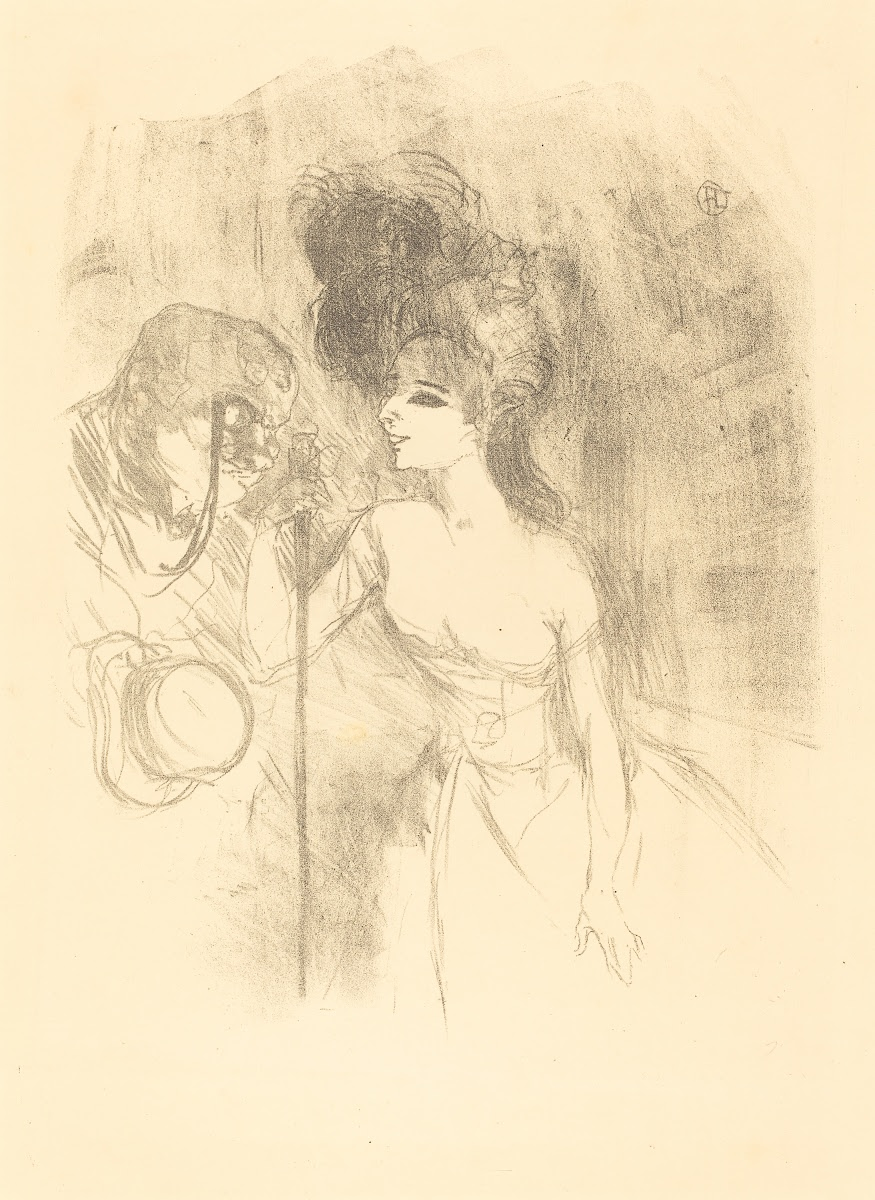
Anna Held et Baldy (1896) – H. T. Lautrec daroval Detomasovi kopii této litografie

Během posledních let, kdy Toulouse-Lautrec zcela propadl alkoholu, ho Dethomas jen zřídka opustil a na konci dlouhých pitek ho často doprovázel do jeho domu na Montmartru. Ti dva strávili mnoho hodin prací a rozhovorem v Henriho posledním pařížském studiu na avenue Frochot, někdy sdíleli stejné modelky, vždy kdykoli se Dethomas pokoušel odvrátit konverzaci od tématu alkoholu.
Henriho stále nevyzpytatelnější chování si začalo vybírat svou daň jak pro jeho rodinu, tak i pro přátele. V dopise z 8. prosince 1898 Dethomas hovoří o pozvánce na oběd, kdy Henriho navštívil a byla tam také jeho matka. Oběd skončil hádkou, v rozhovoru došlo na Henriho potíže s párem nahých modelů a pití ústní vody – oběd nakonec skončil tím, že Henri zrudl a křičel na svou matku a prohlásil, že už nemůže takto dál žít a že odejde do Japonska. O osm dní později Dethomas znovu píše o další události, kdy se stal obětí Henriho opilosti, tentokrát na večeři v Goupil & Cie. Všechno začalo dobře, ale než se podal dezert, Henri omdlel pod jídelním stolem a o půlnoci se probudil s hlasitými stížnostmi na to, jak nízký je strop. „Ten ubohý chlapec je opravdu ve špatném zdravotním stavu,“ pokračoval Dethomas, „blíží se senilita, možná smrt.“
Není jasné, zda se Toulouse-Lautrec zúčastnil první Dethomasovy samostatné výstavy v dubnu 1900, ačkoli zprávy o pařížské výstavě konané ve stejném měsíci popisují Henriho zdraví, které se zhoršilo natolik, že požádal Maximeho, aby ho vozil po různých exponátech na invalidním vozíku – žádost, kterou poslušně splnil. Následující měsíc, na popud přátel, Toulouse-Lautrec odjel z Paříže. V dubnu 1901, když se dozvěděl zprávy o Henriho mozkové mrtvici, Dethomas odcestoval za svým přítelem do Bordeaux. Na konci Dethomasova pobytu Henri říkal, že vzal svého "Gros n'abre" na nádraží, plánoval svůj návrat do Paříže, a daroval Dethomasovi dva chameleony, kteří strašně kouleli očima. Vypili jsme v kavárně kávu a Maxime odjel jako svatý Jan Křtitel, oznamovatel Krista, aby oznámil můj příjezd do Paříže."
Když se Dethomas dozvěděl o smrti svého přítele, napsal v pátek 13. září 1901 své mentorce Augustině Bulteauové:
Drahá paní, Chudák Lautrec je mrtvý, zdá se, že navzdory své agónii o mě nepřestal mluvit. Jak neuvěřitelné! Nemyslel jsem si, že mám v mysli a srdci této ubohé bytosti takové skvělé postavení. Ponechal si jasný rozum až do konce, prohlašoval, že umírání není maličkost, že je to opravdu velmi těžké. Také se vypráví, že když si uvědomil velikost svého nosu ve vztahu k jeho scvrklé tváři, ukázal na něj a řekl: "Až budu mrtvý, bude vypadat jako kruton zasazený do špenátu!" Víte, zůstal sám sebou až do samého konce! Takže párty pokračuje! Giraudat, Tinan, on [Lautrec] a ostatní. Opravdu to vypadá, jako bych byl svědkem bitvy a jsem na straně, křídle, kde velitel zasáhne tvrdě a spravedlivě

Odpověď Bulteaua ze 16. září velmi dobře shrňuje vztah mezi oběma přáteli a důvod hlubokého přátelství malého muže k jeho " Gros n'abre":
Chápu a cítím s vámi utrpení způsobené Lautrecovou smrtí. Vždycky milujeme lidi víc, než si myslíme, a když má člověk citlivost, jako Vy, nikdo, koho jsme se dotýkali tak lehce a tak často, nemůže zmizet, aniž by něco nebylo vyrváno z jeho srdce. Vždy jsem měla velmi jasný dojem, že vás miluje, jak nejlépe dokáže. V těch slovech, která o vás řekl, bylo vidět jeho "ohled" na kvalitu vaší mysli a bezpochyby také na Vaši citlivou duši a schopnost nikdy mu neprojevovat soucit.

### Jean de Tinan
V roce 1895 Dethomas prožil krátkou ale významnou epizodu s mladým spisovatelem Jeanem de Tinanem. Charismatický jednadvacetiletý mladík byl novým příchozícím do Paříže a brzy se stal každodenním návštěvníkem barů, kaváren a divadel, které Dethomas a Lautrec často navštěvovali. Tinan se rychle stal jejich "mladým kadetem", Lautrec ilustroval obálku jeho románu L'Example de Ninon de Lenclos (Příklad Ninony de Lanclos zamilované), vydaného v květnu 1898. Dethomas představil Tinana Augustině Bulteau, která "převzala vedení" mladého spisovatele, podobně jako se před lety ujala Maxima.
Právě na jejím benátském panství Tinan strávil pár posledních trýznivých chvil svého krátkého života. Selhávající srdce mu nezabránilo v práci, přesto jeho poslední "sentimentální malý příběh" zůstal v době jeho smrti 18. listopadu 1898 nedokončený. Román Aimienne, ou le détournement de mineure (Aimienne aneb zneužití nezletilé) byl vydán posmrtně. Posledním Tinanovým činem bylo věnování nedokončeného románu Dethomasovi jako "svědectví o mé hluboké náklonnosti". Stejně jako Lautrec přispěl i Dethomas litografiemi, které zdobí obálku knihy – byl to jeho první příspěvek do světa literatury a také pocta jeho drahému příteli.

### Ignacio Zuloaga
Mladý baskický malíř Ignacio Zuloaga, který přijel na konci roku 1889 do Paříže po neúspěšném pobytu v Římě, se poprvé setkal s Maxime Dethomasem jako spolužák ve studiu Henriho Gervexe. Sdíleli společný hluboký obdiv k Degasovi a Carrièrovi a oba později studovali u Carrièra na Académie de La Palette. Zuloaga toužící po uznání a úspěchu více než Dethomas, vystavoval s nadšením na Salon des Artistes Français (Salon francouzských umělců) v Barc de Boutteville, Salon nezávislých a Société Nationale des Beaux-Arts (Národní společnost výtvarných umění.) Sláva však nepřišla rychle.
Zklamaný se vrátil do Andalusie, kde se mínil inspirovat a vytvořit novou uměleckou vizi, která by ustálila měnící se vkus pařížské umělecké komunity. Zuloaga a Dethomas se náhodně setkali v Seville. Setkání se pro Zuloagu ukázalo jako šťastné. Od svého návratu do Španělska bojoval se zklamáním a chudobou, ale věděl, že kdyby se mohl znovu vrátit do Paříže, určitě by byl úspěšný.

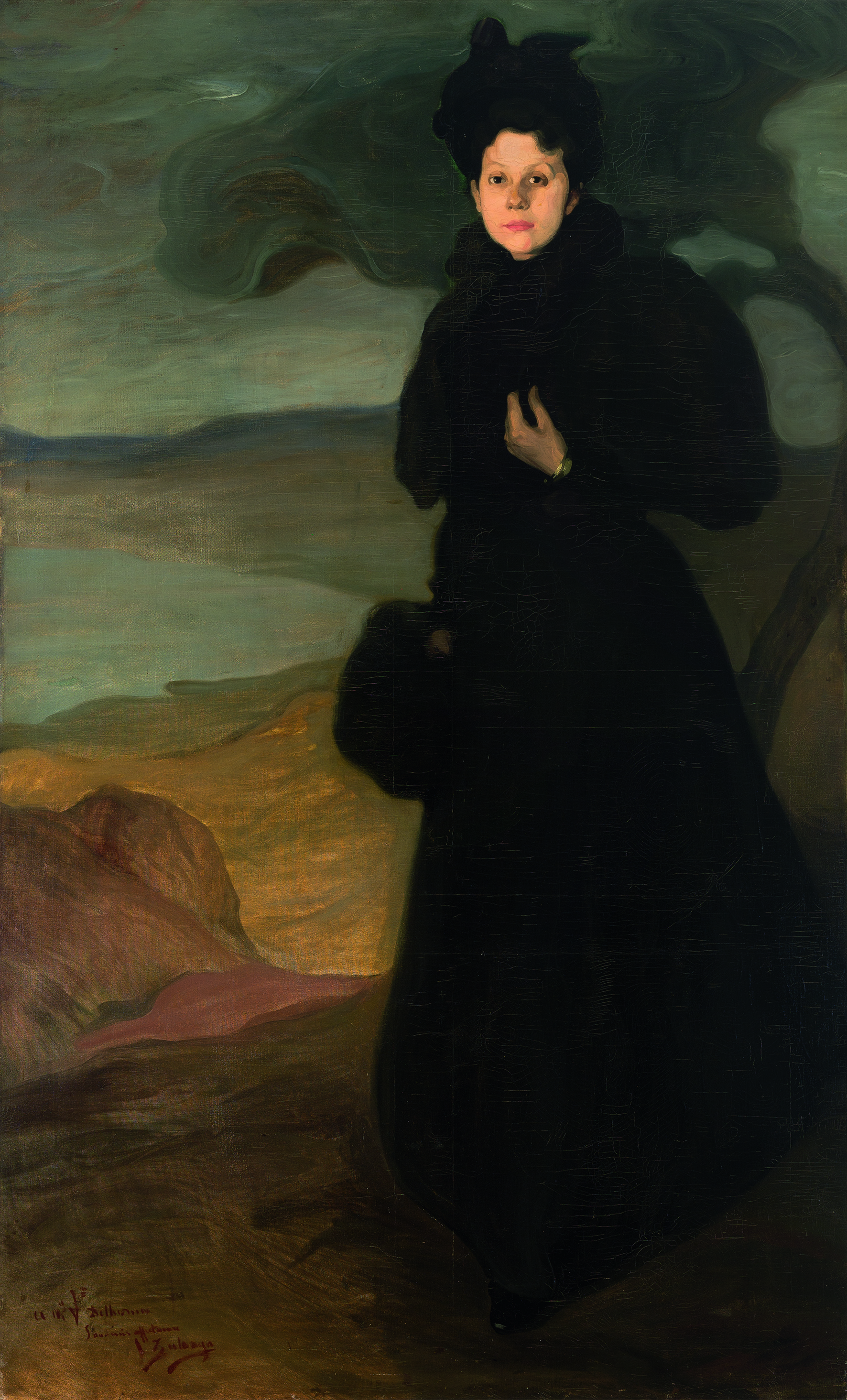
Ignacio Zuloaga: Portrét Valentiny Dethomasové, asi 1895, olej na plátně, 185×115 cm, San Telmo Museoa, Španělsko

Dethomasova radost z nalezení svého starého společníka z Montmartru se za takových okolností brzy změnila ve smutek, když Zuloaga vysvětlil své finanční problémy a zoufalství z nemožnosti návratu do Paříže. Zdánlivě neřešitelné problémy Ignacia byly okamžitě zmírněny velkorysou nabídkou: "Moje dílna bude tvá, jak dlouho to bude potřeba. Přijeď do Paříže. Je to na 9 rue Duperré. Modelky ti najdu."
Ignacio se vrátil do Paříže v roce 1894. Byl představen paní Marie-Louise Dethomas, matce Maximových nevlastních sester Valentine, Germaine a Alice. Ona Ignatia požádala aby vytvořil portrét nejstarší dcery. Tento portrét Valentine stál pravděpodobně na počátku jejich vztahu.

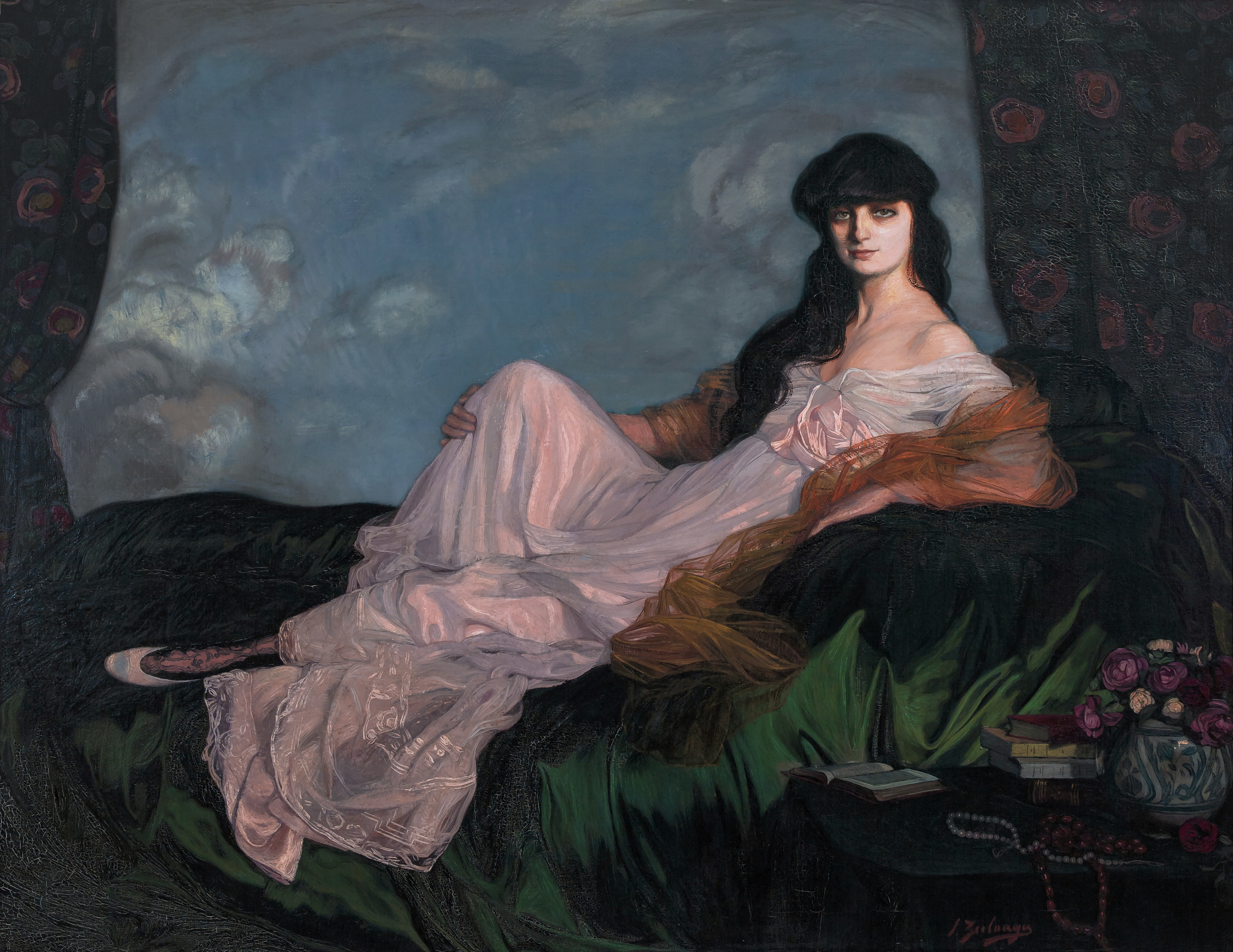
Ignacio Zuloaga: Hraběnka Mathieu de Noailles, 1913

Koncem roku 1894 představil Dethomas Ignatia, stejně jako pro všechny své ostatní zajímavé přátele, v salonu madame Augustine Bulteau. Její značný vliv v umělecké komunitě Ignatovi urovnal cestu ke kariéře a vedl k několika zakázkám od jejích španělských přátel. Důležitá byla zejména objednávka portrétu Anny de Noailles (v originálu Hraběnka Mathieu de Noailles) z roku 1913. Obraz se stal jedním z nejdůležitějších Zuloagových děl.
Dne 18. května 1899 se v Saint-Philippe-du-Roule oženil Ignacio Zuloaga, na kterého se právě usmál úspěch na výstavě Société Nationale des Beaux-Arts s Valentinou Dethomas, svědky byli Eugène Carrière a Isaac Albéniz. Po další tři desetiletí zůstali oba malíři pevnými přáteli.

### Pierre Louÿs
Spisovatel Pierre Louÿs byl také blízkým přítelem Dethomase a spolupracoval s ním na prvním vydání Le Centaure v roce 1896. Během srpna a září 1898 se Dethomas dokonce snažil spojit svou nevlastní sestru Germaine a Pierra. Snahu zmařila nevlastní matka Dethomase Marie-Louise Thierrée.

### Marcel Proust
Dethomas měl řadu významných přátel mezi spisovateli, jedním z nich byl Marcel Proust. Ten se pochvalně zmínil v Albertine disparue (Zmizelá Albertina) o Dethomasově obrazu Benátek poté, co se zúčastnil výstavy v Galerii Durand-Ruel. V březnu 1903 v dopise Dethomasovi Proust napsal, že poté, co viděl jeho výstavu, dostalo se mu "hlubokého zasvěcení do chápání přírody a lásky k životu". Pokračoval: "Zdá se, že jsem od Vás získal nové oči, abych se lépe díval na lidský život a dokonce i na ta malá okénka na Canal Grande."

### Výstavy

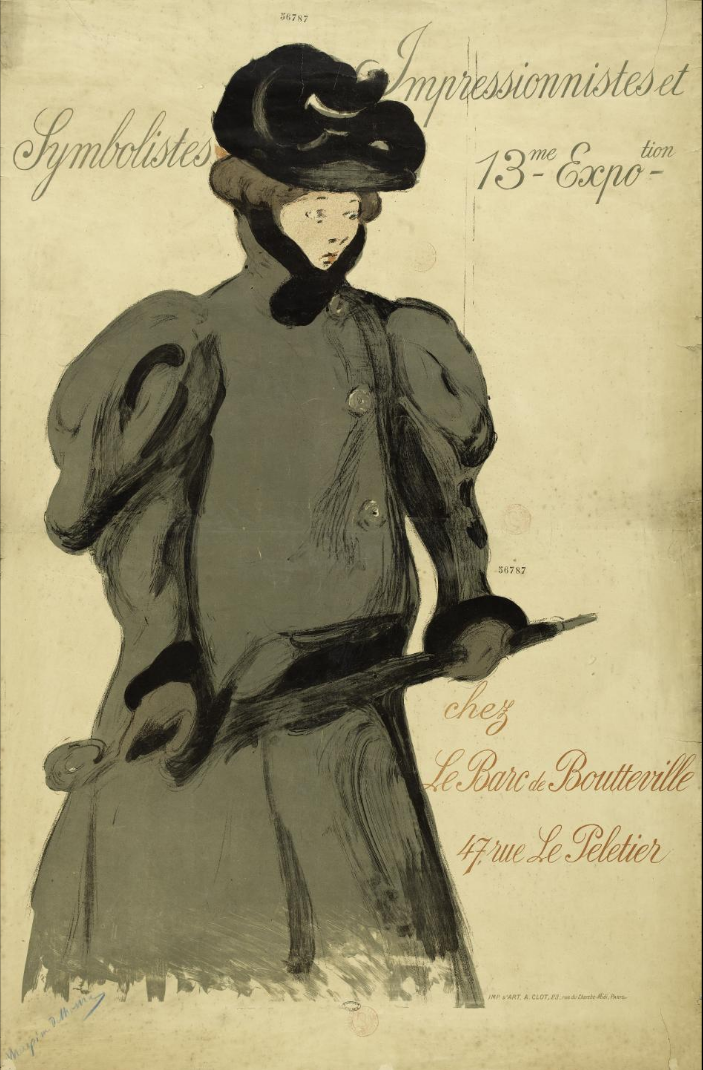
Plakát navržený Maxime Dethomasem a vytištěný Auguste Clot k 13. výstavě impresionistů a symbolistů v Barc de Bouttville, zahájené 26. prosince 1896. Originál v Musée des Beaux-Arts v Bordeaux.

- 1894 – Vystavoval na 6. společné výstavě Impressionistů a Symbolistů zahájené 2. března 1894 v galerii Le Barc de Boutteville, společně s Paulem Gauguinem, Maximem Maufrou, Jeannou Jacquemin a dalšími. (Recenze v "Journal des débats politiques et littéraires" – 3. března 1894.)
- 1894 – Vystavoval na 7. společné výstavě Impressionistů a Symbolistů zahájené 10. července 1894 v galerii Le Barc de Boutteville, společně s Toulouse-Lautrecem, Henri-Gabrielem Ibelsem, Maxime Maufrou a dalšími. (Recenze zmiňuje zejména Dethomasův „nádherný pastel“ Studie ženy (Etude de femme), obraz Žena s šálkem (Femme à la tasse) a Spánek (Sommeil). (Recenze v "Le Matin: derniers télégrammes de la nuit" – 22. července 1894.)
- 1895 – Vystavoval na 8. společné výstavě Impressionistů a Symbolistů zahájené 10. listopadu 1895 v galerii Le Barc de Boutteville, společně s Louisem Anquetinem, Toulouse-Lautrecem, Théodorem Rousseauem a dalšími. Dethomas je zmiňován jako pozoruhodný malíř. (Recenze večerníku Reviewed in Le Petit Parisien – 12. listopadu 1895.)
- 1895 – Vystavoval na 9. společné výstavě Impressionistů a Symbolistů zahájené 27. dubna 1895 v galerii Le Barc de Boutteville, společně s Mauricem Denisem, D'Espagnetem, Robbem a dalšími.
- 1895 – Vystavoval na 10. společné výstavě Impressionistů a Symbolistů společně s Louisem Anquetinem, Gustave Leheutrem, D'Espagantem, Gustave Loiseauem, Aristide Maillolem, Regnierem a dalšími.(Recenzováno: 19. září 1895.)
- 1895 – Vystavoval v Maison de l'Art Nouveau v Galerii Samuela Binga, od 26. prosince 1895 – do ledna 1896, společně s Édouardem Vuillardem, Lautrecem, Augustem Rodinem a dalšími. Dethomasův obraz Étude de femme en robe orange (Studie ženy v oranžových šatech) byl vystaven pod číslem 75. Recenze výstavy ze 4. ledna zmiňuje zejména "hezkou malou ženu v červeném od pana Maxime Dethomase".
- 1896 – Vystavoval na 11. společné výstavě Impressionistů a Symbolistů zahájené o 27. ledna 1896 společně s Rousselem, Fernandem Pietem a dalšími.

Jeho obraz měl název Květiny (Des fleurs).
- 1896 – Vystavoval na 13. společné výstavě Impressionistů a Symbolistů. Recenze výstavy časopisu Mercure de France ze září 1896 uvádí: " Více než ostatních jsem si povšiml Dethomase, jehož tmavé skici mají zajímavé zabarvení, nervózní eleganci a předurčují umělci slibnou budoucnost."
- 1897 – Vystavoval na 14. společné výstavě Impressionistů a Symbolistů. "La Justice review" z 8. července uvádí: "Maxime Dethomas vytvořil stejně originální plakát k této 14. výstavě jako jeho studie interiéru s jemnými profily žen."
- 1900 – První samostatná výstava se konala v Galerii des Artistes Modernes, 19. rue Caumartin (26. dubna – 5. května). Recenze výstavy v "La Vie Parisienne" 5. května 1900 uvádí:
- 1900 – První samostatná Dethomasova výstava se konala v Galerii des Artistes Modernes, 19 rue Caumartin (26. dubna – 5. května). Recenze výstavy v "La Vie Parisienne" z 5. května 1900)

Dethomas představil více než 40 obrazů, některé v rámu, jiné pouze vybalené. Vystavil sérii polooblečených žen načrtnutých silnou uhlovou linkou uhlem, několik pastelů a akvarelů. Za pozornost stojí dva pastely (č. 47) s modrými Benátkami v pozadí a další (č. 17), zobrazující ženu s červeným živůtkem. Tyto obrazy jsou jednou z nejlepších věcí, které byly po dlouhé době z Benátek přivezeny.

- 1901 – Výstava v Galerii Silberber, 29. rue Taitbout, společně s Louisem Anquetinem, Paulem Jeanem Flandrinem a dalšími.
- 1903 – Samostatná výstava v galerii Paula Durand-Ruela, "Skicy z Paříže a Itálie".[68] (Recenze výstavy v "Gazette des beaux-arts" 25. dubna 1903:

Jeho talent formoval Carrière, Toulouse-Lautrec, Anquetin a Zuloaga. Výsledkem spojení takových odlišných stylů je styl velmi osobitý. Pan Dethomas uchopil a úspěšně prezentoval vše co spojuje aktéry stejné scény; předvádí izolované postavy, zapouzdřuje je a dává jim vlastní vzhled, čímž dosahuje jedinečného stylu. Jeho městské scenérie jsou velmi vždy typické. Způsobem promyšleného a citlivého pozorovatele zobrazuje kontrasty mezi aspekty života v Paříži a Itálii.

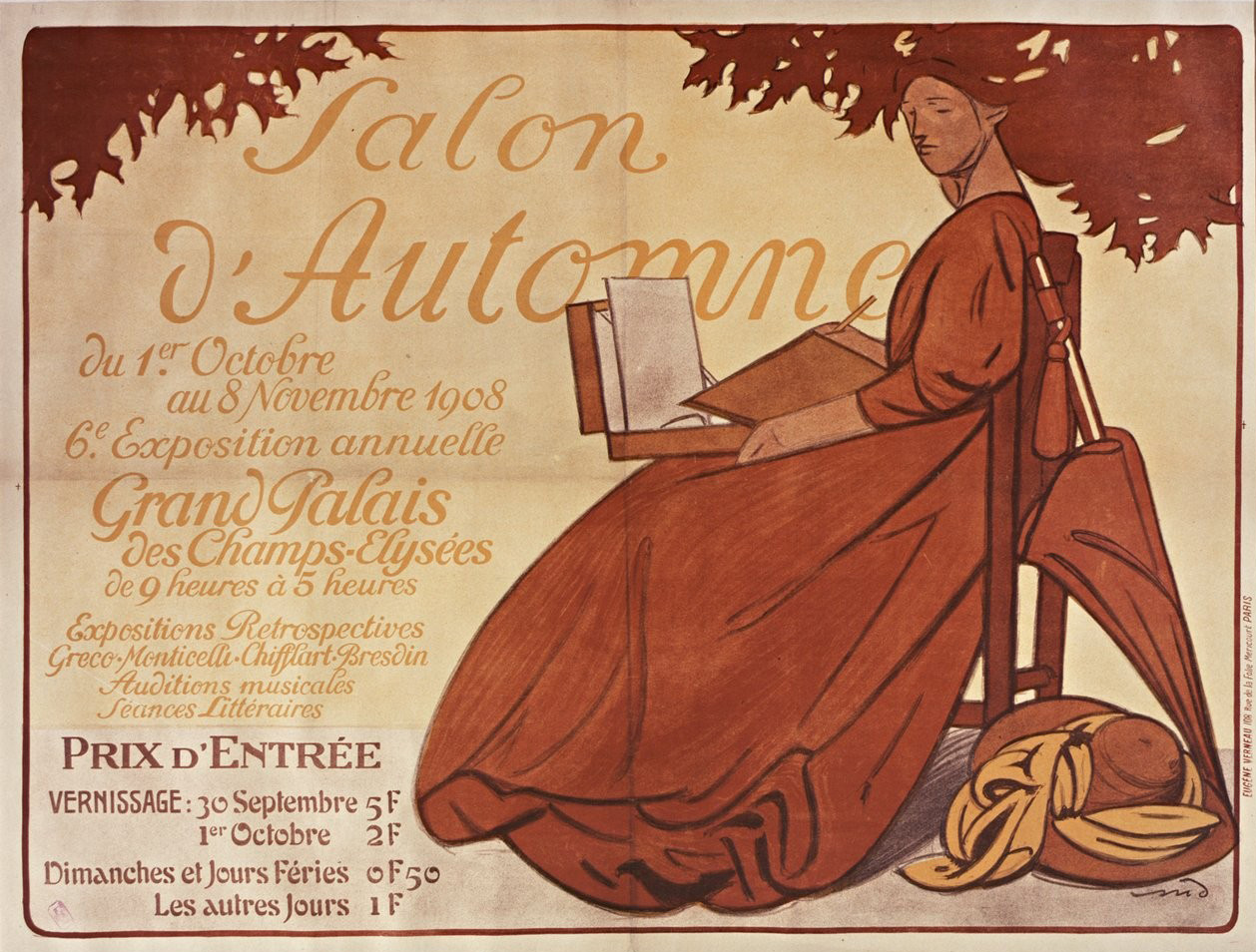
Podzimní salon, plakát, (1908) – Maxime Dethomas, tisk Eugène Verneau (120cm x 160cm)

- 1903 – Vystavoval v La Libre Esthétique – 10. výstava v Bruselu (26. února – 29. března) společně s Denisem, Rusinolem a dalšími.
- 1903 – Vystavoval na 1. výstavě konané v Grand Palais na Champs-Élysées v Paříži pod názvem Podzimní salon, (31. října – 6. prosince). Vystavoval tři akvarely (655–657) s názvem: Dlažba (L'Epave), Lovec (Le chasseur), Franche Lippee.
- 1904 – Vystavoval v USA na "Louisiana Purchase Exposition" formálně zvané St. "Louis World's Fair",[Poz 1] Dethomas vystavoval obraz Kočka (À Chat, číslo 595).
- 1904 – Vystavoval na 2. výstavě konané v Grand Palais na Champs-Élysées v Paříži pod názvem Podzimní salon, (15. října – 15. listopadu). celkem 7 obrazů pod čísly 1420–1426, názvy: Transvestita (Transteverine), Benátčanka (Venitienne), Pařížanka (Parisienne), První housle (Le premier violin), Druhé housle (Le second violin), Houslista (La violincelliste), Pozounista (Le trombonne).
- 1905 – Vystavoval na 3. výstavě konané v Grand Palais na Champs-Élysées v Paříži pod názvem Podzimní salon, ukázal pět obrazů pod čísly 461–465, názvy: Čas na kávu (Au moment du cafe), Přednášející (Le Conferencier), Posluchač (Premiere Auditrice), Druhý posluchač (Seconde Auditrice and L'Arpette).
- 1906 – Samostatná výstava v galerii "Galerie de l'Art Decoratifů, (23. dubna – 17. května ), náčrtky a kresby z Benátek a jeho obyvatel později použité k ilustraci Regnierovy knihy Esquisses Venetiennes.
- 1906 – Vystavoval na 4. výstavě konané v Grand Palais na Champs-Élysées v Paříži pod názvem Podzimní salon, (6. října – 15. listopadu), 7 kreseb (č. 464–471), názvy: L’Inamovable, V mlékárně (La Cliente de la Cremerie), Les Ouvreuses, L’Age ingrat, V malém baru (L’Habituee du petit Bar), Ve variété (Dans le Promenoir d’un music-hall), Les Trottinuers and Les Recits de l’experience.

- 1907 – Vystavoval na 5. mezinárodní výstavě v Barceloně, společně se Zuloagou a Rodinem.
- 1907 – Vystavoval na 1. výstavě "Salon de Humoristes" v Paříži v Palais de Glace společně s Jean-Louis Forainem a dalšími.
- 1907 – Vystavoval na Comédie Humaine (Galerie Georges Petit) společně s Jean-Louis Forainem, Degasem a dalšími.
- 1907 – Vystavoval na 5. výstavě konané v Grand Palais na Champs-Élysées v Paříži pod názvem Podzimní salon, (1. října – 27. října), 6 obrazů (č. 458 – 463), s názvy: Solicitor (Sollicite et Solliciteur), Očima barbarů (Sous l’œil des Barbares), Lhostejnost (L’Indifferent), Un Croquis, Dopis (La Lettre), Etude.
- 1908 – Vystavoval na 2. výstavě "Salon de Humoristes" v Paříži v Palais de Glace společně s Jean-Louis Forainem a dalšími.
- 1908 – Vystavoval v Moskvě, výstava Toison d'or.
- 1908 – Vystavoval na Comédie Humaine (Galerie Georges Petit) společně s Lautrecem, Dresou a dalšími.
- 1908 – Vystavoval spolu s Rodinem a Zuloagou na Kunstverein, Frankfurt, Německo.
- 1911 – Vystavoval na 10. Podzimním salonu v Grand Palais[69]
- 1911 – Samostatná výstava v Galerie Druet (27. března – 8. dubna). Recenze l’Action Francaise z 30. března:

Střízlivý a energický talent velkého umělce, jakým je Maxime Dethomas, se zde naplno projevuje. Některé práce jsou určené k ilustraci známých děl, jiné volné, spontánní a plné pohybu. Silou a jasností linie, krutostí pozorování, hlubokou a přirozenou ironií je Dethomas podobný Honoré Daumierovi. Je podobný moralita jako Daumier a jeho až karikaturní verva se lehce stává až lyrickou. Návštěvníkům doporučujeme Le Colporteur et le Socialiste, Le Passage de l'Express, La Bad Amie a nakonec Farewell, kde melancholie dvou tváří blízko sebe dosahuje nejvyšší poezie. Převyšuje své kolegy, kteří ve svých dílech představují jen zábavu nebo záminku pro zábavu, Maxime Dethomas ukazuje typický každodenní život a potkávání v interiéru, v přírodě, v baru, na ulici. Dnes je jedním z předních představitelů současného francouzského umění.

- 1911 – Vystavoval na mezinárodní výstavě v Turínu (duben – listopad).
- 1911 – Vystavoval na "La Libre Esthétique" Brusel, (18. března – 23. dubna) společně s Vuillardem, Denisem a dalšími.
- 1911 – Vystavoval v galerii "Galerie Druet" (23. března – 25. března), další vystavovatelé: Baignières, Desvallières, Dufrénoy, Fleming, Guerin, Marque, Marval, Piot, Rouault, Jaulmes a Lacoste.[70]
- 1912 – Vystavoval na Artz and De Bois, Haag, Nizozemsko, (březen – duben), další: Bussy a Huszar[71]
- 1913 – Vystavoval v galerii "Galerie Druet" (17. února – 1. března), další vystavovatelé: Baignères, Desvallières, Dufrénoy, Fleming, Guerin, Marque, Marval, Rouault a Mare.
- 1913 – Vystavoval na výstavě "Societa Leonardo da Vinci", (11. května – 31. května), Florencie, Itálie.
- 1914 – Vystavoval v galerii "Galerie Druet" (9. února – 21. února), další vystavovatelé: Baignères, Desvallières, Dufrénoy, Fleming, Guerin, Marque, Mrs Marval, Rouault, Bernouard and Moreau.
- 1915 – Vystavil dvě zarámované kresby ve francouzském pavilonu "Panama-Pacific International Exposition (PPIE) Worlds Fair", San Francisco, USA.
- 1916 – Vystavoval v "Detroit Museum of Art", USA, výstava PPIE. works. (Říjnový výstavní katalog, č. 80 – Yvonne, č. 81 – Jeanne
- 1917 – Vystavoval v galerii "Galerie Druet" (7. května – 25. května), další vystavovatelé: Desvallières, Dufrénoy, Fleming, Guerin, Marque, Marval, Rouault a
- 1922 – Vystavoval v "Musée des Arts Décoratifs", Louvre, Paříž, (12. dubna – 7. května), další vystavovatelé: Emile Decoeur, Albert Marque a Paul Follot.
- 1928 – Samostatná výstava kreseb a akvarelů v galerii "Galerie Simonsonů, Paříž, (20. března – 5. dubna).
- 1929 – Retrospektivní samostatná výstava na Podzimním salonu, Paříž, obrazy, kresby, plakáty, ilustrace, návrhy dekorací a atd.[12]
- 1992 – Samostatná výstava v Muzeu Orsay, Paříž, (25. února 24. května).
- 2016 – Vystavoval v "Museo de Bellas Artes de Granada", Španělsko, (30. června – 18. září)

### Publikace
Dethomas významně přispěl k oživení knižní produkce ve Francii. Následující seznam ukazuje rozsah Dethomasových uměleckých příspěvků k publikovaným literárním dílům:
- Jean de Tinan, Aimienne, Ou le Detournement de Mineure, 1899
- Henri de Régnier, Esquisses Venetiennes, 1906
- Paul Adam, Le Trust, 1910
- Eugène Montfort, La Turque – Roman Parisian, 1912
- Jean Giraudoux, Amica America, 1918
- François Chateaubriand, La Campagne Romaine, 1919
- Jean Giraudoux, Adieu à la Guerre, 1919
- Rudyard Kipling, La Plus Belle Histoire du Monde, 1919
- Jean and Jérome Tharaud, Dingley l'illustre écrivain, 1920
- Paul Claudel, Tete D’or Drame, 1920
- Andre Lebey, Jean de Tinan, 1921
- Boileau Despreaux, Le Lutrin, 1921
- Jaques Cazotte, Le Diable Amoureux, 1921
- Jean de Tinan, Noctambulismes, 1921
- André Maurois, Ariel ou la Vie de Shelly, 1922
- Arthur Gobineau, Scaramouche, 1922
- Molière, Theatre Complet, 1923
- Albert Touchard, La Mort du Loup, 1924
- Edmond Jaloux, Le Reste est Silence, 1924
- Jean Giraudoux, Le Couvent de Bella, 1925
- Henry Prunières, La vie et l`oeuvre de Claudio Monteverdi, 1926
- Anatole France, Ouvers Completes Illustrees, Tome I, IX, XIII, 1925–27
- François Couperin, Les Folies Françaises, ou les Dominos, 1927
- Pedro Calderón de la Barca, La Mojiganga de la muerte, 1927
- Charles de Saint-Cyr, Sous le Signe du Caribou, 1928
- François Mauriac, La Nuit du Bourreau de Soi-meme, 1929
- Alphonse Daudet, Sapho, 1929

Sbírka Esquisses Vénitiennes (1906) básníka Henriho de Régniera představuje první zkušenost Dethomase s knižní ilustrací. Několik let Dethomas navštěvoval každou zimu Benátky a nashromáždil velké portfolio skic z těchto pobytů. Spolupráce s Régnierem na tomto projektu jedinečně kombinovala dříve dokončená samostatná barevná umělecká díla a sadu černobílých skic provedených uhlem či metodou conté výslovně určené pro použití "v textu". V souvislosti s vydáním knihy uspořádal Dethomas výstavu v Galerii de l'Art Decoratif, která se setkala s uznáním u veřejnosti i kritiků.
Jeho tučný xylografický styl dobře ladil s litografickým procesem a textové ilustrace v "Esquisses Vénitiennes" stanovily styl, který Dethomas použil i pro další ilustrace. S využitím zkušeností rytců, jako byli Léon Pichon a Emile Gasperini, se jeho černobílé kresby dostaly do obývacích pokojů a knihoven po celém světě.

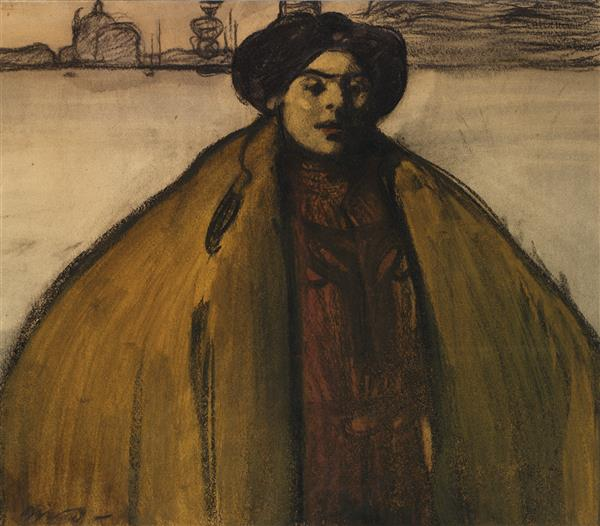
Originál ilustrace k textu: Henri de Régnier, Esquisses Vénitiennes (1906).
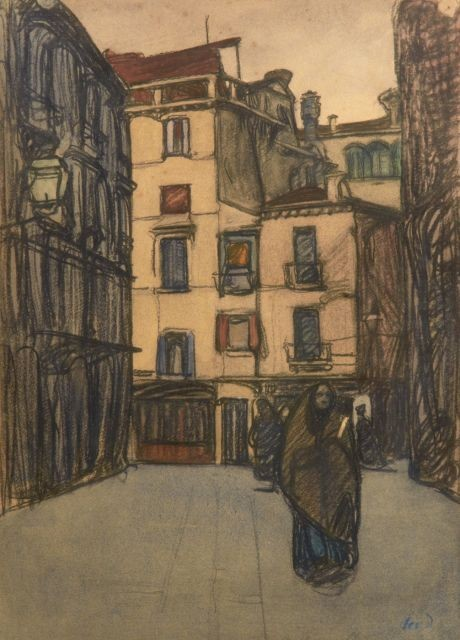
Originál ilustrace k textu: Henri de Régnier, Esquisses Vénitiennes (1906).
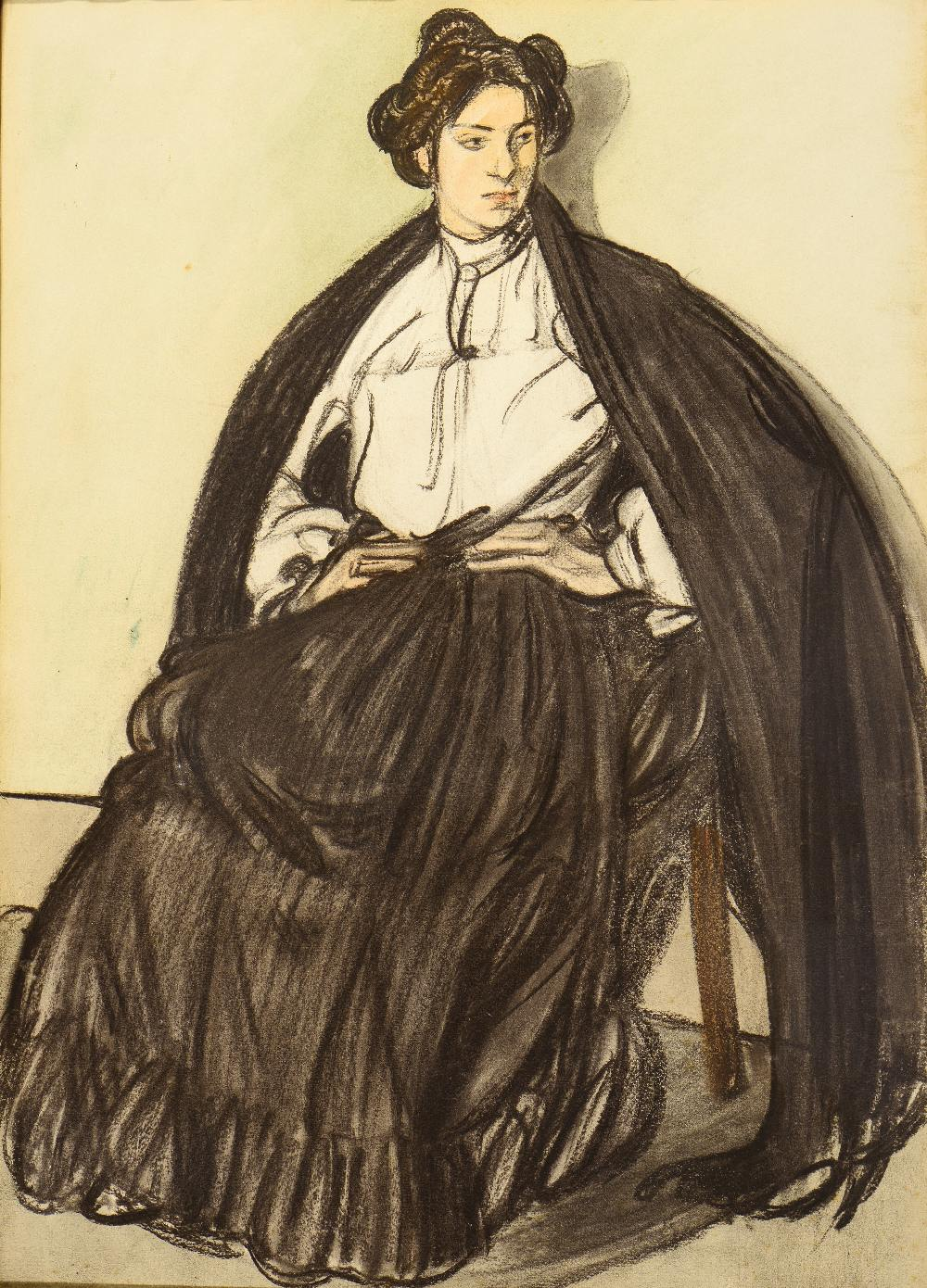
Originál ilustrace k textu: Henri de Régnier, Esquisses Vénitiennes (1906).
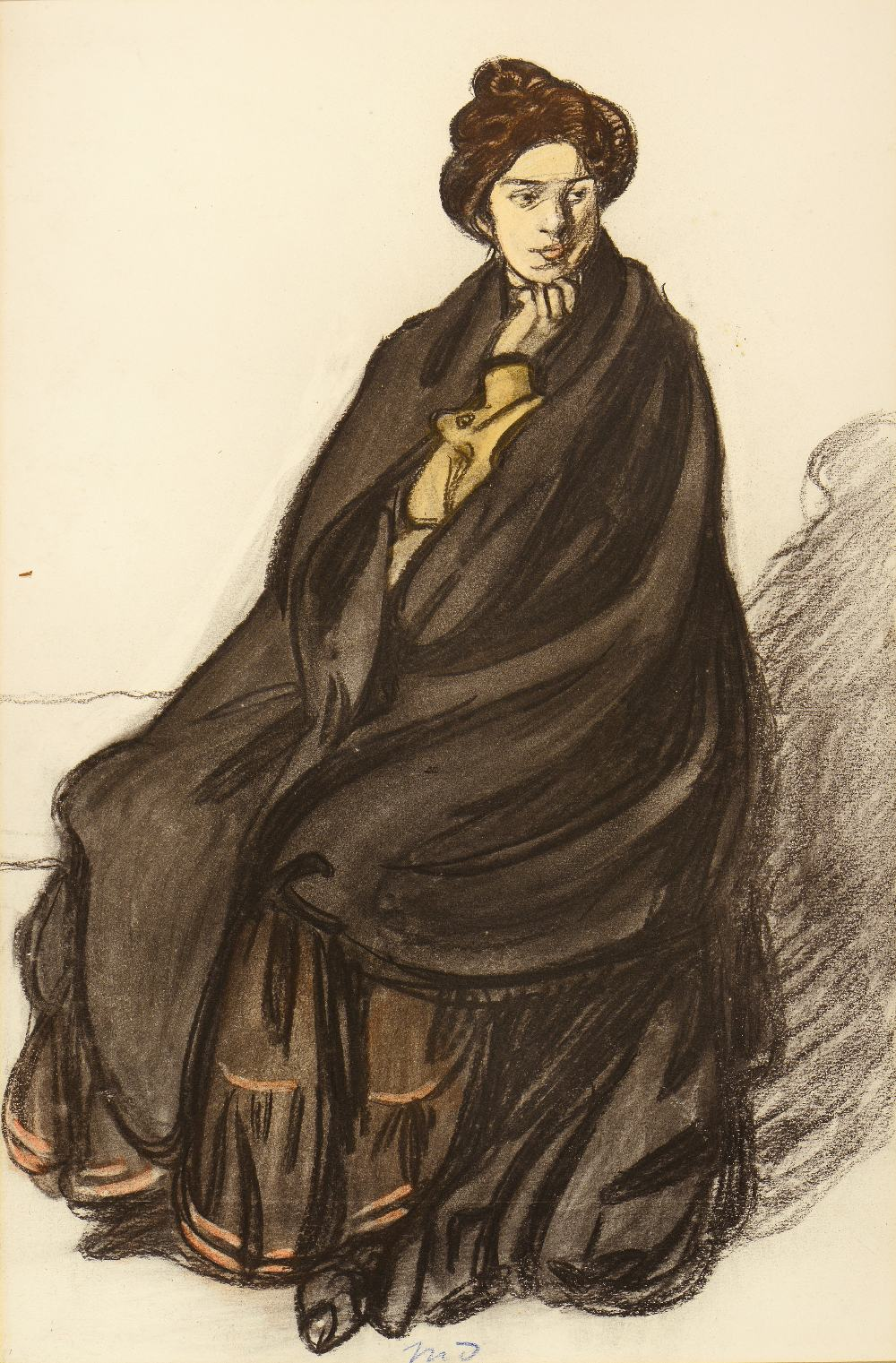
Originál ilustrace k textu: Henri de Régnier, Esquisses Vénitiennes (1906).
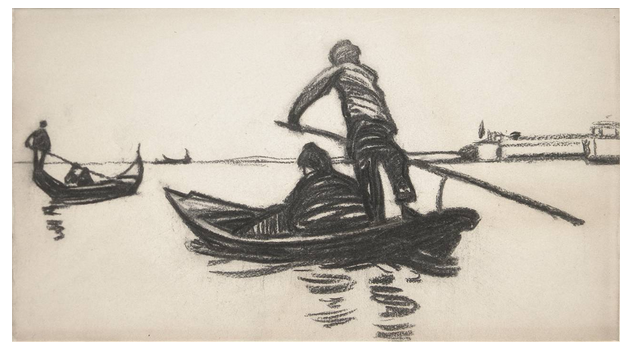
Originál ilustrace k textu: Henri de Régnier, Esquisses Vénitiennes (1906).
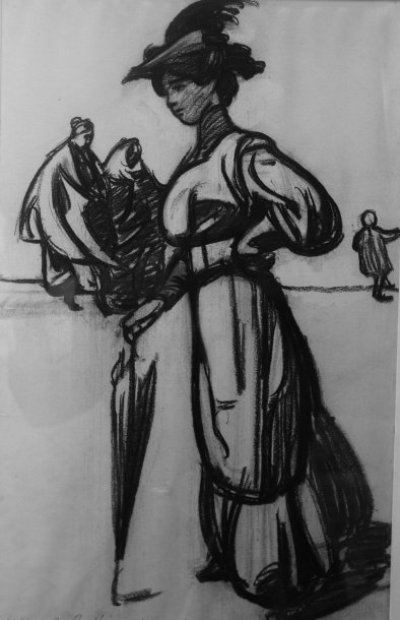
Originál ilustrace k textu: Henri de Régnier, Esquisses Vénitiennes (1906).
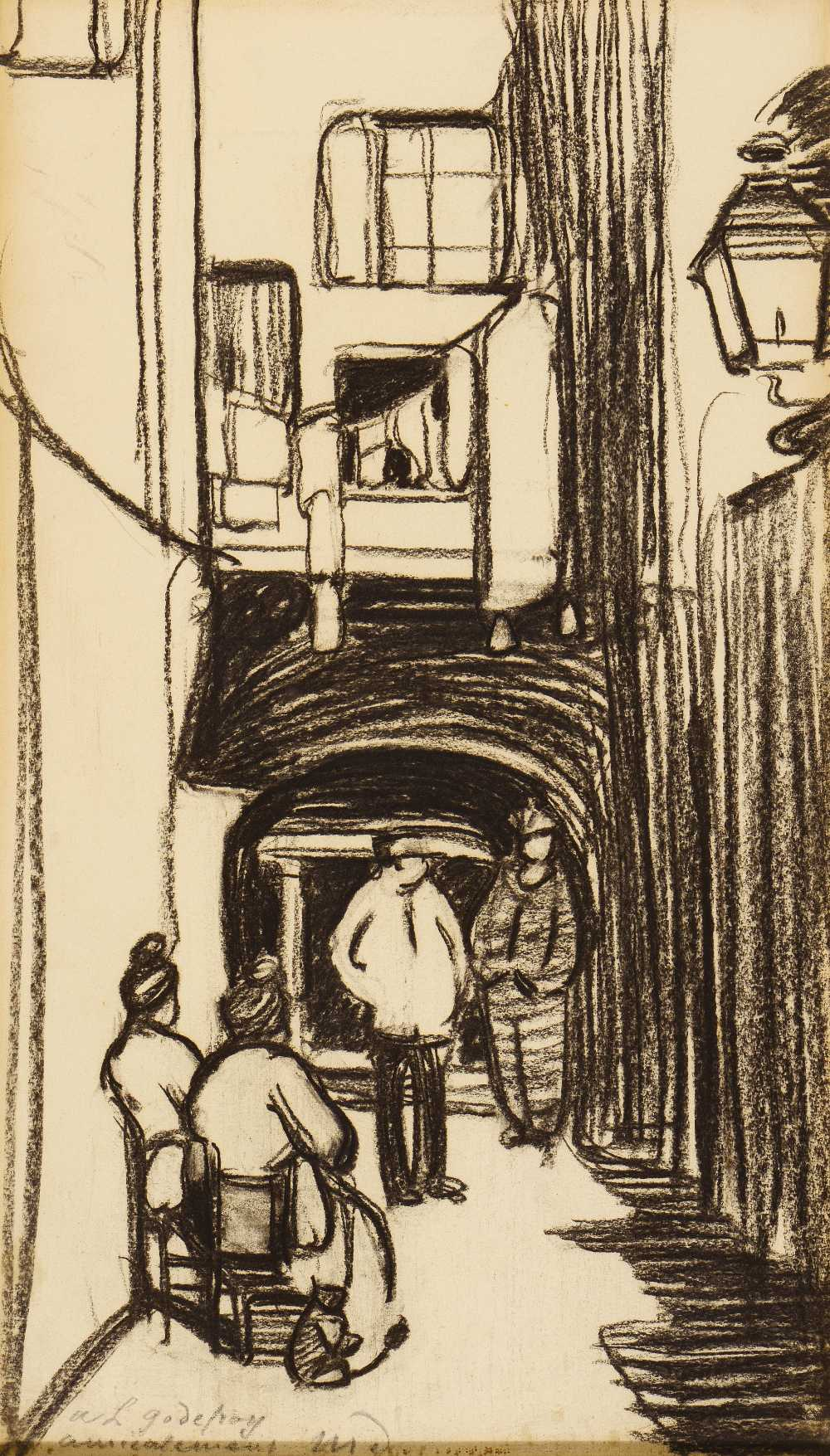
Originál ilustrace k textu: Henri de Régnier, Esquisses Vénitiennes (1906).
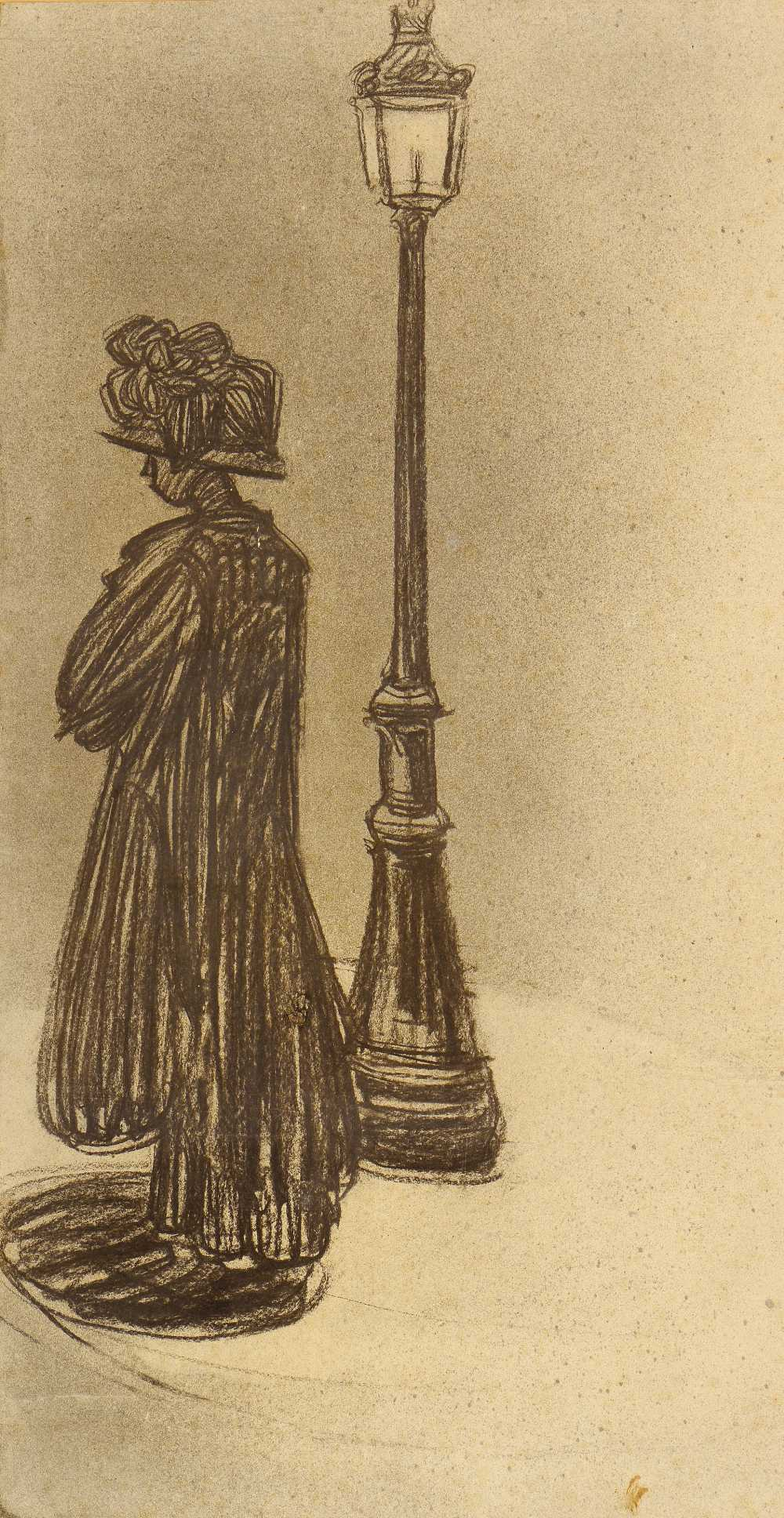
Originál ilustrace k textu: Eugène Montfort, La Turque – Roman Parisian (1912).

### Poznámka
1. ↑  Louisiana Purchase Exposition, neformálně nazývaná jako St. Louis World's Fair, byla mezinárodní výstava konaná v St. Louis v Missouri, USA, od 30. dubna do 1. prosince 1904. Místní, státní a federální fondy v celkové výši 15 milionů dolarů byly použity k financování akce. Více než 60 zemí a 43 z tehdy 45 amerických států se zúčastnilo výstavy na veletrhu, který navštívilo téměř 19,7 milionů lidí.V tomto článku byl použit překlad textu z článku Louisiana Purchase Exposition na anglické Wikipedii.